# Meiji Mura
Meiji Mura (japanisch 博物館明治村 Hakubutsukan Meiji Mura, deutsch ‚Meiji-Museumsdorf‘) ist ein Freilichtmuseum in Inuyama in der Präfektur Aichi. Das Museum wurde am 18. März 1965 eröffnet und enthält mehr als 60 restaurierte und wieder aufgebaute Gebäude aus der Meiji- (1867–1912), Taishō- (1912–1926) und frühen Shōwa-Zeit (1926–1989).
Die Meiji-Zeit war geprägt von rasanten Veränderungen. Nach Jahrhunderten der Isolation öffnete sich Japan und orientierte sich in diesem Zuge auch am Baustil und den Konstruktionsprinzipien der westlichen Welt. Das Meiji-Mura-Freilichtmuseum erhält diese frühen Zeugnisse der Architektur, worin japanische Baukunst und Materialien mit westlichen vermischt sind. Auf diese Weise konnte, von den Zerstörungen des Zweiten Weltkrieges verschont, und vor den Abrissbaggern der Neuzeit gerettet, eine repräsentative Auswahl frühmoderner Bauwerke bewahrt werden.
Zehn der 68 Bauwerke sind als „wichtige Kulturgüter“ ausgezeichnet worden. Im Freilichtmuseum sind zudem Gebäude aus Hawaii, Seattle und Brasilien zu sehen. In vielen Gebäuden ist die Geschichte des Gebäudes selbst dargestellt. Sie enthalten meist auch Einrichtungsgegenstände und Mobiliar aus der Zeitgeschichte. Einzelne Gebäude wie das Sommerhaus von Lafcadio Hearn oder die Kathedrale St. Francisco de Xavier können auch für Hochzeiten angemietet werden.

## Entstehung

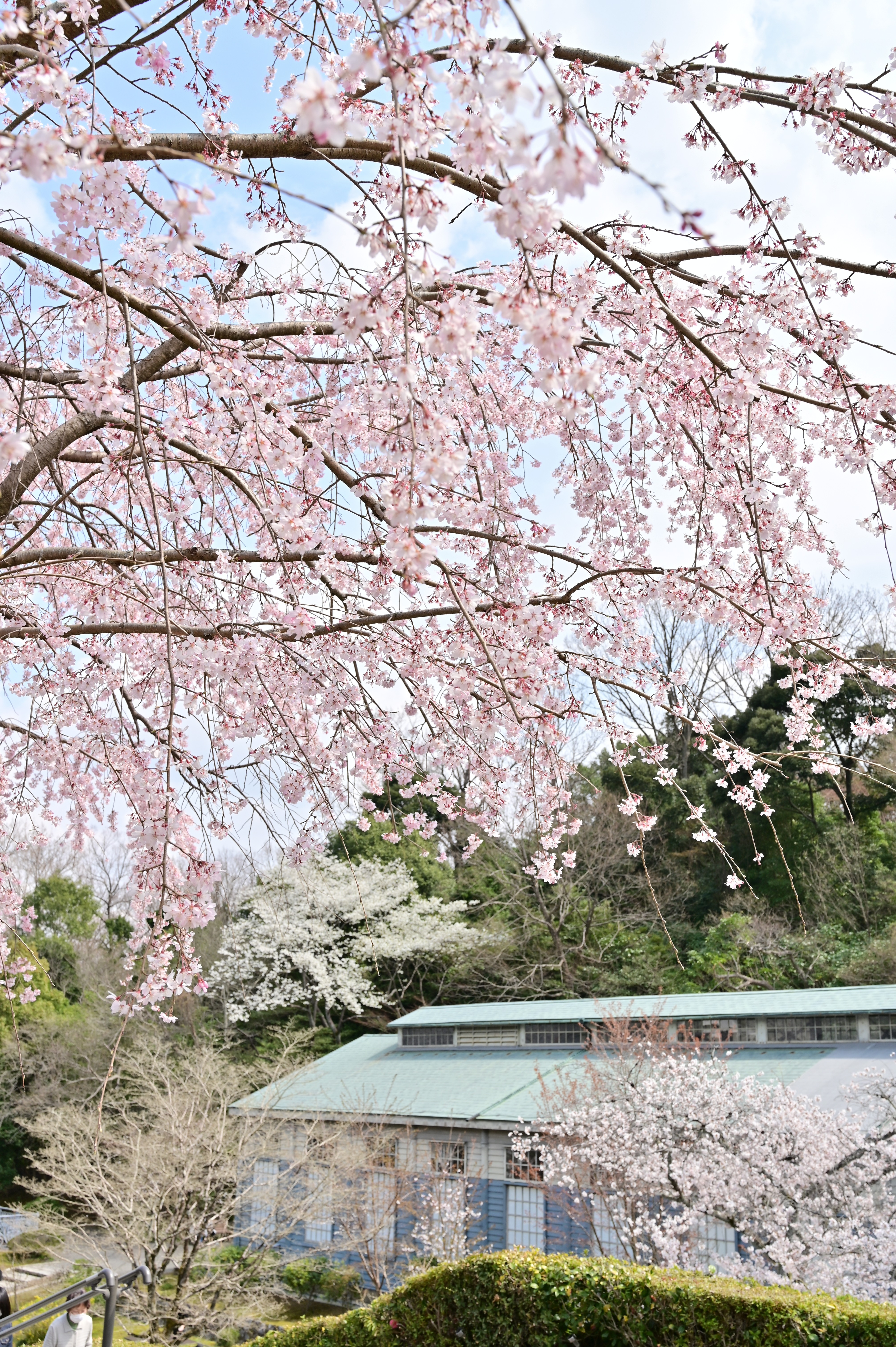
Im Frühjahr blühen im Dorf ca. 1000 Kirschblüten (Shimbashi-Fabrik des Eisenbahnbüros)

Meiji Mura war die Idee des Architekten Taniguchi Yoshirō (谷口 吉郎, 1904–79) und des Präsidenten der Nagoya-Eisenbahngesellschaft Motoo Tsuchikawa (土川 元夫, 1903–74). Die beiden Initiatoren setzten sich nach dem Ende des Zweiten Weltkrieges für die Erhaltung und den Schutz geschichtsträchtiger und kulturell wertvoller Gebäude der japanischen Frühmoderne ein. Zunächst war es ihr Ziel, die Bauwerke an ihrem angestammten Bauplatz zu erhalten. In den 1960er Jahren jedoch hatte der wirtschaftliche Aufschwung höchste Priorität und es wurde zunehmend schwieriger, die Gebäude an ihrem ursprünglichen Platz vor dem Abriss zu bewahren. Daraufhin beschlossen Taniguchi und Tsuchikawa, die Gebäude zu demontieren und sie an einem geeigneten Platz versammelt wieder zu errichten und zu restaurieren. Das Meiji-Mura-Freilichtmuseum war geboren.
Am 16. Juli 1962 gründeten sie für ihr Vorhaben eine Firma. Um Besucher anzuziehen, sollte das Freilichtmuseum in Arakawa, Tōkyō entstehen, doch das Unternehmen Yamato Keori K.K. (大和毛織) kam ihnen beim Erwerb des Bauplatzes zuvor. Es kaufte zwei Drittel des Geländes zur Errichtung eines neuen Baseball-Stadions auf.
Am 18. März konnte mit der finanziellen Unterstützung durch die Nagoya-Eisenbahngesellschaft das Freilichtmuseum in Inuyama, am See Irukaike eröffnet werden. Das Freilichtmuseum ist aufgrund der finanziellen Unterstützung auch ein eingetragenes Warenzeichen der Nagoya-Eisenbahngesellschaft. Zur Eröffnung beheimatete es 15 Gebäude (darunter die Telefonzentrale aus Sapporo, das Wohnhaus von Mori Ōgai und Natsume Sōseki u. a.). Das gesamte Gelände erstreckt sich über einen Quadratkilometer. Da das Freilichtmuseum nicht nur Gebäude, sondern auch mobile Kulturgüter (wie Dampflokomotiven und Straßenbahnen) aus unterschiedlichen kulturellen Bereichen darbietet, kann man gemäß seiner heutigen Aufmachung auch von einem Themenpark sprechen.
Insbesondere das Landhaus „Zagyosō“ (1920) und die Fassade des Imperial Hotel (1923) entstammen der Taishō-Zeit. Zusammen mit dem Hauptsitz der Kawasaki-Bank (1927) aus der frühen Shōwa-Zeit runden sie die repräsentative Auswahl frühmoderner Bauwerke ab.

## Gegenwart
Seit 2003 obliegt das Management des Freilichtmuseums de facto der K.K. Meitetsu Impress, einer Tochtergesellschaft der Meitetsu Group. Eine Weile lang schien die Zukunft von Meiji Mura gefährdet und die Restaurierungsarbeiten mussten aufgrund der wirtschaftlichen Schieflage der Eigentümergesellschaft eingestellt werden. Zudem wurde der Themenpark durch das Erdbeben von Kōbe 1995 in Mitleidenschaft gezogen. Allerdings konnten im Jahr 2005 die Torwache und Leibgarde am Kaiserhof sowie 2007 die Sake-Brauerei Nakai restauriert und für den Publikumsverkehr freigegeben werden.

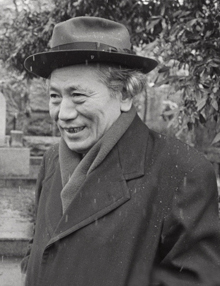
Tokugawa Musei, 1956

Berühmte japanische Schauspieler, die als Leiter des Meiji Mura fungierten:
1. Tokugawa Musei (1965–1971)
2. Morishige Hisaya (1971–2004)
3. Ozawa Shōichi (2004–2015)
4. Agawa Sawako (seit März 2015)

Direktoren des Freilichtmuseums:
1. Taniguchi Yoshirō (1965–1979)
2. Sekino Masaru (1979–1991)
3. Muramatsu Teijirō (1991–1997)
4. Iida Kishirō (1997–2010)
5. Suzuki Hiroyuki (2010–2014)
6. Nakagawa Takeshi (seit Juli 2014)

## Gebäude und Objekte der Meiji-Zeit (1867–1912)

### Brauerei Kikunoyo (菊の世酒蔵)

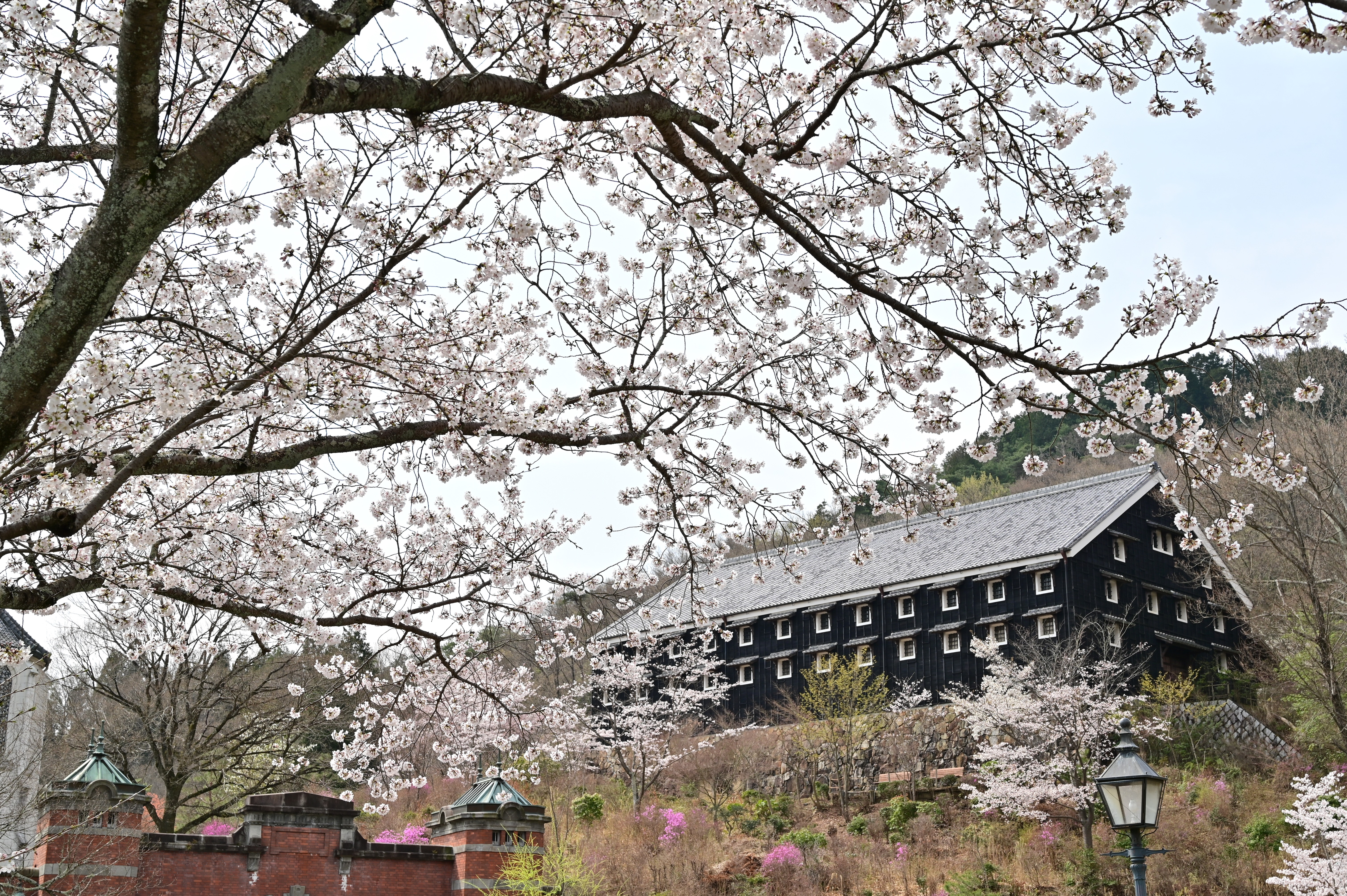
Brauerei Kikunoyo

→ Baujahr: 1868, ursprünglicher Standort: Ginza in Kariya, Präfektur Aichi, Standort: Planquadrat 5-64
Das Gebäude der Brauerei ist unter den vielen westlichen Bauten in Meiji Mura insofern ungewöhnlich, als dass das Dach auf japanische Weise gedeckt ist. Der Abstand der Querbalken des Dachs beträgt neun Ken (ca. 16 m) und der Abstand der Tragebalken 18 Ken (ca. 33 m). Es handelt sich um ein zweigeschossiges Lagerhaus mit dicken Wänden und einem zwei Ken (ca. 3,6 m) breiten Vordach. Der Dachstuhl des Hauptdaches ist in der Art der alten Minka konstruiert. Ursprünglich als Getreidespeicher an der nahegelegenen Mikawa-Bucht in Hekinan erbaut, wurde es von der Kiku-Hirose-Brauerei (菊廣瀬酒造) erworben und 1895 nach Kariya umgezogen. Das Gebäude wurde 1969 demontiert und im Dezember 1983 im Museum wieder aufgebaut und der Öffentlichkeit zugänglich gemacht. Da der große Innenraum sowohl als Lager, als auch als Ausstellungsraum genutzt wird, erhielt das Gebäude bei seinem Wiederaufbau einen Keller aus Stahlbeton. Außerdem wurde die nördliche Hälfte des Gebäudes durch Stahlbeton ersetzt, während die südliche Hälfte im Originalzustand blieb. Im Erdgeschoss wird allerlei Zubehör für die Sake-Herstellung ausgestellt, darunter auch ein Sugidama (杉玉).

### Sommerhaus von Lafcadio Hearn (小泉八雲避暑の家)

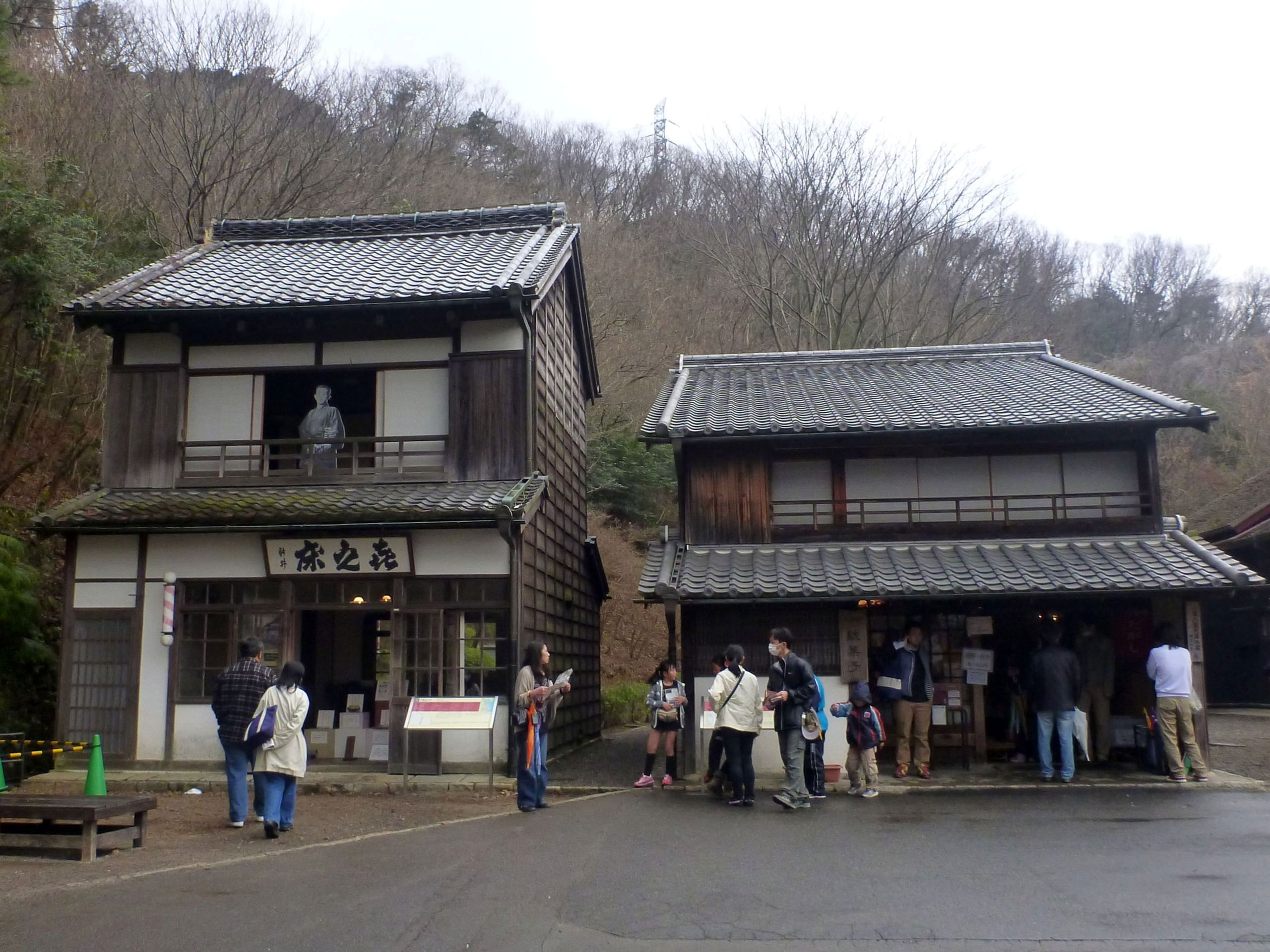
Rechts das Wohnhaus von Lafcadio Hearn, links der Barbier Kinotoko

→ Baujahr: 1868, ursprünglicher Standort: Jonokoshi in Yaizu, Präfektur Shizuoka, Standort: Planquadrat 4-48
Das Wohnhaus wurde ursprünglich 1868 in der Präfektur Shizuoka erbaut. Lafcadio Hearn, der in Japan vor allem für seine Gespenstergeschichten bekannt ist, war irisch-griechischer Abstammung. 1890 reiste er nach Japan, begann als Englischlehrer in einer Mittelschule in Matsue zu unterrichten und heiratete kurze Zeit später Koizumi Setsuko. Durch die Heirat und die anschließende Einbürgerung nahm Hearn den japanischen Namen Koizumi Yakumo (小泉八雲) an. 1896 wurde Hearn als Dozent für englische Literatur an die Waseda-Universität berufen. Ein Jahr später siedelte er mit seiner Familie nach Tokio um.
Das Gebäude ist im japanischen Stil eines Bürgerhauses als eingeschossige Holzkonstruktion mit einer Breite von 5,5 m und einer Tiefe von 13,2 m ausgeführt. Die Front des Wohnhauses wirkt mit dem tiefgezogenen Vordach optisch wie ein Ladengeschäft. Die rechte Innenseite des Erdgeschosses ist als ungedielter Fußboden angelegt. Die Fenster im ersten Stock sind als kastenförmige Schiebefenster angelegt, die mit Papier bespannt waren und die von der tiefgezogenen Dachkonstruktion geschützt waren. Während die rechte Seite des Erdgeschosses ungedielt blieb, wurden auf der linken Seite Tatami-Matten ausgelegt. Etwa in der Mitte des Raumes ist eine Wand eingezogen, die auch die Belüftung des Raumes sicherstellte. Im linken hinteren Teil befindet sich die karreeförmig umbaute Treppe zum ersten Stock. Die Mansarde ist zweiteilig ausgeführt und vollständig mit Tatami-Matten ausgelegt.

### „Kagyū-an“, Wohnhaus von Kōda Rohan (幸田露伴住宅「蝸牛庵」)
→ Baujahr: 1868, ursprünglicher Standort: Higashimukojima in Sumida, Präfektur Tokio, Standort: Planquadrat 3-26
Das Jahrzehnt von 1877 bis 1886 brachte im Zuge der Landesöffnung auch für die Welt der Literatur Umbrüche mit sich. Im Spannungsfeld demokratischer Bürgerrechte und Staatsgewalt florierte die geistesgeschichtliche Strömung des „Pan-Asianismus“ (アジア主義). Die Unterhaltungsliteratur der Edo-Zeit, die Gesaku Literatur, verlor an Popularität. Stattdessen brach die Zeit des politischen (政治小説, seiji shōsetsu) und des gesellschaftlichen Romans (政治小説, shakai shōsetsu) an, die sich einer psychologischen Sicht und damit der Innenwelt der Protagonisten zuwandten. 1885 erschien Shōyō Tsubouchi einflussreicher Aufsatz Das Wesen des Romans (小説神髄, shōsetsu shinzui), der zunächst Futabatei Shimei zu einer Umsetzung in seinem Werk Ukigumi (etwa: Ziehende Wolken) inspirierte. Im Besonderen wirkte er aber auf den Schriftsteller Kōda Rohan.
Kōda Rohan war eigentlich ausgebildeter Ingenieur und arbeitete als Telegrafist. Im Selbststudium erwarb er sich Kenntnisse der klassischen Literatur und der buddhistischen Schriften. Als er im Alter von 21 Jahren Tsubouchi Abhandlung las, entschloss er sich seinen Beruf aufzugeben. Ein Jahr später 1888 legte er mit Zentenma (禅天魔) sein Debüt vor und erweckte die Aufmerksamkeit von Kōyō Ozaki. Mit den folgenden Werken und gemeinsam mit Ozaki prägte er ca. 30 Jahre lang die japanische Literatur. Dieser Zeitabschnitt bis zum Tode Ozakis 1903 wird daher in Anlehnung an die Namen der beiden Schriftsteller häufig als Kōro jidai (紅露時代) bezeichnet. Rohan selbst nannte seine Wohnstätte Schneckenhaus (蝸牛庵, Onyomi Lesung Kagyū-an). In dem ursprünglich östlich des Flusses Sumida gelegenen Haus wohnt er etwa ein Jahrzehnt von 1897 an. Das Haus vermittelt einen Eindruck vom Stadtviertel, dessen Erscheinungsbild von Nebenresidenzen vermögender Kaufleute geprägt war. Es war mit Tatami Matten ausgelegt. An einem der Stützen des Vordachs befindet sich noch immer ein Metallbeschlag in Form eines Wasservogels. Am ursprünglichen Standort in Sumida befindet sich heute ein Park mit Spielplatz, in dem ein Gedenkstein an Kōda Rohan steht, der einen Auszug aus seinem Roman Unmei (etwa: Schicksal) trägt.

### Sake-Brauerei Nakai in Kyōto (京都中井酒造)
→ Baujahr: 1870, ursprünglicher Standort: Nakagyō-ku, Kyōto, Standort: Planquadrat 2-19
Die Familie Nakai begann bereits 1787 im Stadtteil Kawara in Kyōto mit dem Sake Handel. 1803 führte sie den Handel ein wenig westlich von der Miyuki-Straße fort, dann brannte das Anwesen im Verlauf des Hamaguri Aufstandes zwischen dem Chōshū Han und dem Aizu - Satsuma-Han 1864 nieder und wurde in der Folgezeit 1870 an der südlich vom Kaiserpalast von Süden nach Norden verlaufenden, neu angelegte Miyuki-chō Straße, die durch das von Toyotomi Hideyoshi umgestaltete Kyōto lief, wieder aufgebaut. Das Dach ist im traditionellen Stile Kyōtos konvex angelegt und mit Mukuriyane (起屋根) gedeckt. Die Hauswand unter dem Vordach ist mit Kalkmörtel verputzt mit darin eingelassenen Gitterfenstern, sogenannten Mushikomado (虫籠窓), als Oberlicht für die Dachkammer versehen. Das Erdgeschoss ist durch Gatterfenster, Musōmado (無双窓), ebenfalls nur schwach beleuchtet. Bei diesen für Sake Brauereien typischen Fenstern handelt es sich um senkrechte, fest angeordnete Holzlatten im Wechsel mit lattenbreiten Lücken. Auf der Innenseite des Fensters befindet sich ein Gatter, dass versetzt angeordnet ist und dass sich zum Verschließen des Fensters über die Zwischenräume zwischen den Latten schieben lässt.

### Shinagawa-Leuchttürme (品川燈台)

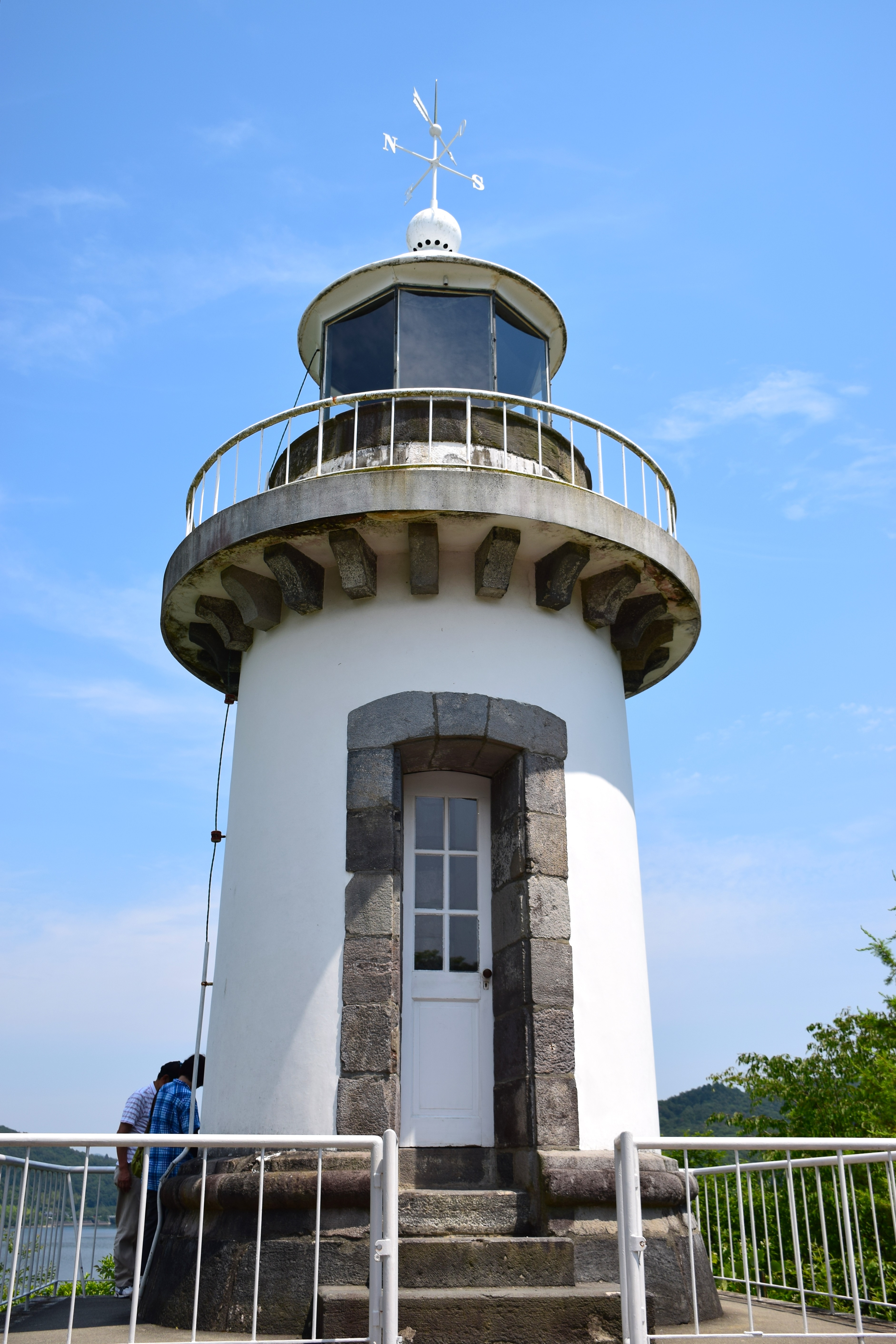
Shinagawa-Leuchtturm

→ Baujahr: 1870, ursprünglicher Standort: Shinagawa in Minato, Präfektur Tokio, Standort: Planquadrat 3-29
Im Vorfeld der Meiji-Restauration versuchten die europäischen Großmächte und Amerika im Ringen miteinander in Japan ihren Einfluss geltend zu machen und Japan zum Handel und damit zur Öffnung des Landes zu bewegen. In der Folge schloss Japan mit Amerika 1858 den Harris-Vertrag, den ersten der 5 sogenannten Ansei-Verträge (安政五カ国条約): Auf den Harris-Vertrag folgten in diesem Rahmen weitere Freundschafts- und Handelsverträge mit England, Russland, Holland und Frankreich. Der Anhang zu den Ansei-Verträgen sah eine Revision des Zollwesen vor. Artikel 11 dieses Anhangs regelte, dass mit der Öffnung der Häfen für ausländische Schiffe Leuchttürme und Bojen einzurichten waren. Die japanische Regierung bat daraufhin zur Errichtung der ersten 4 Leuchttürme westlicher Bauart in der Bucht von Tōkyō (an den Landzungen Kannon, Nojima, Jōga-shima und Shinagawa) Frankreich und England um technische Unterstützung. Der im Meiji Mura erhaltene Leuchtturm wurde unter der Federführung des französischen Architekten François Léonce Verny an der westlichen Flanke der 2 Geschützbatterien von Shinagawa erbaut. Am 5. März 1870 erleuchtete zum ersten Mal sein Leuchtfeuer zur offenen See hin. Als Beleuchtungsmittel diente Erdöl, wodurch eine Leuchtstärke von 100 Candela erreicht wurde. Das Leuchtfeuer war so auf eine Entfernung von etwa 18 km zu sehen. Die Leuchttürme von Shinagawa bildeten die Grundlage für die Pläne des Artilleriemeisters Egawa Tarōzaemon zur Verteidigung Edos. Die Shinagawa-Leuchttürme wurden 1964 nach Meiji Mura gebracht und im April 1968 als wichtiges Kulturgut eingestuft.

### Ōi-Fleischerei (大井牛肉店)

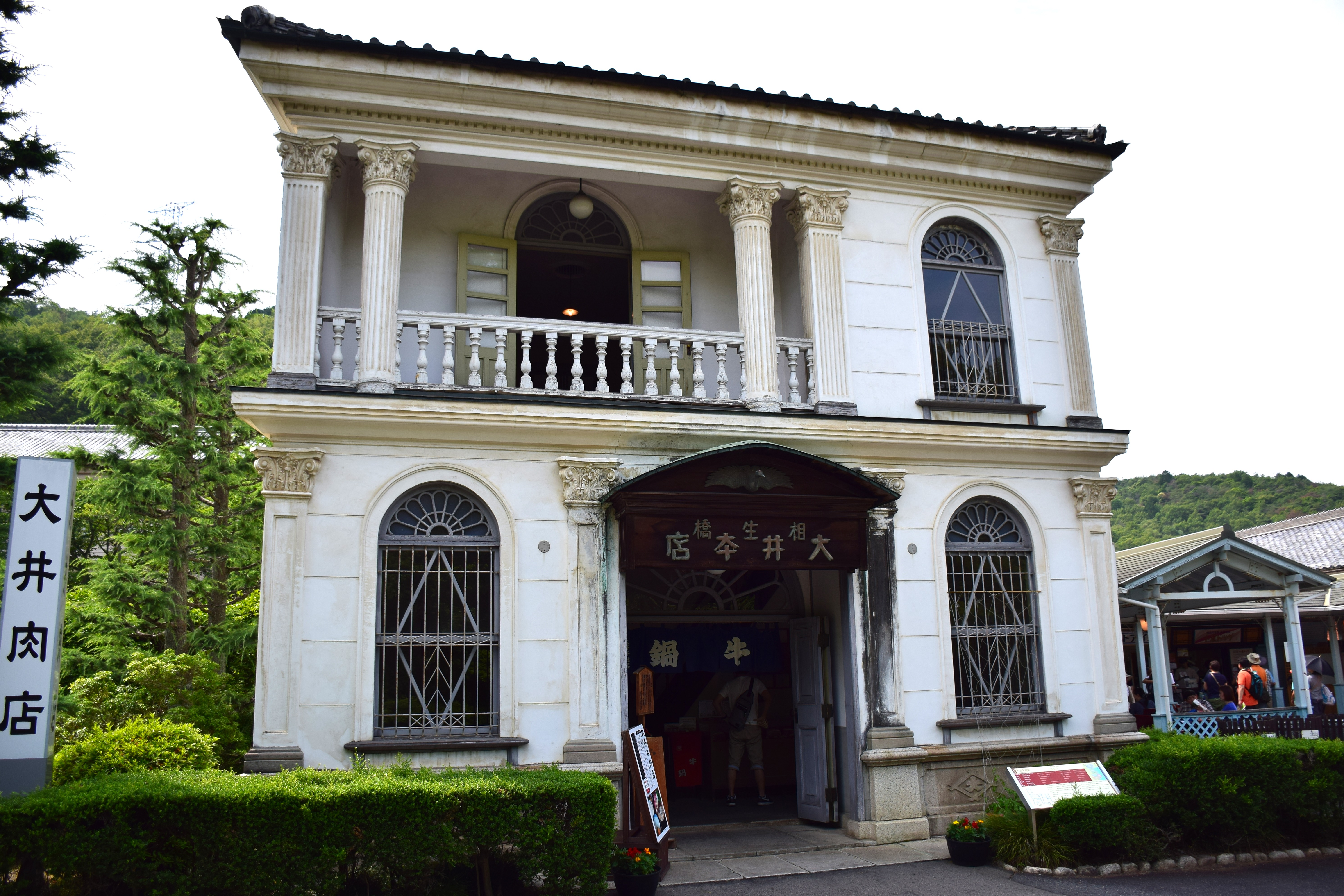
Ōi-Fleischerei

→ Baujahr: 1872, ursprünglicher Standort: Motomachi in Ikuta-ku, Kōbe, Standort: Planquadrat 1-2
Die Ōi-Fleischerei wurde ca. 1872 in Kōbe im Stadtteil Ikuta errichtet. Wie auch Yokohama und Nagasaki besaß Kōbe seit 1867 einen offenen Seehafen. Ausländische Schiffe landeten an und der Handel begann zu blühen. Im gleichen Maße ließen sich Ausländer in den Hafenstädten in eigenen Stadtvierteln nieder. Der findige Geschäftsmann Kishida Inosuke (岸田伊之助) begann 1887 in der Ōi-Fleischerei Rindfleisch und Sukiyaki zu verkaufen. Das Haus wurde nach westlichem Vorbild mit einer prächtigen Fassade errichtet. Die Loggia in der ersten Etage und der Eingangsbereich setzen neben den bogenförmigen Fenstern und den korinthischen Pilastern Akzente und lassen das Gebäude größer wirken, als es ist. Obgleich das Gebäude nach westlichem Vorbild erbaut wurde, hat man sich japanischer Bautechniken bedient. Die Pilaster und Fenster wurden stuckartig mit weißem Holz verblendet. Das Vestibül im Erdgeschoss ist im japanischen Stil ausgeführt; es ist zur einen Hälfte als Parkett (土間, Doma) und zur anderen Hälfte, an der linken und rechten Raumseite mit Tatami-Matten ausgeführt. Die erste Etage hingegen ist unterteilt in vier Räume mit Holzfußboden, in denen Sukiyaki dargeboten wurde. Den Eingang ziert ein kleines nach außen gewölbtes Vordach, das im Stile Kyōtos mit einem Kranich geschmückt ist. Es trägt ein Aushängeschild (看板, Kamban) auf dem in goldenen Schriftzeichen der Firmenname steht.

### Shimbashi-Fabrik der japanischen Eisenbahn (Maschinenhallen) (鉄道寮新橋工場・機械館)

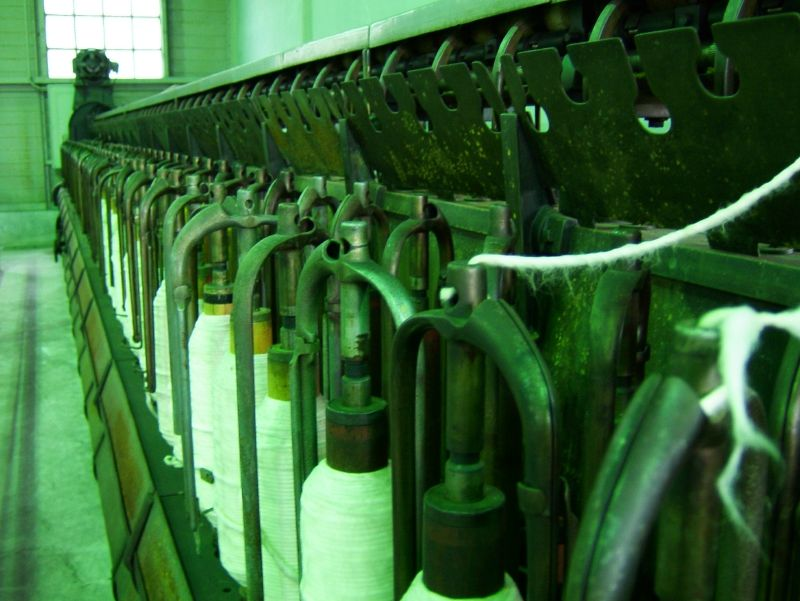
Maschine zum Ringspinnen, Detail aus der Maschinenhalle der Shimbashi-Fabrik

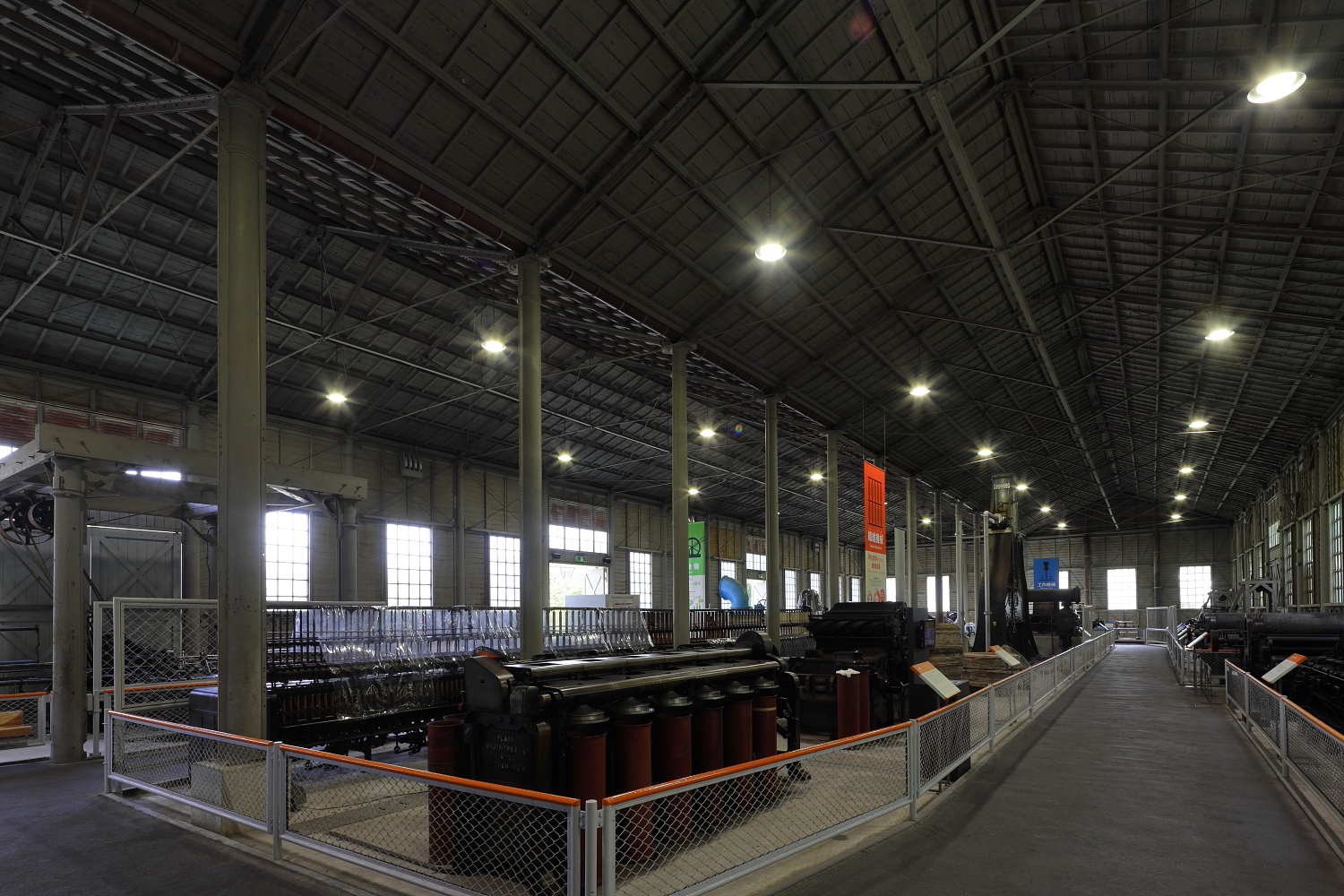
Innenansicht

→ Baujahr: 1872, ursprünglicher Standort: Ōi-machi in Shinagawa, Präfektur Tokio, Standort: Planquadrat 4-44
Die japanische Eisenbahn hat allerlei Technik aus England eingeführt und weiterentwickelt. Am 1872 eröffneten Bahnhof Shimbashi fertigten Kontraktausländer (O-yatoi gaikokujin) ein Bahnhofsgebäude, Bahnsteige, Gepäckspeicher, Steinkohlelager, Wagenschuppen und Werkshallen für die Reparatur von Lokomotiven. Von alldem ist die Reparaturwerkstatt für Lokomotiven als Maschinenhalle in Meiji Mura bewahrt worden. Die gusseisernen Pfeiler, die Eisenbleche für die Außenwände des Gebäudes, die Fensterrahmen aus Metall – alles wurde seinerzeit aus England importiert und unter der Anleitung englischer Ingenieure verbaut.
Heute stehen in Meiji Mura zwei dieser Maschinenhallen nebeneinander, doch in Shimbashi war ursprünglich nur eine Maschinenhalle gebaut worden, die erst Anfang der Taishō-Zeit mit der Verlegung nach Ōimachi um ein zweites Gebäude erweitert wurde. Aus jener Zeit stammen auch von anderer Stelle zweckentfremdete gusseiserne Pfeiler mit der Aufschrift „Metallguss der Eisenbahn Tokio 1882“ (明治十五年東京鉄道局鋳造), die davon zeugen, wie die japanische Industrie von 
Die beiden Maschinenhallen werden vom Museum als Ausstellungsräume für verschiedene Industriemaschinen genutzt.
Schornsteinfundament des Wärmekraftwerks in Shiodome (1902)
Die Modernisierung in Shiodome begann 1870 mit der Vermessung und dem im Jahr darauf erbauten Bahnhofsgebäude und der Einrichtung einer Eisenbahnverbindung. Von 1872 als der Bahnhof Shimbashi seinen Betrieb aufnahm bis 1914 als der Bahnhof in Tokio in Betrieb genommen und der Bahnhof Shiodome in Güterbahnhof Shiodome umbenannt wurde, ist er kontinuierlich vergrößert worden. Allerdings verschwanden mit dem Kantō-Erdbeben von 1923 und dem Umbau des Bahnhofs Shiodome 1934 fast alle in der Meiji-Zeit erbauten Anlagen. Ebenfalls in Meiji Mura wiederhergestellt, wurde das Fundament des Schornsteins eines 1902 gebauten Wärmekraftwerks. Dieses Kraftwerk lieferte die benötigte elektrische Energie für den Bahnhof Shimbashi.
Ringspinnmaschine (1893)
Die Ringspinnmaschine, die am Ende des Herstellungsprozesses von Baumwolltextilien verwendet wurde, ist 1828 vom Amerikaner John Thorp erdacht worden. Nachdem Thorp die Maschine erdacht hatte und sie verbessert worden war, standen damals besonders die Ringspinnmaschinen der Firma Platt in dem Ruf die qualitativ besten zu sein. Die Verwendung dieser Maschine durch drei japanische Spinnereien beförderte die Modernisierung Japans. Die erhaltene Ringspinnmaschine ist als Wichtiges Kulturgut deklariert.
Hobelmaschine mit Chrysanthemenwappen (菊花御紋章付平削盤) (1878)
Diese Maschine wurde für die Akabane Zweigstelle eines Schiffsreparaturwerks in der Präfektur Iwate gefertigt, später von der technischen Oberschule in Morioka für die praktische Ausbildung übernommen und auf diese Weise erhalten. Die Abmessungen der Maschine betragen (L×B×H): 2,82 m × 1,23 m × 1,68 m. Die Hobelmaschine ist ebenfalls als Wichtiges Kulturgut deklariert.

### Baracke des 6. Infanterieregiments (歩兵第六聯隊兵舎)

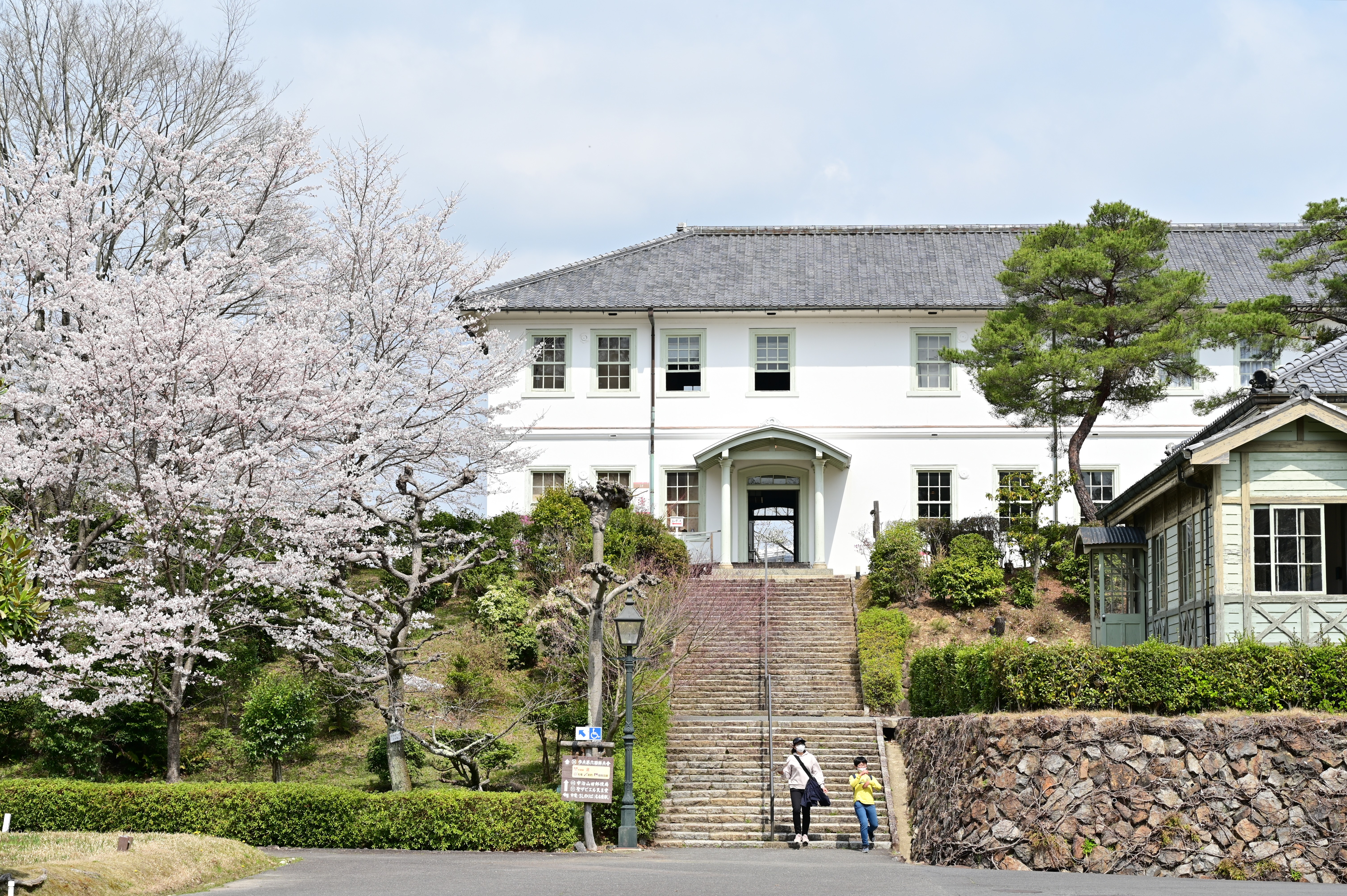
Baracke des 6. Infanterieregiments

→ Baujahr: 1873, ursprünglicher Standort: Ninomaru, Naka-ku in Nagoya, Präfektur Aichi, Standort: Planquadrat 4-36
Zur Zeit der Unruhen während des Bakumatsu und der Meiji-Restauration, als sich die Demonstration militärischer Stärke durch die Großmächte wiederholte, erkannten die Shogunatsregierung (Bakufu) und großen Lehen die Notwendigkeit das Militär zu modernisieren. Entgegen den Daimyaten Satsuma und Chōshū, die sich von England unterrichten ließen, übernahmen die Shogunatsregierung und in der Folge auch die Meiji-Regierung das französische System, um ein Fundament für das japanische Heer zu schaffen. 1871 unterteilte man Japan von Tōhoku im Norden bis Kyūshū im Süden in vier Regionen, die jede für sich Truppenstandorte einrichtete. So wurden 1873 auch in Hiroshima und Nagoya Garnisonen gebaut. Anfänglich wurden die Garnisonen als Infanterieregimente eingerichtet, wobei im Verwaltungsbezirk des Truppenstandorts Nagoya das 6. Infanterieregiment von Kanazawa und Nagoya gemeinsam eingerichtet wurde. Die Meiji-Regierung orientierte sich nicht nur in Sachen militärischer Organisation und Trainingsmethoden, sondern auch beim Bau von Kasernen und Militärgebäuden an Frankreich, sodass auch die 1873 errichtete Kaserne des 6. Infanterieregiments als Beispiel für eine am französischen Baustil ausgerichtete Kaserne gilt. Die ursprünglich mehr als 50 m übersteigende Länge des Gebäudes, die einmal den rechteckigen Kasernenplatz umschloss, wurde beim Wiederaufbau im Museum um zwei Drittel verkürzt. Das Gebäude selbst vermittelt durch die einfachen rechteckigen Schiebefenster einen schlichten Eindruck, doch ist es sehr robust, da vom Fundament bis zur Dachtraufe massive durchgehende Pfeiler mit hölzerner Querverstrebung verwendet wurden. Dadurch ist es widerstandsfähig gegen Erdbeben und Brand und es besitzt zudem eine gute Isolierung. In den Innenräumen sind u. a. die Mannschaftsbetten zu sehen.

### Dienstwohnung des Sugashima-Leuchtturms (菅島燈台付属官舎)

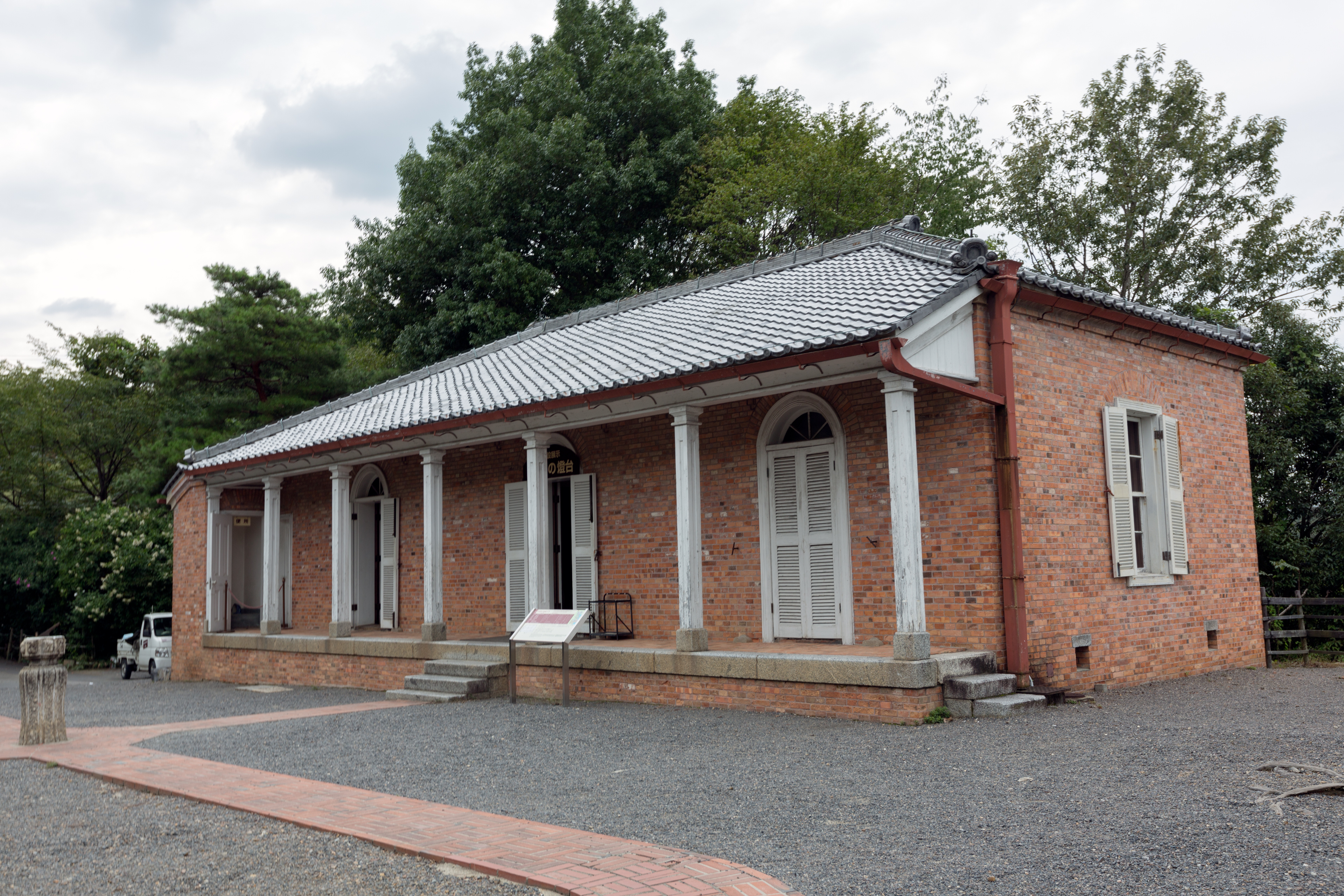
Dienstwohnung des Sugashima-Leuchtturms

→ Baujahr: 1873, ursprünglicher Standort: Sugashima-chō in Toba, Präfektur Mie, Standort: Planquadrat 3-30
Der Leuchtturm Sugashima wurde 1873 bei Toba, am Zugang zur Ise-Bucht erbaut. Die Planung leitete der englische Ingenieur Richard Henry Brunton, der der Abteilung für Leuchttürme des damaligen Ministeriums für öffentliche Arbeiten vorstand. Da zu Beginn der Meiji-Zeit Leuchttürme im westlichen Stil auch von Ausländern betrieben wurden, baute man die dazugehörige Dienstwohnung ebenfalls im westlichen Stil als Backsteingebäude. Das Häuschen war als Holzbau mit Backsteinwänden ausgeführt und mit Sangawara-Dachziegeln gedeckt. Das Haus besaß Glastüren und Fenster, die vertikal geöffnet werden konnten und die mit Fensterläden ausgestattet waren. Der Bau wurde mithilfe der Anwohner realisiert, die etwa das Baumaterial von der Anlegerstelle zur Anhöhe, auf der der Leuchtturm erbaut wurde, transportierten. Die Ziegel wurden in der Ziegelei von Takeuchi Sentarō auf der nahegelegenen Insel Watakano gebrannt. Während das Hauptmaterial, die Ziegel, in Europa allenthalben weitgehend dieselbe Form besaßen, so unterschied sich doch von Land zu Land die Art der Verbauung. So unterscheiden sich der französische und englische Blockverband in der Anordnung der Läufer (Backstein, der mit der Längsseite an der Mauerkante liegt) und der Binder (Backstein, der mit der kurzen Breitseite an der Mauerkante liegt). Für japanische Backsteingebäude ist der flämische Verband typisch. Ebenfalls exemplarisch ausgestellt ist eine jedoch aus China stammende Kanone, mit der bei dichtem Nebel Schießpulver verschossen wurde, um Schiffe vor dem Festland zu warnen. Das Gebäude ist als wichtiges Kulturgut eingestuft.

### Dampflokomotive Nummer 12 mit Personenwagen der 3. Klasse (蒸気機関車12号)

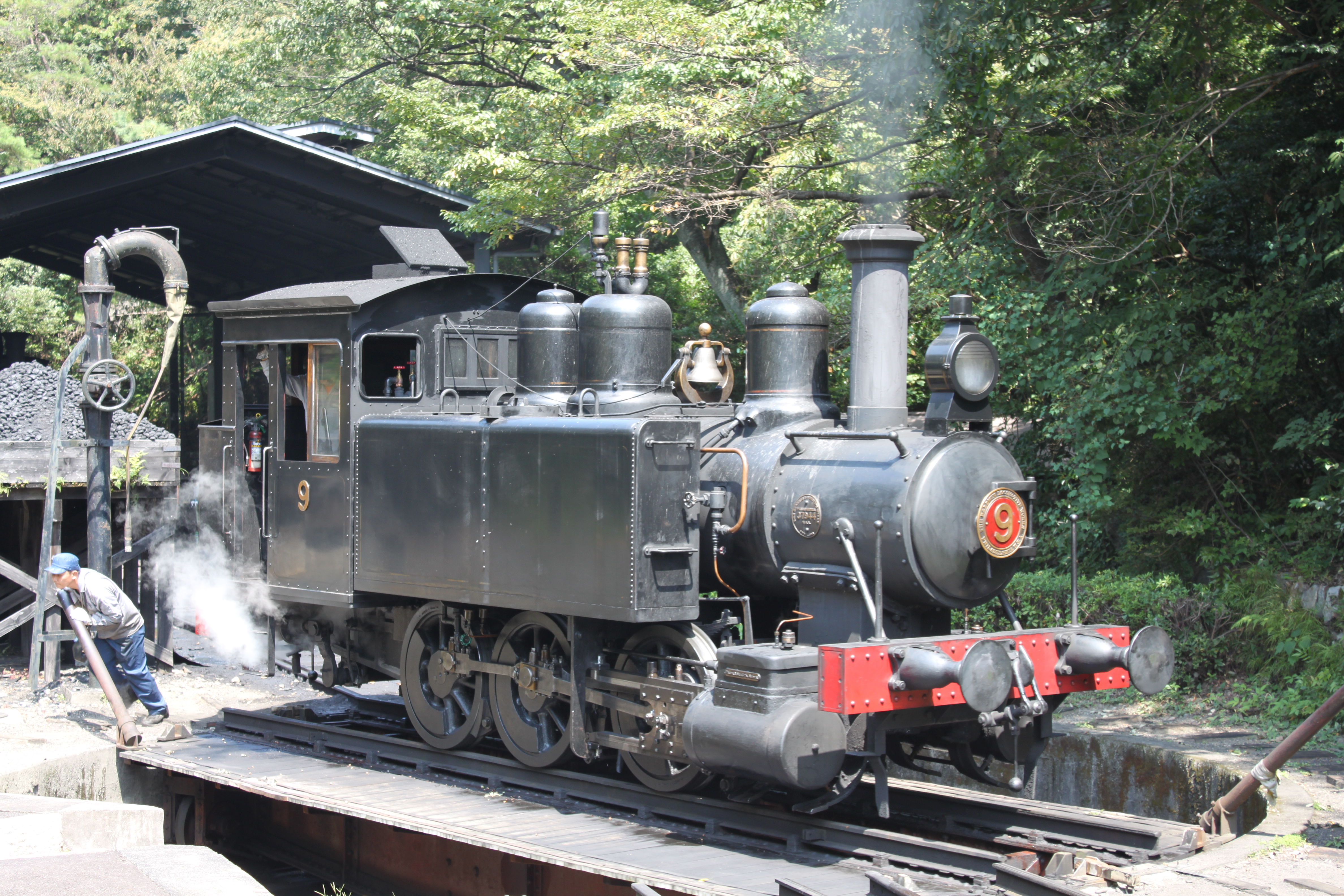
Dampflokomotive Nummer 9

→ importiert: 1874, Standort: Planquadrat 4-43
Zu Beginn der Meiji-Zeit bezeichnete man Lokomotiven mit dem heute nicht mehr verwendeten Begriff „Okajōki“ (陸蒸気). Meiji Mura besitzt zwei dieser Meiji-zeitlichen „Okajōki“ Lokomotiven, die hier täglichen zwischen den zum Meiji Mura gehörenden Bahnhöfen Nagoya und Tokyo (とうきゃう) verkehren. Eine der beiden Lokomotiven ist die Dampflokomotive Nummer 12, die 1874, zwei Jahre nach der Inbetriebnahme der ersten Eisenbahnlinie von der Firma Sharp Stewart & Co. aus England importiert wurde. Als die Lokomotive importiert wurde, trug sie zunächst noch die Nummer 23 und fuhr zwischen Shinbashi und Yokohama, 1909 erhielt sie im Zuge der Revision der Wagennummerierung dann die Nummer 165 und zwei Jahre später, 1911 mit dem Verkauf an die Bisai Eisenbahn die gegenwärtige Nummer 12. Diese Nummer behielt sie auch nach der Fusion der Nagoya Eisenbahn mit der Bisai Eisenbahn. Die Dampflokomotive ist 7995 mm lang, besitzt ein Leergewicht von 17,49 t und war bis 1957 in Betrieb. Darüber hinaus befinden sich noch drei Personenwagen der ursprünglich dritten Klasse in Meiji Mura. Wagen 11 wurde zunächst von der Aoume Eisenbahn eingesetzt und 1924 an die Takahata Eisenbahn der Präfektur Yamagata veräußert, die ihn wiederum 1936 an die Ogachi Eisenbahn der Präfektur Akita verkaufte. Wagen 11 ist mit einer Länge von 8,270 mm der kürzeste der drei Personenwagen. Die beiden anderen Wagen 13 und 14 gehörten zuerst der Shingū Eisenbahn; sie wurden mit der Shingū Eisenbahn verstaatlicht und wechselten 1942 wie auch Wagen 11 zur Ogachi Eisenbahn. Beide Wagen besitzen eine Länge von 9595 mm.

### Residenz von Markgraf Saigō Tsugumichi (西郷從道邸)

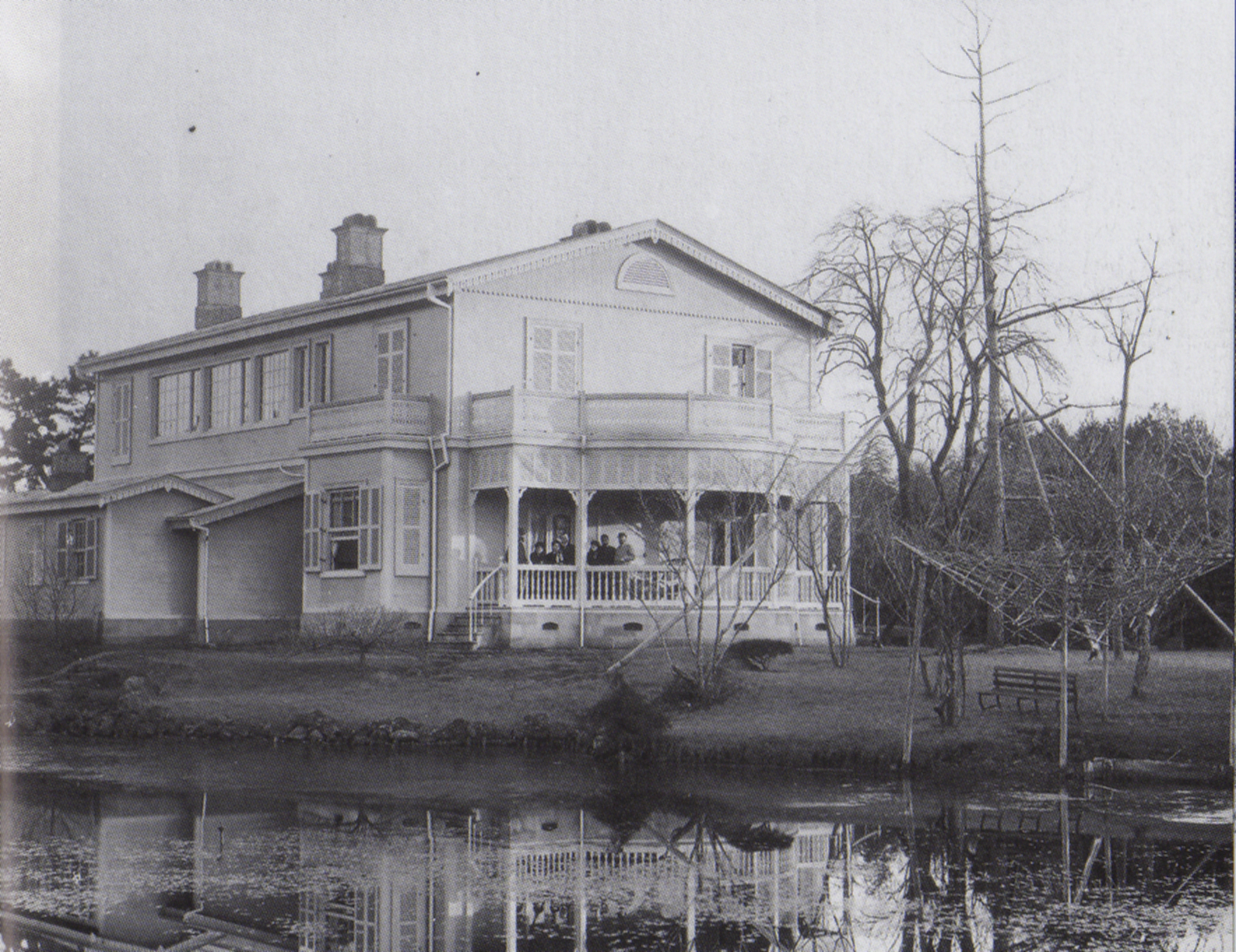
Historische Aufnahme der Residenz von 1892

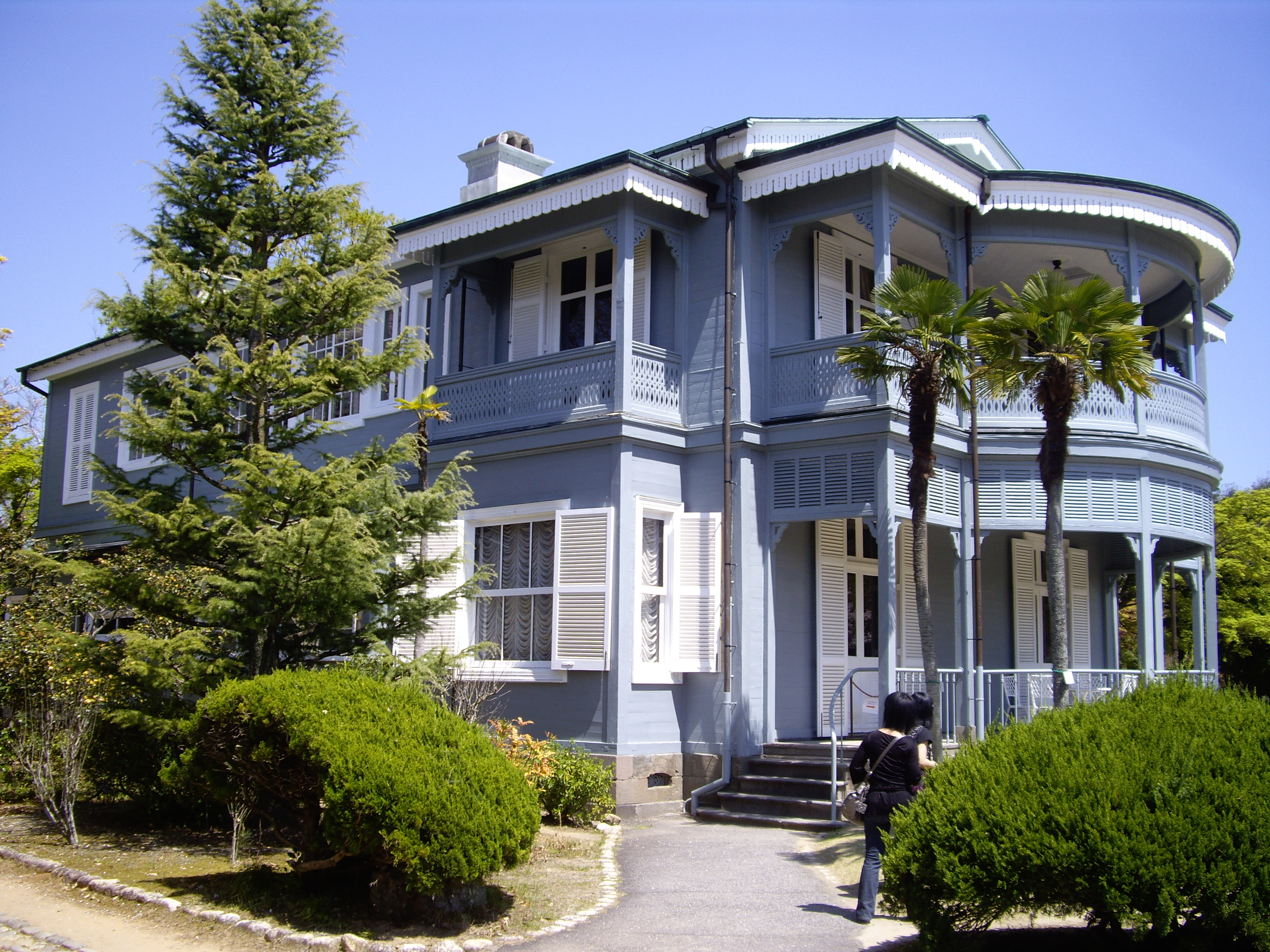
Residenz des Markgrafen Saigō Tsugumichi

→ Baujahr: ca. 1877, ursprünglicher Standort: Kamimeguro, Meguro, Präfektur Tokio, Standort: Planquadrat 1-8
Die eingeschossige Residenz, deren Dach mit Kupferblech gedeckt ist, wurde im westlichen Stil von 1877 bis 1886 von Markgraf Saigō Tsugumichi, dem jüngeren Bruder des bekannten Samurai Saigō Takamori, in Kamimeguro, einem Stadtteil von Tokio errichtet. Tsugumichi unterhielt Kontakte zu vielen Diplomaten und Beamten aus dem Ausland, die in Japan ansässig waren. Er hatte unterschiedliche und wichtige Ämter inne, wie das des Marineministers, des Innenministers und des Heeresministers und er war eine bedeutende Persönlichkeit der Meiji-Restauration. Er ließ auf dem Saigō-yama genannten Gelände ein Haupthaus im japanischen Stil bauen und etwas abseits hiervon die Residenz im westlichen Stil zur standesgemäßen Bewirtung von Gästen. Die Pläne der Residenz inklusive der bogenförmigen Veranda mit den Geländern stammten von dem französischen Architekten Jules Lescasse, der sich darauf konzentrierte, die Erdbebensicherheit zu erhöhen. Daher wurde für das Dach auch leichtes Kupferblech anstelle schwerer Schindeln verwendet. Anstatt die Backsteine als Gewicht und Fundament der Mauern im Erdreich zu versenken, ließ man sie sichtbar aus dem Erdreich herausragen, um die Stabilität des Gebäudes zu verbessern. Alle Räume der ersten Etage besitzen 1 Jō (d. i. 3,03 m) hohe Fenster. Diese französischen Fenster aus Glas ließen sich nach innen öffnen und sie besaßen außen Fensterläden. Nahezu das gesamte Interieur des Hauses bestand aus importiertem Mobiliar.
Der Architekt Lescasse arbeitete 1872 an der Mine in Ikuno mit und war ein Jahr später an den Arbeiten zum Fundament des kaiserlichen Palastes beteiligt. Zudem war er beteiligt an der Erbauung eines Gebäudes für die deutsche Gesandtschaft und eines Gebäudes für die Mitsubishi Postschifffahrtsgesellschaft (三菱郵船会社). 1887 eröffnete er ein eigenes Architekturbüro und schrieb neben seiner Hauptbeschäftigung Artikel für wissenschaftliche Zeitschriften in Frankreich, um seinen Landsleuten die erdbebensichere Bauweise näher zu bringen. Die Residenz wurde 1964 nach Meiji Mura gebracht und im Mai 1965 als wichtiges Kulturgut eingestuft.

### Rokugogawa-Eisenbrücke (六郷川鉄橋)

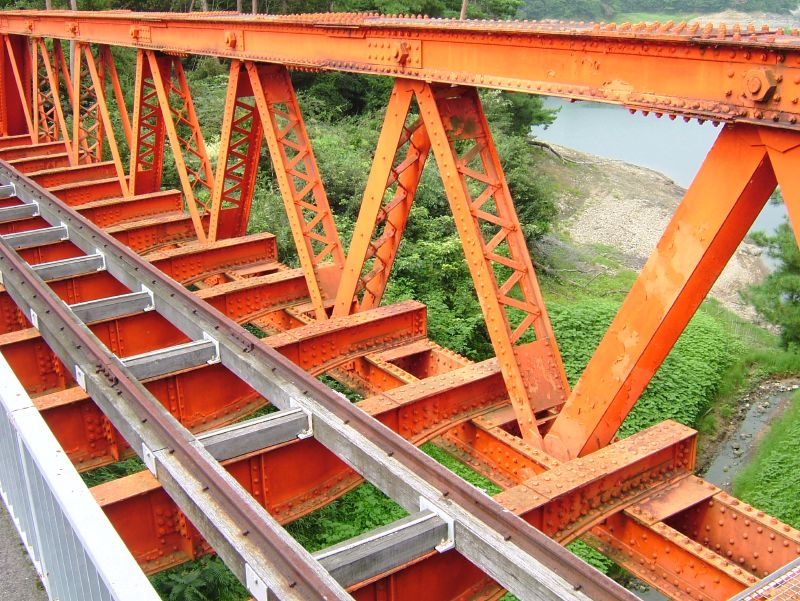
Rokugogawa-Eisenbrücke

→ Baujahr: 1877, ursprünglicher Standort: Ōta, Präfektur Tokio und Kawasaki, Präfektur Kanagawa, Standort: Planquadrat 4-41
Seit alters baute man Brücken über Täler und Flüsse entweder aus Holz oder aus Stein. Erst mit der industriellen Revolution war es möglich geworden, Eisen in Massenproduktion herzustellen und im Brückenbau einzusetzen. Zu einer der ersten Eisenbrücken Japans gehört die Rokugogawa-Eisenbrücke, die ursprünglich 1877 am Unterlauf des Tama-Flusses, der sich von Kawasaki bis zur Bucht von Tokio erstreckt, gebaut wurde. Als 1872 die erste japanische Bahnstrecke zwischen dem Bahnhof Shimbashi und Tokio eröffnet wurde, befanden sich insgesamt 22 größere und kleinere Brücken, allesamt aus Holz erbaut, auf dieser Strecke. Das Eisen, das zu dieser Zeit noch aus England importiert wurde, reichte zu diesem Zeitpunkt zur Errichtung einer Brücke noch nicht aus. Aus diesem Grund wurde die Rokugawa-Eisenbrücke 1877 mit dem zweigleisigen Ausbau der Strecke fertiggestellt. Zur prachtvollen Einweihungsfeier war auch Itō Hirobumi, damals noch Minister für öffentliche Arbeiten, später viermaliger Premierminister von Japan, teil.
Die Fachwerkbrücke besitzt eine Gesamtlänge von ca. 500 m. Sie wurde 1875 nach Plänen des britischen Ingenieurs Boyle von der Firma Hamilton's Windsor Ironworks in Liverpool angefertigt. Als die Tōkaidō-Hauptlinie 1912 mehrgleisig ausgebaut wurde, nahm man die Rokugogawa-Eisenbrücke ab, baute sie zur eingleisigen Verwendung um und setzte sie auf der Gotemba-Linie ein, wo sie den Sakawa-Fluss überspannt. 1965 wurde die Brücke nach 90 Jahren außer Dienst gestellt. Die Brücke wurde renoviert und in den ursprünglichen Zustand zur doppelgleisigen Nutzung zurückgebaut und Nach Meiji-Mura verbracht. Die ältesten, heute jedoch nicht mehr erhaltenen Eisenbrücken Japans befanden sich auf der Bahnstrecke von Osaka nach Kobe. Die älteste, heute noch existierende und genutzte Eisenbrücke ist die Fußgängerbrücke Danjō-bashi (heute: Hachiman-bashi) in Tokio, Bezirk Kōtō.

### Shinagawa-Glasfabrik (工部省品川硝子製造所)

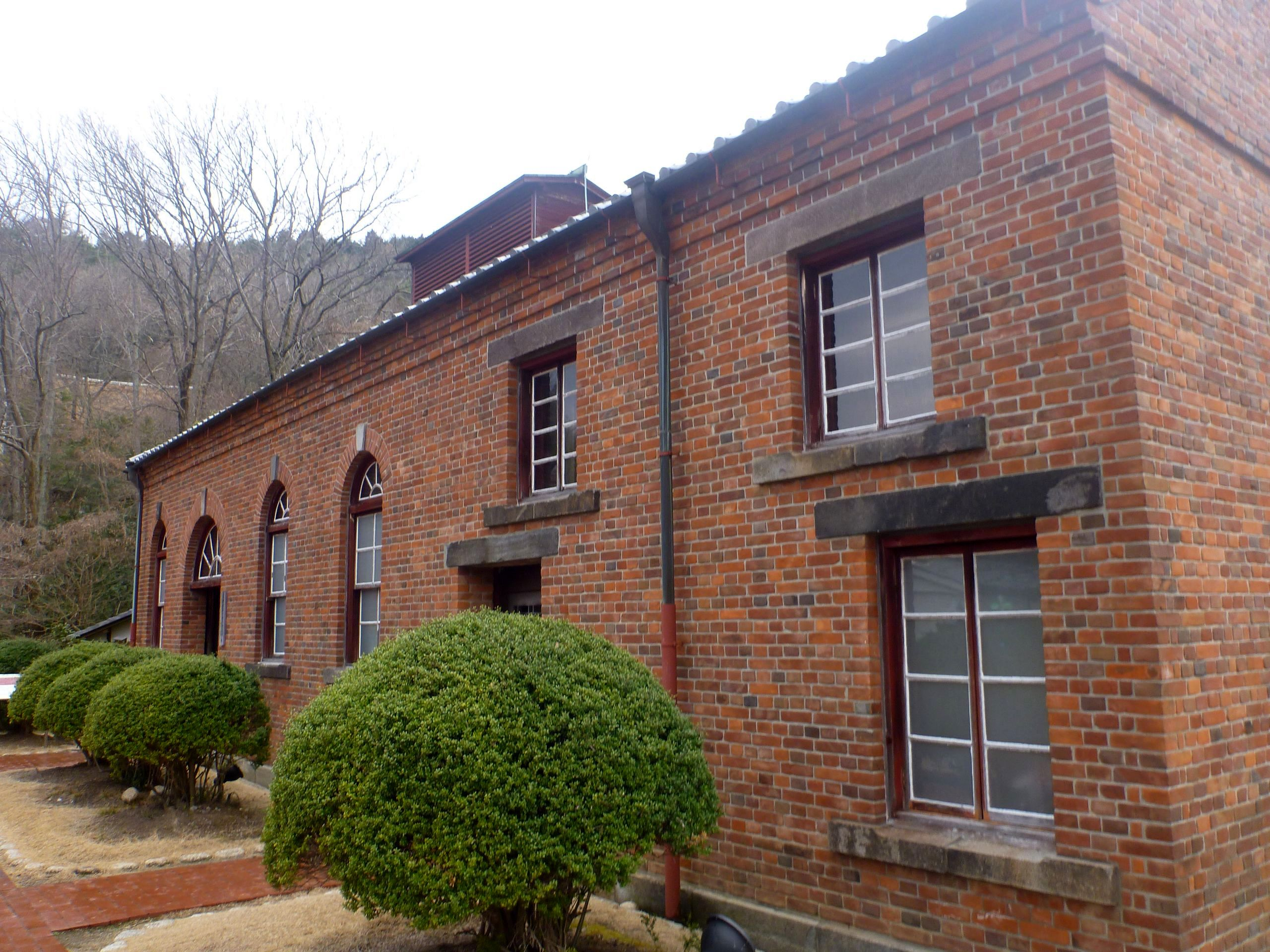
Frontseite der Glasfabrik

→ Baujahr: ca. 1877, ursprünglicher Standort: Kitashinagawa in Shinagawa, Präfektur Tokio, Standort: Planquadrat 4-45
1873 wurden englische Ingenieure angeworben und man baute im Tokioter Stadtbezirk Shinagawa eine Glasfabrik. Die Aufsicht und Kontrolle über die Fabrik und den Bau der Gebäude übernahm das Ministerium für öffentliche Arbeiten. Das Gebäude wurde mit englischen Backsteinen gebaut und mit Dachziegeln gedeckt. Die Fensteröffnungen wurden größtenteils mit Rundbögen ausgestattet, im rechten Drittel des Gebäudes auch als scheitrechte Bögen. Hinter diesen Bögen liegt im Innern des Gebäudes ein Mezzanin als Zwischengeschoss.
Bis zur Etablierung der Ingenieurwissenschaften war das Ministerium für öffentliche Arbeiten für den Bau einer Vielzahl von Fabrikgebäuden und technischen Anlagen rund um Eisenbahn, Schiffbau, Tiefbau, Leuchttürme, Metallverarbeitung etc. verantwortlich. Aufgrund der großen Zahl von Bauprojekten in ganz Japan wurden hierzu Materialien und Arbeitskräfte aus dem Ausland verdingt. Die Fabrik wurde unter der Anleitung englischer Baufirmen errichtet und sie produzierte mithilfe der Produktionsmittel für Flintglas Gebrauchsgegenstände wie Geschirr. 1881 gelang auch der erste Test zur Herstellung von Flachglas. Die industrielle Produktion von Flachglas in Japan nahm jedoch erst 1909 ihren Anfang. 1885 wurde die Fabrik privatisiert und vom Ende der Meiji-Zeit an von der Firma Sankyō (三共) zur Herstellung von Arzneimitteln benutzt. Hier arbeiteten der bekannte Chemiker Jōkichi Takamine und Suzuki Umetarō, der bei dem deutschen Nobelpreisträger Emil Fischer studiert hatte.

### Krankenstation und Verwaltungsgebäude des Armeekrankenhauses Nagoya (名古屋衛戍病院)
→ Baujahr: 1878, ursprünglicher Standort: Komatsubara Kitamachi, Kita-ku, Kyōto, Standort: Planquadrat 4-37
Das erste Krankenhaus für Japaner im westlichen Stil war das 1871 errichtete „Gemeinschaftliche Krankenhaus“ in Yokohama. Es handelte sich dabei quasi um ein privates Krankenhaus, das mithilfe von Investitionen der Kaufmannszunft errichtet worden war. Die tatsächliche Planung und Errichtung großer Krankenhäuser westlicher Art für die Armee begann hingegen mit dem landesweiten Aufbau von Truppenstandorten 1873 in Tokio. Die sechs Gebäude des 1876 in Nagoya gebauten Armeekrankenhauses wurden so angeordnet, dass sie einen Innenhof einschlossen. Bei dieser Art der Anordnung, die „Buntō-Stil“ (分棟型, ~gata) genannt wird und bei der die Privat- und Wohnräume von den Wirtschaftsräumen, häufig baulich durch eine Anordnung in T-Form, getrennt sind, war idealtypisch für westliche Krankenhausbauten und zudem auch das Vorbild für das Hauptkrankenhaus des Roten Kreuzes. In Meiji Mura befinden sich heute zwei der ursprünglich sechs Gebäude, wovon eines ein Verwaltungsgebäude war.
Das eingeschossige Gebäude ist als Holzbau ausgeführt und mit Sangawara Ziegeln gedeckt. Eine umlaufende Veranda erweckt den Eindruck von Offenheit und Helligkeit. Die Gestaltung der Details ist schlicht ausgeführt und gleicht denen der Einrichtungen für das 6. Regiment des Heeres. Baulich wichen die verputzen Wände der kleinen Wohnabteilungen im japanischen Stil jedoch von der Kaserne ab. Das Gebäude gleicht zudem dem Amtsgebäude der Präfektur Mie, das hingegen weitere japanische Gestaltungselemente aufnahm, während die Gestaltung des Armeekrankenhauses der Schlichtheit verpflichtet blieb.
1895 entdeckte der Deutsche Wilhelm Conrad Röntgen die X-Strahlen, die in der Folge als nach ihm benannte Röntgen-Strahlen auch die medizinische Diagnostik revolutionierten. Bereits ein Jahr nach Röntgens Entdeckung gelang es auch in Japan Röntgen-Strahlen zu erzeugen. Die ersten japanischen Röntgenapparate wurden 1909 in eigener Produktion hergestellt. Die Krankenstation und das Verwaltungsgebäude des Armeekrankenhauses wurden zum materiellen Kulturgut der Präfektur Aichi deklariert.

### Amtsgebäude der Präfekturverwaltung Mie (三重県庁舎)

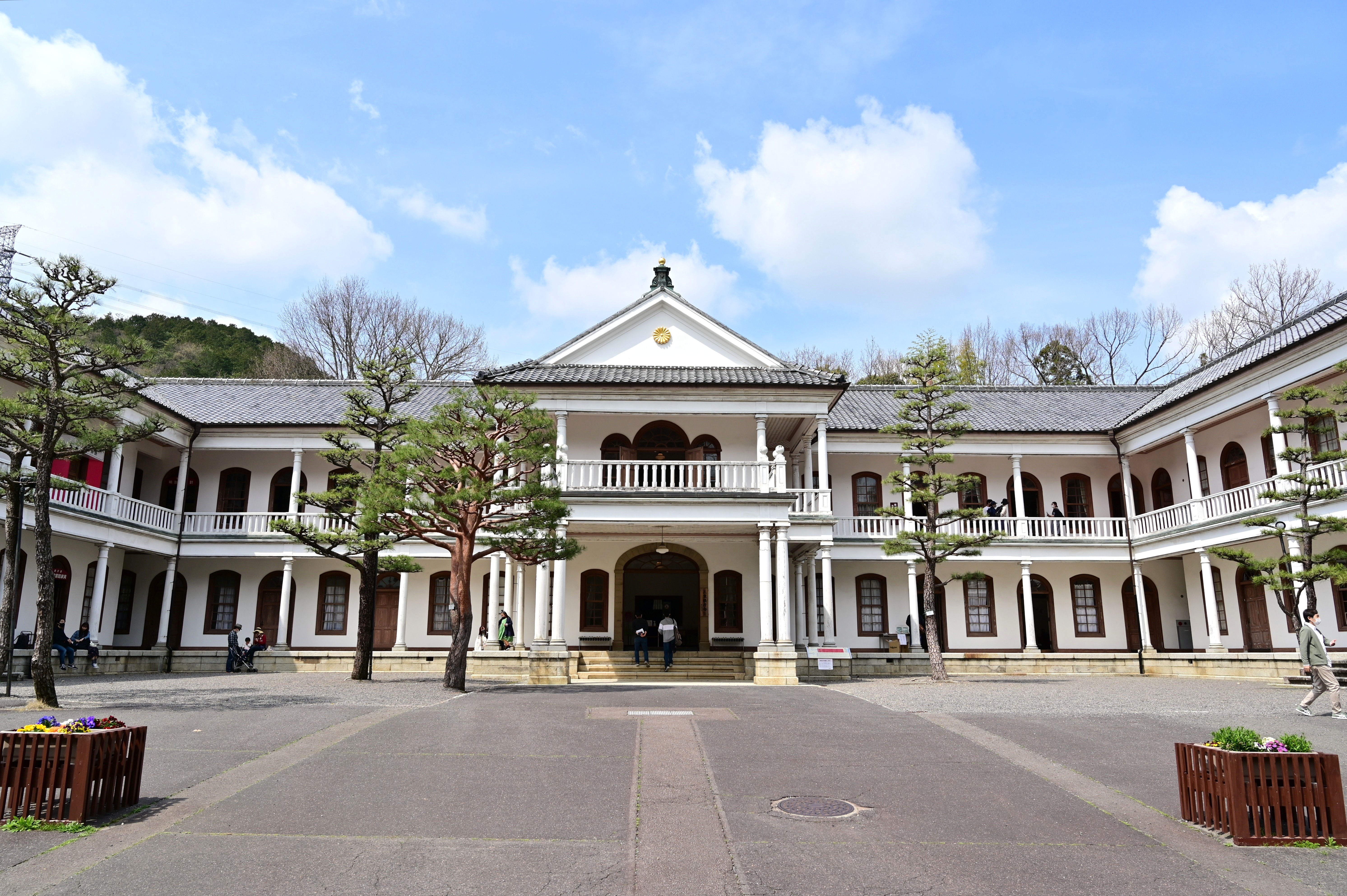
Amtsgebäude der Präfekturverwaltung Mie

→ Baujahr: 1879, ursprünglicher Standort: Sakaemachi in Tsu, Präfektur Mie, Standort: Planquadrat 1-13
Der Regierung der Meiji-Restauration folgend führten auch die Gemeindeverwaltungen die 1869 beschlossene „Rückgabe der Ländereien und Untertanen von den Daimyō an den Kaiser“ fort, womit 1871 die „Abschaffung des Feudalsystems und Errichtung der Präfekturen“ begann. Daraufhin wurden in alle Präfekturen von der Zentralregierung ernannte Provinz- und Stadtgouverneure entsandt. Zudem wurde 1873 zur Unterstützung der Gemeindeverwaltungen und zur Förderung der Industrie das Innenministerium (内務省, naimushō) als neue Zentralbehörde eingerichtet, so dass die Gemeindeverwaltungen schnell in die Lage versetzt wurden, die Änderungen umzusetzen. Die in die Präfekturen entsandten Gouverneure benutzten zu Beginn zwar die vorhandenen Gebäude der Präfekturverwaltung, doch ließen die Präfekturgouverneure, die um die Führung als aufgeklärte Gouverneure rangen, bald neue Verwaltungsgebäude im westlichen Stil bauen.
Das Gebäude wurde 1876 im Auftrag von Sadataka Iwamura, dem damaligen Gouverneur der Präfektur Mie, als Gouverneurssitz, der den westlichen Architekturstil imitiert, entworfen und drei Jahre später, 1879 vollendet. Die Frontseite ist mit 54 m sehr breit und erstreckt sich nach rechts und links symmetrisch um den mittig angeordneten Eingangsbereich. Sowohl das Erdgeschoss. Der Zimmermeister Gihachi Shimizu (1841–1914), der auch an der in Meiji Mura zu sehenden „Volksschule der Präfektur Mie und Kuramochi-Grundschule“ beteiligt war, plante und leitete den Bau. Das seit 1968 als wichtiges Kulturgut eingestufte Zeugnis der Meiji-Architektur verfügt über zwei Stockwerke mit je einer Veranda auf der Frontseite und hat palladianische Anleihen. Das Fußwalmdach des Holzhauses, das vollständig verputzt ist, ist mit Sangawara Schindeln gedeckt. Das Giebelfeld ist mit einem Chrysanthemen-Wappen geschmückt. Seit 1967 nach über achtzigjähriger Nutzung befindet es sich in Meiji Mura, wo es als Studienzentrum und gelegentlich für Ausstellungen dient.

### Kirche St. Paul (大明寺聖パウロ教会堂)

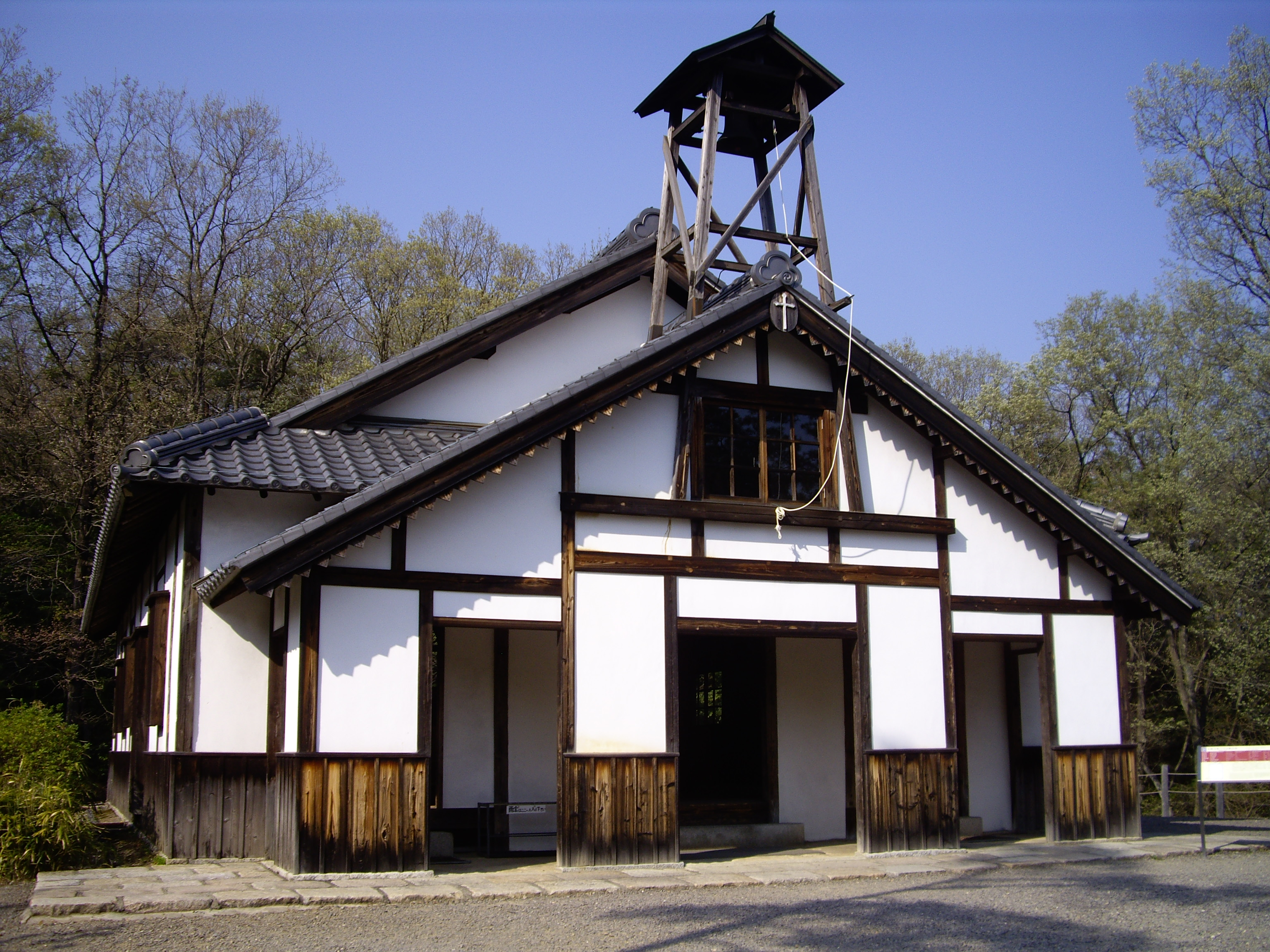
Kirche St. Paul

→ Baujahr: 1879, ursprünglicher Standort: Iōjima, Präfektur Nagasaki, Standort: Planquadrat 5-56
Das Christentum kam 1549 mit dem Missionar Francisco de Xavier nach Japan und wurde später von Toyotomi Hideyoshi und dann in der Regierungszeit von Tokugawa Ieyasu verboten. Erst über 210 Jahre später sollte dieses Verbot des Christentums zu Beginn der Meiji-Zeit, 1873 wieder aufgehoben werden.
Die St.-Paul-Kirche wurde ursprünglich ca. 1879 in Iōjima, Nagasaki erbaut. Nach der Öffnung des Landes und der Aufhebung des Verbotes war die Kirche Ōura (Ōura Tenshudō) die erste katholische Kirche, die in Japan gebaut wurde. St. Paul wurde kaum 15 Jahre nach der Ōura Tenshudō fertiggestellt. Dem Gotteshaus lagen Pläne des französischen Missionars und Priesters Auguste Florentin Bourell zugrunde. Erbaut wurde sie von dem in Iōjima ansässigen Zimmermann Ōwatari Isekichi, der zuvor auch schon am Bau der Ōura-Kirche mitgewirkt hatte und seine Kenntnisse bei der Errichtung von St. Paul miteinbrachte. Der dreischiffige Innenraum erinnert an die gotische Bauweise, während die Außenfassade die Form eines gewöhnlichen Bauernhauses besitzt. Das Gewölbe ist als sechsteiliges Kreuzrippengewölbe ausgeführt, wobei jeweils die mittlere Säule ausgespart bleibt. Nach der Fertigstellung wurde die Kirche um einen Vorbau erweitert, der auch einen kleinen hölzernen Glockenstuhl trägt. Ungewöhnlich ist auch die Nachbildung einer Lourdesgrotte im Innern der St.-Paul-Kirche.

### Amtsgebäude des Landkreises Higashi-Yamanashi (東山梨郡役所)

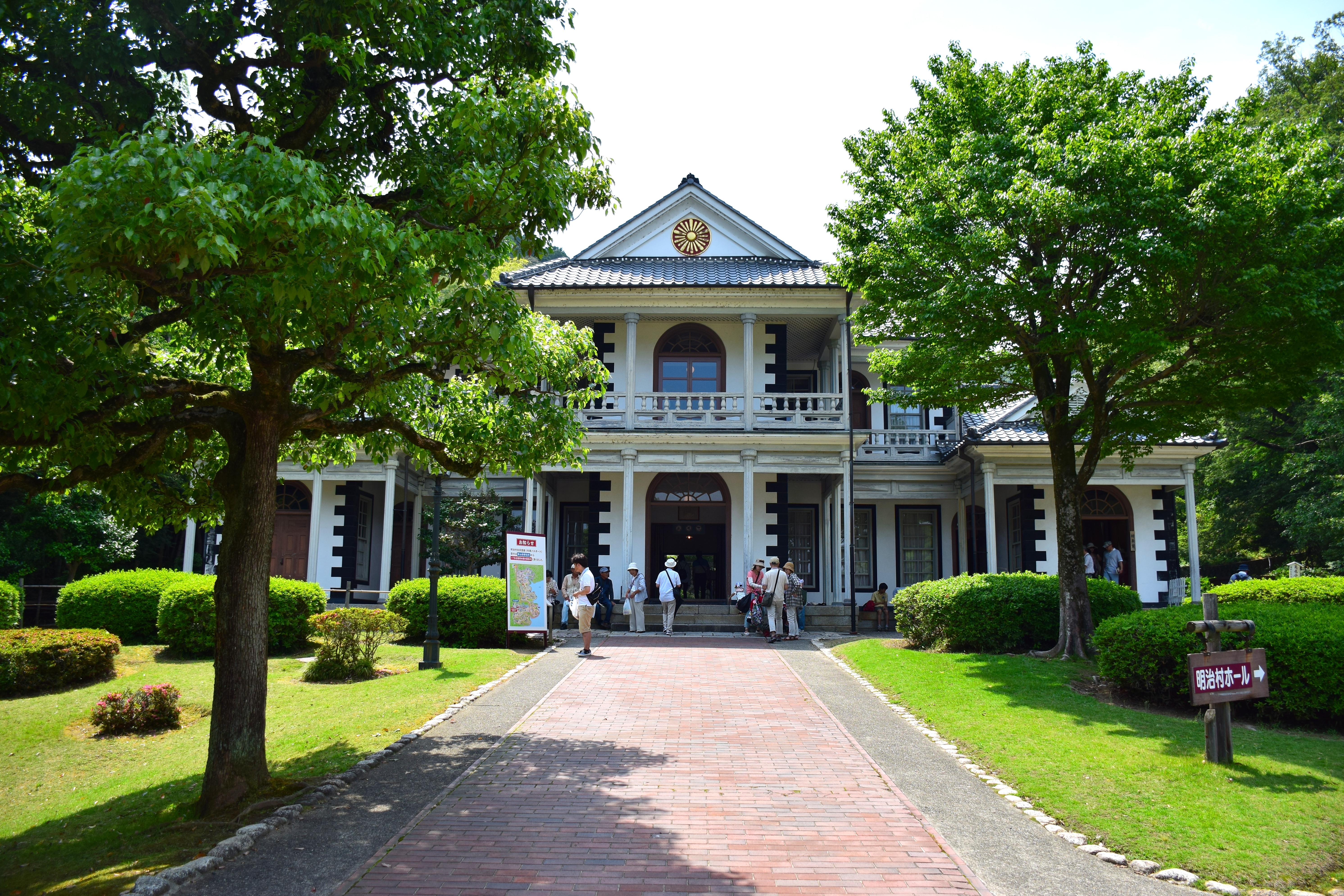
Amtsgebäude des Landkreises Higashi-Yamanashi

→ Baujahr: 1885, ursprünglicher Standort: Kusakabe-chō in Yamanashi, Präfektur Yamanashi, Standort: Planquadrat 2-16
Mit der „Abschaffung der Han und der Errichtung der Präfekturen“ wurde 1878 zur effektiven Umsetzung der Gemeindeverwaltung das „Gunkuchōson Heiseipō“ (郡区町村編制法, etwa „Gesetz zur Organisation von Landkreisen, Bezirken, Städten und Dörfern“) erlassen. Damit wurde der Landrat zum Provinzgouverneur ernannt und übernahm die Aufsicht und Führung der Städte- und Gemeindeverwaltung in den Landkreisen. Die Präfektur Yamanashi wurde bei Inkrafttreten der Reform zunächst in vier Landkreise, durch eine Bekanntmachung des Daijō-kan (Großkanzleramtes) 1880 dann in neun Landkreise unterteilt. Der neu entstandene Landkreis Higashi-Yamanashi (Ost-Yamanashi) umfasste zu Beginn 30 Gemeinden. Während man zu Beginn provisorische Amtsstuben benutzte, wurde 1885 ein neues Amtsgebäude in Kusakabe (日下部村) fertiggestellt. Zu jener Zeit ließ der Provinzgouverneur Shirō Fujimura, der eine aufklärerische Persönlichkeit war, viele Gebäude im westlichen Stil erbauen, sodass der Volksmund auch vom „Fujimura-Stil“ sprach. Die Front des Gebäudes mit der Veranda und den beiden Gebäudeflügeln links und rechts war identisch nach dem Vorbild des Amtsgebäudes in der Präfektur Mie gestaltet worden. Das Gebäude wurde nach traditioneller Art von Handwerkern der Umgebung gebaut und mit „Sangawarabuki“ eingedeckt, die frei mit westlichen Mustern versehen wurden. Die Säulen des Gebäudes sind nach westlichem Vorbild als dorische Ordnung mit Entasis ausgeführt, die Ecksteine sind mit schwarzem Lack versehen. Insbesondere die Decken der Innenräume sind reizvoll mit Stuck verziert, die das Thema „Schönheit der Landschaft und Natur“ zum Ausdruck bringen. Das Amtsgebäude wurde im Juni 1966 als „wichtiges Kulturgut“ eingestuft.

### Gericht Miyazu (宮津裁判所法廷)

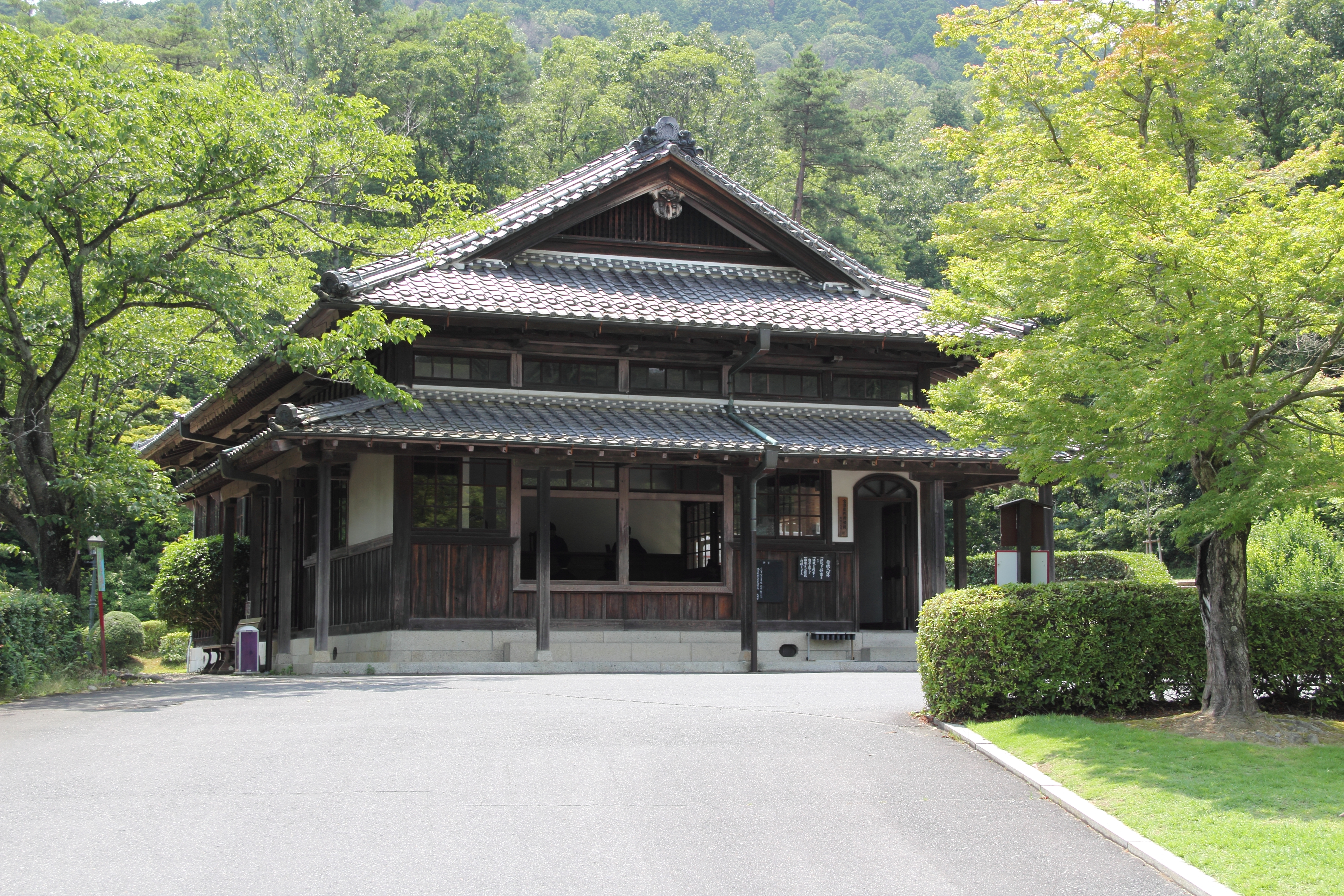
Gerichtsgebäude Miyazu

→ Baujahr: 1886, ursprünglicher Standort: Honmachi in Miyazu, Kyōto, Standort: Planquadrat 5-63
Im vormodernen Japan gab es die Idee der Unabhängigkeit des Gerichts, also der Judikative, von Verwaltungsbehörden noch nicht, vielmehr fungierten Verwaltungsbehörden in der Regel zugleich auch als Gerichte. 1868, das Jahr, in dem der Boshin-Krieg tobte, war zugleich auch die Geburtsstunde einer neuen Verfassung (政体書, Seitaisho). Durch diese „Verfassung von 1868“ wurde die Macht des Staatsrats (Daijō-kan) nach französischem Vorbild in Judikative, Exekutive und Legislative aufgeteilt. Die Judikative wurde an ein neu eingerichtetes
„justizielles Organ“ (刑法官, Keihōkan) übertragen, das für innere Sicherheit und Justizverwaltung zuständig war und das zugleich als richterliche Instanz fungierte. Damit war der Weg zur Gewaltenteilung und Unabhängigkeit der Judikative beschritten. Drei Jahre später, 1871 wurde das Justizministerium (司法省, shihō-shō) eingerichtet. Es folgten 1875 als höchste Instanz der Oberste Gerichtshof, ein Jahr später landesweit vier Obere Gerichtshöfe und 23 Landgerichte. In der Folgezeit kam es wiederholt zu Umstrukturierungen, bis 1890 ein „Gesetz zur Organisation der Gerichte“ (裁判所構成法, Saibanshokōseihō, eng. Court Organization Law) das Justizsystem festigte. 1882 entstand nach französischem Vorbild eine Strafprozessrecht (治罪法, chizaihō), das 1890 in seiner revidierten Fassung zur Strafprozessordnung (刑事訴訟法, keijisoshōhō) wurde. Das Gerichtsgebäude in Miyazu wurde 1886 mitten in der Entstehung des japanischen Justizsystems erbaut und war daher auch ein Teil dieses Prozesses.
Im Unterschied zur westlichen Backstein-Bauweise wurden Gerichtsgebäude in einer Mischung aus westlichem und japanischem Stil aus Holz gebaut. An den Fenstern, Zugängen und dem Innenraum kann man den westlichen Einfluss erkennen. Das gesamte Gerichtsgebäude von Miyazu ist in einer symmetrischen H-Form angelegt, wobei das Zentrum des Gebäudes als zweigeschossiges Verwaltungsgebäude diente, während die je zwei Flügel rechts und links als Gerichtsräume genutzt wurden. Als das Gerichtsgebäude im Museum wieder aufgebaut wurde, verwendete man lebensgroße Puppen, um eine Gerichtsszenerie von damals plastisch zu illustrieren. Auf einem erhöhten Podest befinden sich ein Richter, der Staatsanwalt und sitzend ein Gerichtsschreiber, der Verteidiger und der Angeklagte hingegen sind ebenerdig postiert.

### Tendō-Bogenbrücke (天童眼鏡橋)

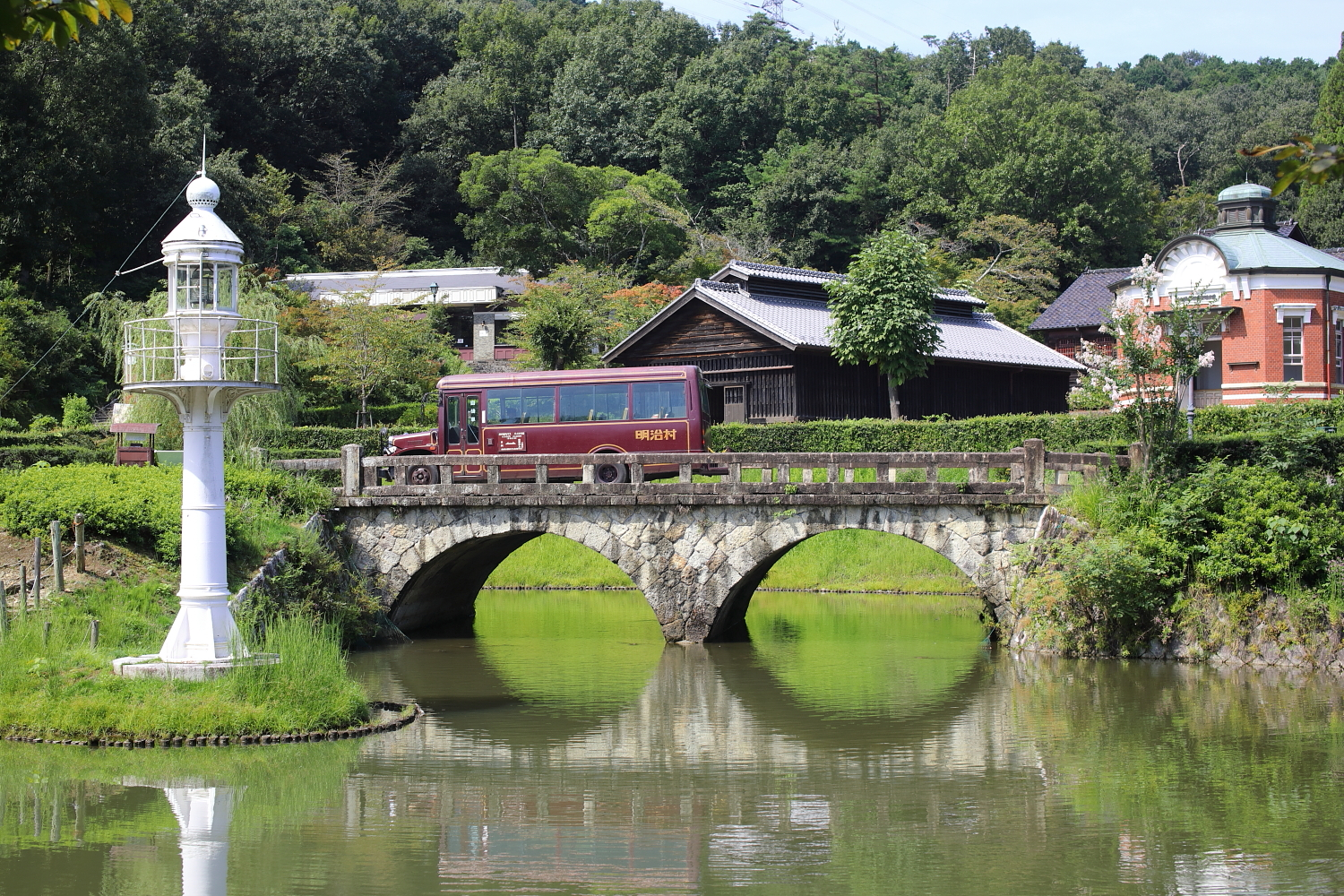
Tendō-Bogenbrücke

→ Baujahr: 1887, ursprünglicher Standort: Tendō, Präfektur Yamagata, Standort: Planquadrat 5-54
Die steinerne Bogenbrücke wurde 1887 in der Stadt Tendō, die in der Präfektur Yamagata liegt und für ihre Shōgi-Spielsteine berühmt ist, erbaut. Sie ersetzte zugleich die bis dahin vorhandene Brückenkonstruktion aus Holz. Die Tendō-Bogenbrücke ist 7,7 m breit und 13,3 m lang. Das Verhältnis von Pfeilhöhe und Stützweite beträgt 2,6. Sie wurde aus Steinen der lokalen Bergtempel errichtet. Solche halbkreisförmigen Bogenbrücken wurden im Gebiet von Euphrat und Tigris bereits in vorchristlicher Zeit erbaut und in römischer Zeit weiterentwickelt. Der Bau von Bogenbrücken in Japan beginnt nach allgemeiner Ansicht zu Beginn der Edo-Zeit mit der Doppelbogenbrücke (眼鏡橋, Megane-bashi) in Nagasaki. Zunächst wurden besonders in Kyūshū Bogenbrücken technisch nach dem Vorbild Chinas, mit Beginn der Meiji-Zeit landesweit dann vornehmlich Brücken nach europäischem und amerikanischem Vorbild gebaut. Die Geländer der japanischen Brücken sind nach japanischer Bauweise in der Regel Holzkonstruktionen, die u. a. im Hauptpfeiler verankert sind. Die Tendō-Bogenbrücke wurde 1975 nach Meiji Mura gebracht.

### Wohnhaus von Mori Ōgai und Natsume Sōseki (森鴎外・夏目漱石住宅)

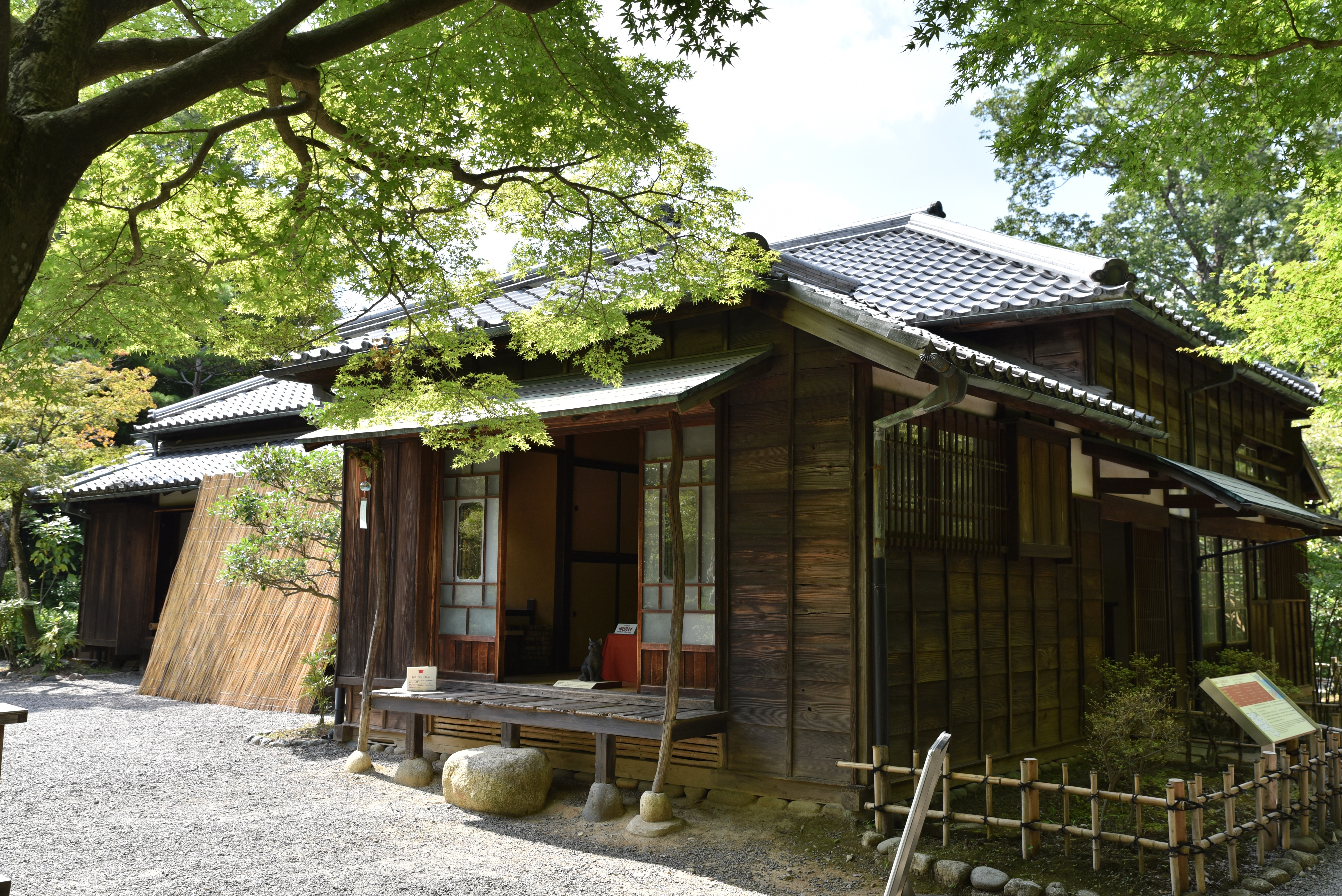
Das Wohnhaus

→ Baujahr: 1887, ursprünglicher Standort: Sendaki in Bunkyō, Präfektur Tokio, Standort: Planquadrat 1-9
Das Haus ist prototypisch für ein damaliges Haus der Mittelschicht. Es wurde 1887 für den Arzt Nakajima mit einer Größe von 39 Tsubo (129,5 m²) gebaut. 1890 mietete der Arzt und Schriftsteller Mori Ōgai das Haus für ein Jahr. Im gleichen Jahr erschien Ōgais literarisches Debüt Die Tänzerin (舞姫, Maihime). Hier schrieb er auch Der Bote (文づかひ, Fumizukai). Ōgai arbeitete als Militärarzt und studierte von 1884 bis 1888 in Deutschland u. a. Hygiene. Während seines Deutschlandaufenthaltes verfasste er auch eine „Schrift über japanische Wohnhäuser“ (日本家屋論, Nihon kaoku-ron), in der er dem Vorwurf der westlichen Welt, japanische Häuser seien unhygienisch, entgegentrat.
Etwa 10 Jahre nach Ōgai, von 1903 bis 1906, wohnte auch der Schriftsteller Natsume Sōseki in diesem Haus. Die Katzenklappe im Haus ist der, in seinem Meisterwerk Ich der Kater beschriebenen sehr ähnlich.

### Elektrische Straßenlaterne an der Brücke Nijūbashi (二重橋飾電燈)

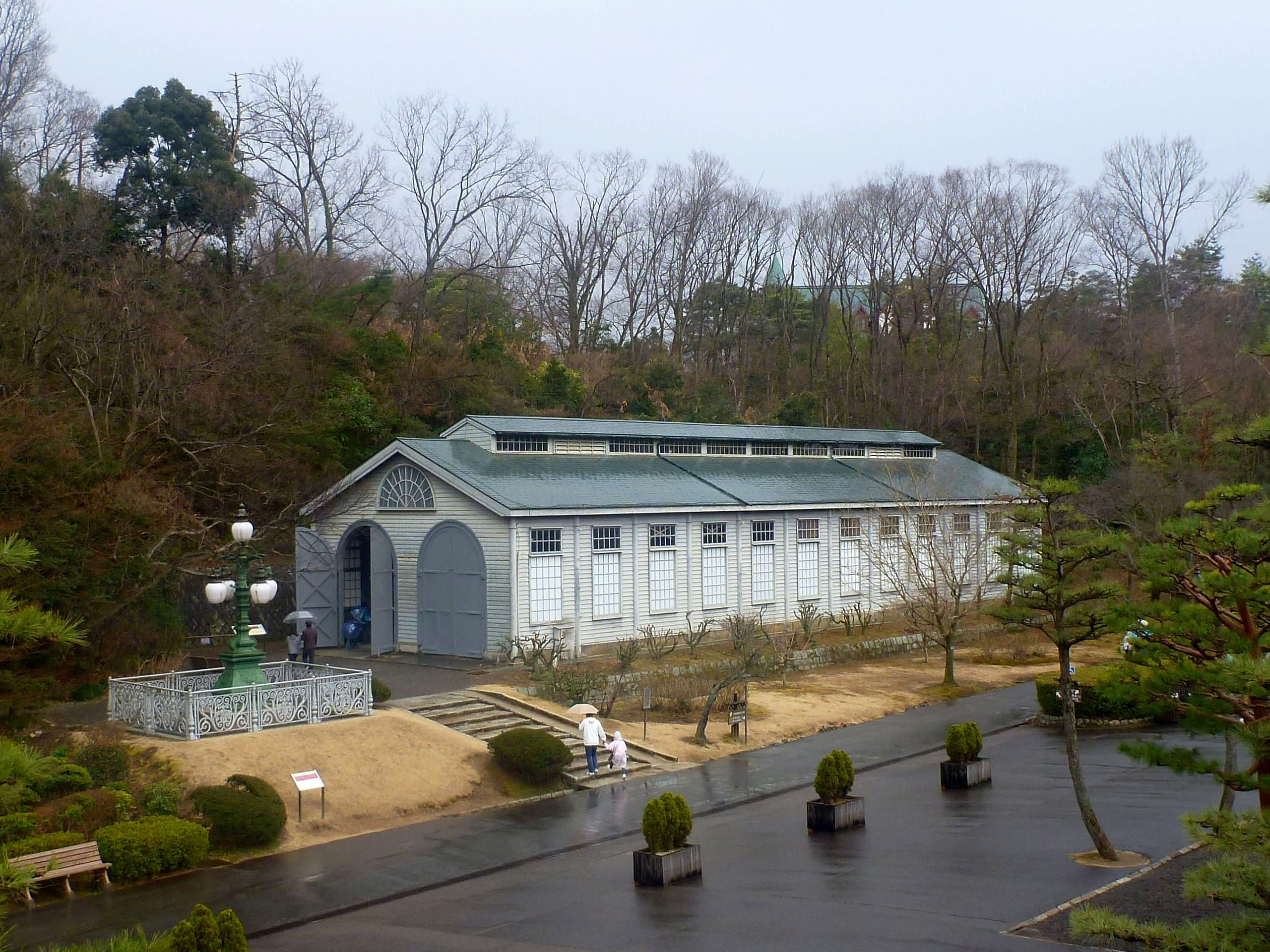
Laterne an ihrem heutigen Standort vor der Shimbashi-Fabrik der staatlichen japanischen Eisenbahn

→ Baujahr: 1888, ursprünglicher Standort: Chiyoda im Bezirk Chiyoda, Präfektur Tokio, Standort: Planquadrat 1-11
Die Nijūbashi-Brücke, die von der elektrischen Straßenlaterne geziert wurde, befindet sich auf dem Palastgelände; sie stellt heute den zentralen Zugang zum Kaiserpalast dar. Der Name Nijūbashi bedeutet etwa Doppelbrücke. Die Brücke wurde in der Edo-Zeit aus Holz gefertigt. Sie überspannt einen Wassergraben. Da es zur Zeit der Erbauung noch schwierig war die Brücke auf Stützpfeiler zu bauen, wurde unter der Brücke eine zweite, stützende Brücke angelegt, woraus sich auch der Name ableitet. 1888 wurde die ursprüngliche Holzkonstruktion durch eine Metallbrücke ersetzt. Für die beiden Zugänge zu der erneuerten Brücke wurden in Deutschland durch das Unternehmen Harkort die neobarocken 5,2 m hohen Straßenlaternen gefertigt. Diese Laterne und ein Teil des Brückengeländers sind seit 1965 im Meiji Mura zu sehen.
Bis zum Beginn der Meiji-Zeit waren in Japan vor allem Gaslaternen und Bogenlampen in Gebrauch. Als Edison 1879 die Kohlenfadenlampe erfand, begann auch in Japan eine rege Beschäftigung und Forschung rund um die Elektrizität. 1885 wurden in Japan beim Bau der Tōkyōter Bank in Nihonbashi bereits 40 elektrische Glühlampen verwendet. 2 Jahre später nahm die Elektrizitätsgesellschaft Tōkyō (東京電燈会社, Tōkyō Dentō Kaisha) ihre Geschäftstätigkeit auf.

### Gefängniszellen des Gefängnisses in Maebashi (前橋監獄雑居房)
→ Baujahr: 1888, ursprünglicher Standort: Minami-chō in Maebashi, Präfektur Gunma, Standort: Planquadrat 5-61
1872 wurden mit der „Gefängnisverordnung nebst Schaubildern“ (監獄則並図式, kangokusoku narabi ni zushiki , Prison rules with charts) neuartige Vorschriften für den Strafvollzug erlassen. Zur gleichen Zeit wurde das angestammte Recht des Sohnes bzw. einer Ehefrau nach dem Prinzip „Auge um Auge, Zahn um Zahn“ am Mörder des Vaters bzw. Ehemanns Rache zu nehmen, abgeschafft. Der Strafvollzug wurde durch die Gleichbehandlung aller Gefängnisinsassen und die Trennung Verurteilter von Untersuchungshäftlingen humaner gestaltet. Das Gefängnis in Maebashi wurde 1888 bereits unter Berücksichtigung dieser neuen Regularien mit einer kreuzförmigen Anordnung der Gefängniszellen gebaut. Obgleich das Gebäude in einer Mischung aus westlichem und japanischem Stil und interessanterweise mit einer Dachlaterne ausgeführt ist, vermittelt es doch mit den um einen Hauptgang umlaufend angeordneten Gefängniszellen einen Eindruck von der Gefängnisbauweise der Edo-Zeit. Die Strebebänder des Hauptdaches setzen seitlich an der Dachlaterne an, deren Gewicht auch den Wänden des zentralen inneren Korridors ruht. Die Zellen sind vergleichbar einem Vogelkäfig konstruiert; die solide und durchgängige Decke und der Boden einer Zelle sind eingefasst von massiven Kastanienholzbohlen, die versetzt zueinander angeordnet sind. Querbalken verstärken die Konstruktion, so dass die Zelle von Gittern anstelle geschlossener Wände umgeben ist. Die sonst übliche Tendenz der Gefängnisse zu unhygienischen Zuständen durch den begrenzten Platz für sanitäre Einrichtungen in der Zelle begegnete man durch eine gute Durchlüftung, die diese Gitterbauweise ermöglichte. Beim Wiederaufbau des Gebäudes in Meiji Mura wurden von den ursprünglich 21 Gefängniszellen lediglich neun zuzüglich des Waschraumes wiederaufgebaut. Die Eingänge wurden mit einem Holzriegel und Vorhängeschloss verriegelt.

### Hauptquartier der kaiserlichen Garde - Anbau (近衛局本部付属舎)

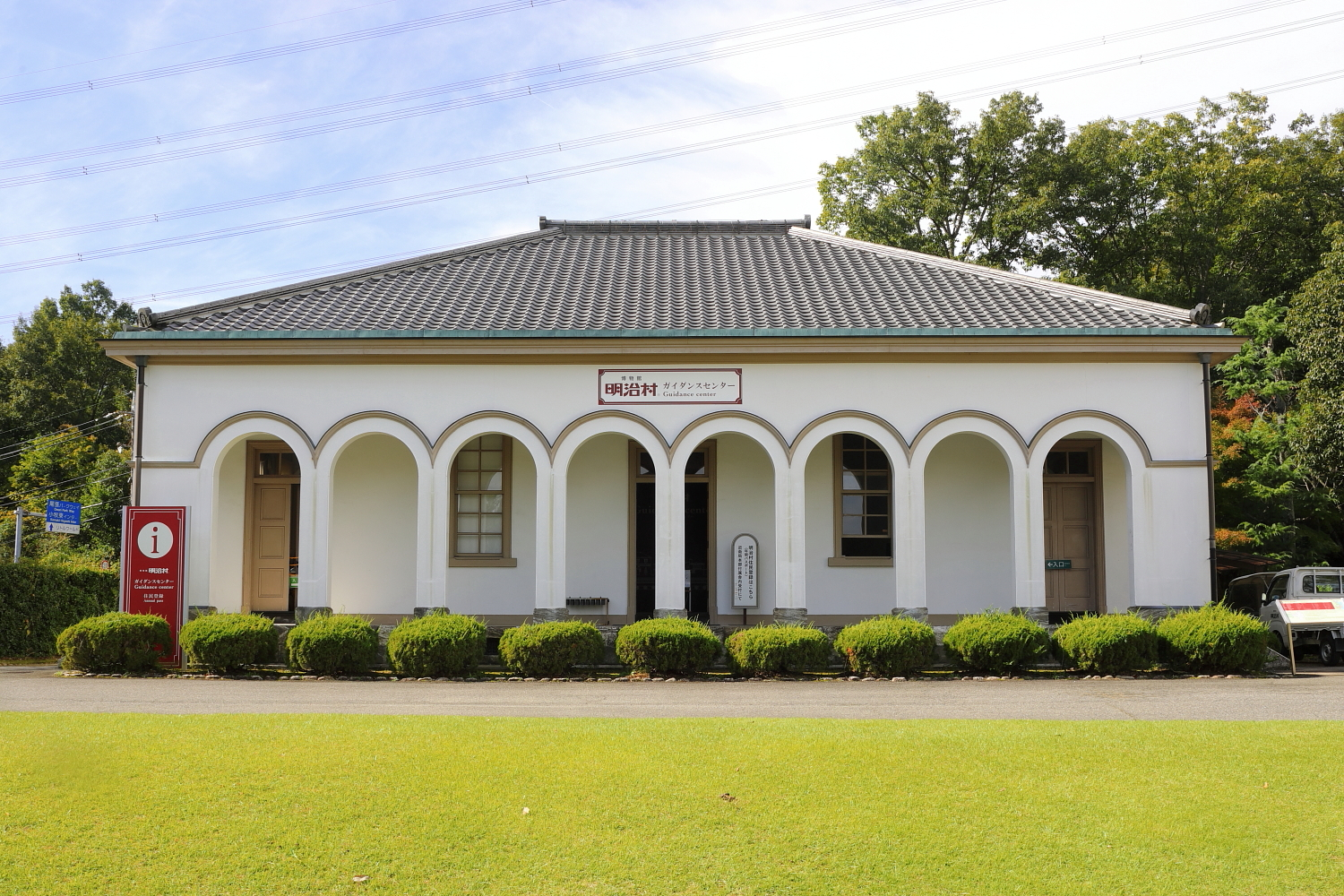
Hauptquartier der kaiserlichen Garde - Anbau

→ Baujahr: 1888, ursprünglicher Standort: Chiyoda im Bezirk Chiyoda, Präfektur Tokio, Standort: Planquadrat 1-4
Nach der Rückgabe der Regierungsgewalt an das Kaiserhaus 1867 wurde die Burg Edo, bis dahin Sitz des Tokugawa Shogunats 1869 Sitz des Kaiserhofes. Die vom Tennō benutzte Residenz im westlichen Teil der Burg, das Nishi-no-maru, brannte jedoch 1873 ab, so dass ein neues Palastgebäude geplant wurde. Unter anderem bedingt durch die Satsuma-Rebellion verzögerte sich der Einzug in die neue Residenz (皇居, Kōkyo, etwa „Tennō-Wohnsitz“) bis 1888. Die Errichtung des Gebäudes zur Bewachung der kaiserlichen Residenz für die Palastwache begann 1887 auf dem Gelände beim Sakashita-Tor (坂下門内), wurde während der Bauarbeiten in das Hauptgebäude der kaiserlichen Leibgarde umgewandelt und im darauf folgenden Jahr fertiggestellt. Das Hauptquartier der Palastwache zog in das Gebäude ein und blieb bis 1967 das Quartier der Sakashita-Leibgarde.
Die Wände des eingeschossigen, als Holzbau ausgeführten Nebengebäudes des Hauptquartiers sind mit weißem Mörtel verputzt. Die Gebäudefront besitzt einen Arkadengang, dessen Bögen etwas hervorspringen, um das Wasser abtropfen zu lassen. Gemäß alten Plänen gab es zwischen den acht Bögen zu Beginn ein 90 cm hohes gusseisernes Geländer, das bei der Demontage des Gebäudes verloren ging. Die Trennwände zwischen den einzelnen Zimmern im Inneren des Gebäudes wurden beim Wiederaufbau in Meiji Mura entfernt.

### Volksschule der Präfektur Mie und Kuramochi-Grundschule (三重県尋常師範学校・蔵持小学校)

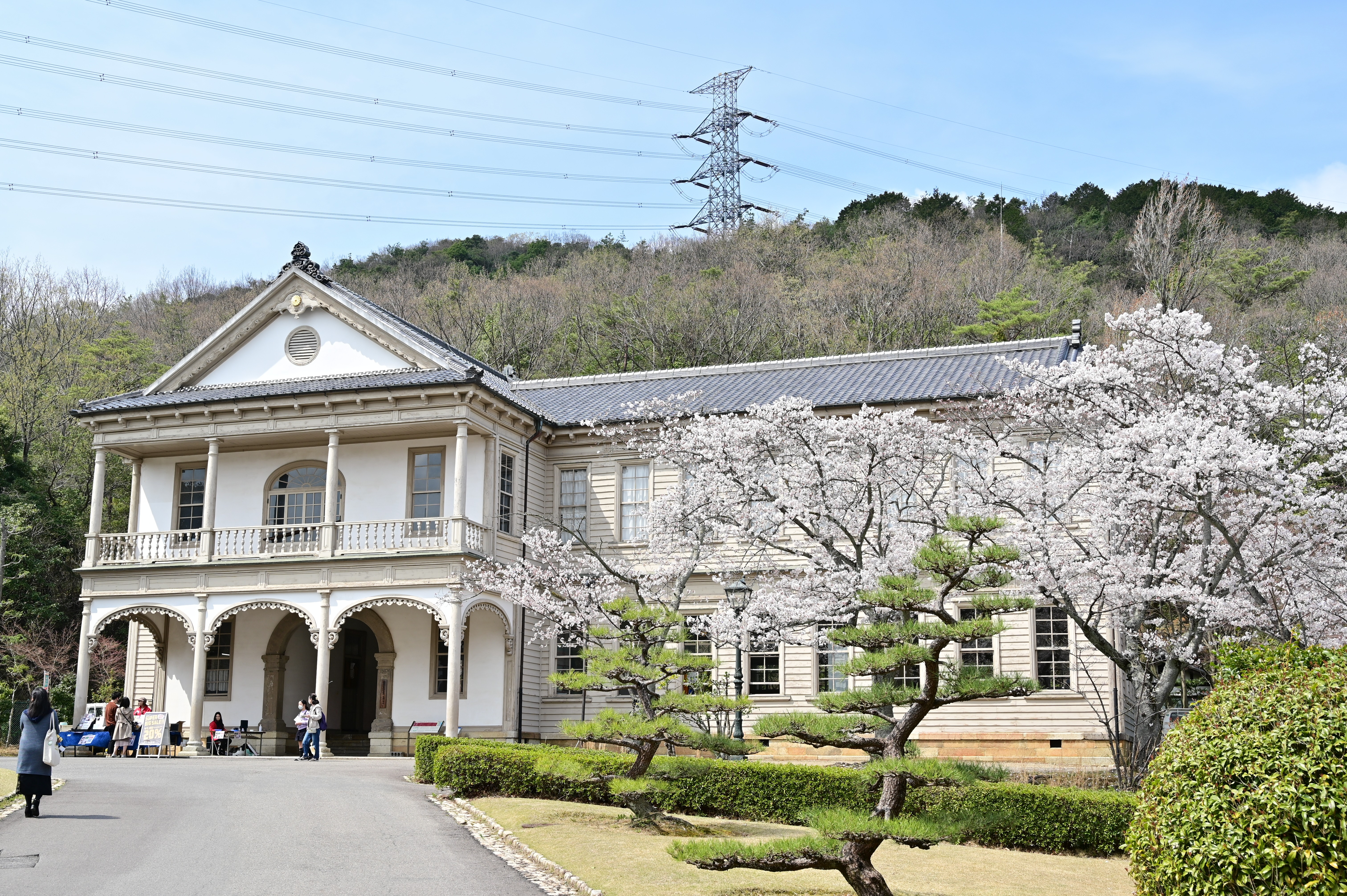
Volksschule der Präfektur Mie

→ Baujahr: 1888, ursprünglicher Standort: Kuramochicho in Nabari, Präfektur Mie, Standort: Planquadrat 1-3
Das Gebäude wurde 1888 als Hauptgebäude der Volksschule in der Präfektur Mie erbaut. 1928 wurde das Gebäude im Zuge von Umbaumaßnahmen verkauft und von seinem ursprünglichen Standort in der Stadt Nabari nach Kuramochi verbracht, wo es eine Grundschule beherbergte. Das Schulgebäude wie auch ein Verwaltungsgebäude der Präfektur Mie, die beide vom Architekten Shimizu Gihachi (清水義八) geplant worden waren, sind baulich nahezu identisch. Charakteristisches Kennzeichen beider Gebäude ist eine bilaterale Symmetrie. Als besondere Merkmale des Schulgebäudes, das 1978 nach Meiji Mura gebracht wurde, gelten der zentrale Eingangsbereich und der rechte Gebäudeflügel, in dem zwei Klassenzimmer erhalten sind. Der Eingangsbereich ist als Arkade ausgeführt und wird von 4 Pfeilern getragen, die sich bis in die 1. Etage erstrecken. Das Dach ist als Fußwalmdach ausgeführt. Den Giebel und Bogen des Daches zieren Blumenornamente. Die Pfeiler des überdachten Eingangsbereichs sind im toskanischen Stil gebaut. Der Bogen liegt nicht auf den Pfeilern auf, er setzt in der Mitte der Pfeiler an.

### Haus Nr. 25 im Ausländerviertel von Nagasaki (長崎居留地二十五番館)

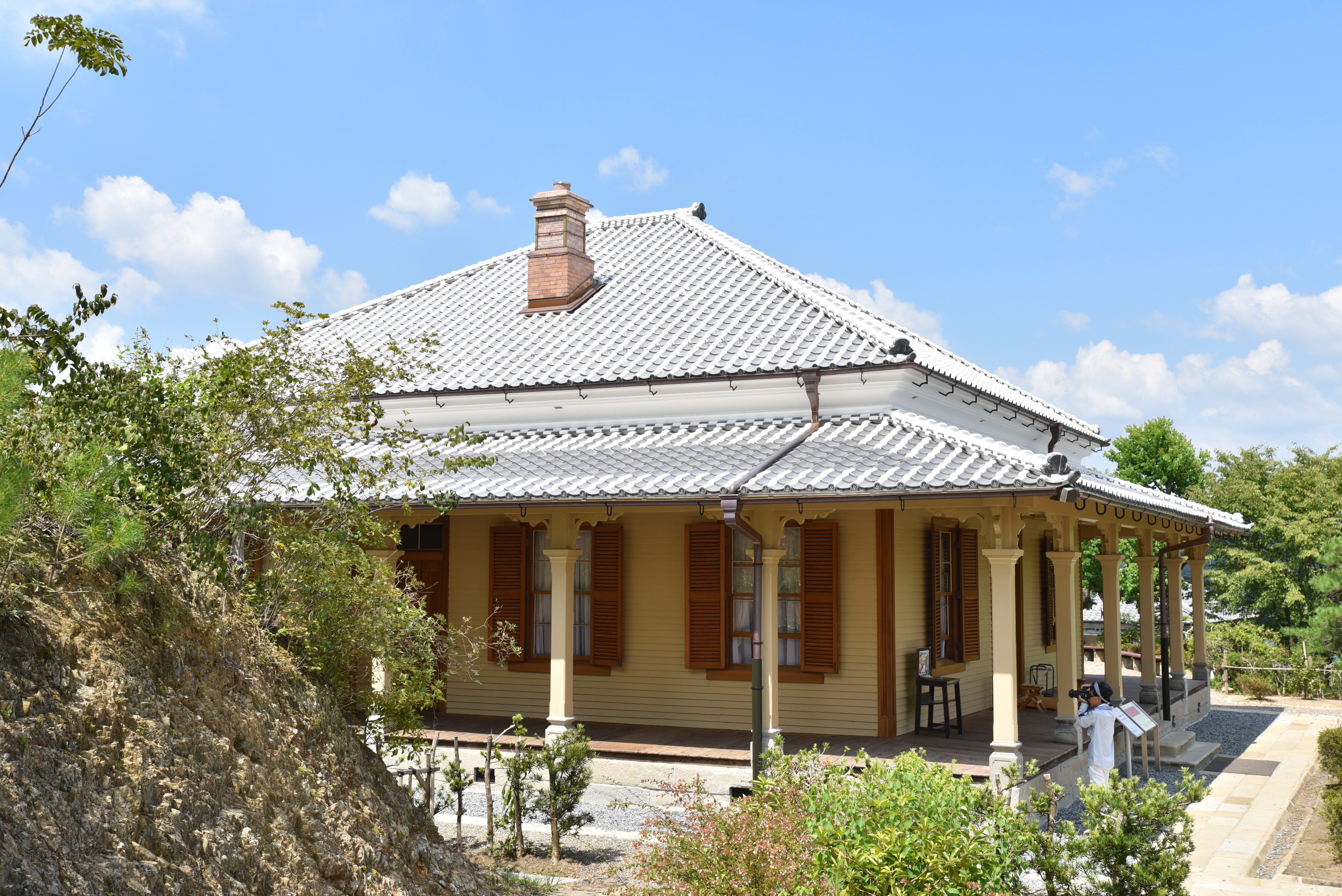
Das Haus Nr. 25

→ Baujahr: 1889, ursprünglicher Standort: Minamiyamatemachi in Nagasaki, Präfektur Nagasaki, Standort: Planquadrat 3-31
Das Haus aus Nagasaki, wo es drei Ausländerviertel – ein östliches, ein südliches und eines in Ōura, der Bucht von Nagasaki – gab, stammt aus dem südlichen Bezirk. Einer der ersten Bewohner des Hauses war der Schotte John Fulton Calder, der 1867 nach Japan kam und für die Spirituosenfirma Boyd & Co. arbeitete. 1876 ging er nach Yokohama, wurde dann Leiter der Eisenwerke von Osaka und kehrte nach Nagasaki zurück als die Werft in Nagasaki privatisiert und an Mitsubishi verkauft wurde. Nach seiner Rückkehr lebte er zunächst in einer nahe der Werft gelegenen Firmenwohnung, zog dann jedoch in Haus Nummer 25, das von der Werft in Akunoura auf einer Anhöhe im südlichen Ausländerviertel gebaut worden war. Während in der Osaka-Werft Japans erstes Baudock entstand, baute man in der Werft von Nagasaki Japans erste Stahlschiffe, wie die „Yūgaomaru“ (夕顔丸), die bis 1962 Nagasaki mit Kohle vom Takashima-Kohlebergwerk belieferte. Calder verstarb im Alter von 45 Jahren. Sein Grab befindet sich auf dem Friedhof in Sakamoto.
Das Haus ist an drei Seiten von einer Veranda umgeben. Jedes Zimmer besaß einen eigenen Ofen. An den Außenwänden waren bis zum Boden Holzschindel angebracht. Der Baustil ist beeinflusst von dem südostasiatischer Kolonialbauten. Das Dach ist tief gezogen, so dass es auch die Veranda schützt. 1910 wurde das Haus an der rechten Seite durch einen Anbau erweitert.

### Klubhaus japanischer Migranten in Hilo, Hawaii (ハワイ移民集会所)

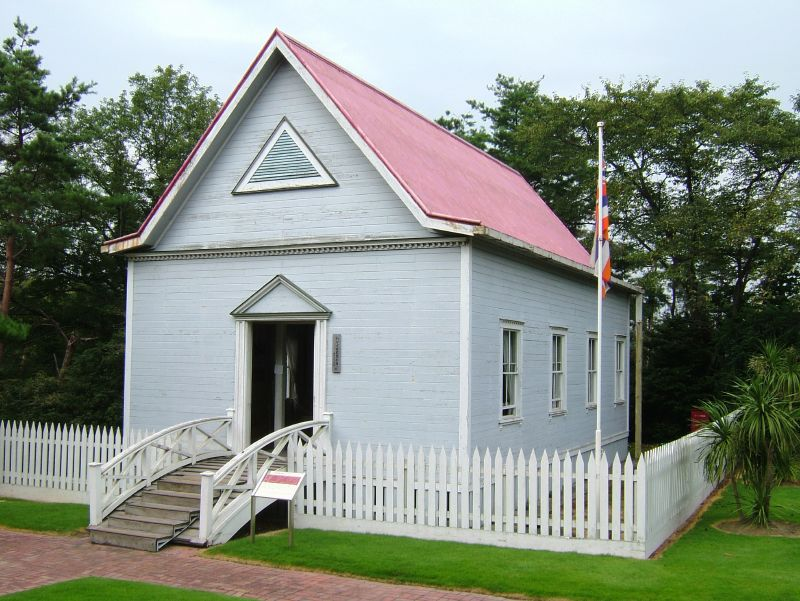
Klubhaus japanischer Migranten in Hilo, Hawaii

→ Baujahr: 1889, ursprünglicher Standort: Hilo, US-Bundesstaat Hawaii, Standort: Planquadrat 4-40
Es war der Pfarrer Jirō Okabe, der für Japaner auf Hawaii in der Stadt Hilo am nahegelegenen Fluss Wailuku 1889 eine Kirche errichtete. Nach der Fertigstellung der Kirche wurde zudem ein Klubhaus für Japaner errichtet, das zunächst auch als Lagerplatz für die englische Ausgabe der hiesigen Zeitung genutzt wurde. An diesem Gebäude riss man später das Dach ab und stockte es um ein weiteres Geschoss auf, wodurch das Aussehen deutlich verändert wurde. Als das Gebäude nach Meiji Mura verbracht wurde, hat man es zunächst in der Originalform wiederaufgebaut. Erst später entdeckte man auf alten Fotografien, dass das Gebäude um ein Stockwerk erweitert worden war. In der Folge kehrte man zur späteren Form zurück und ergänzte weitere Details, wie den das Haus umgebenden Zaun und eine kleine Brücke am Eingang des Hauses.
Das Innere der Kirche bestand aus einem schlichten rechteckigen Raum. Den Eingang an der Vorderseite des Gebäudes ziert ein Dreiecksgiebel mit Gesims (軒蛇腹, nokijabara) im Zahnschnitt, in der vorderen Giebelwand befindet sich ein dreieckiges Lüftungsloch. Die Außenwand ist nach westlicher Manier mit Holzschindeln, das Dach mit gewelltem Eisenblech gedeckt. Neben dem Gebäude hing an einem Fahnenmast die Nationalflagge des Königreichs Hawaii. Die Glocke auf der linken Gebäudeseite wird Pepeekeo-Glocke genannt. Diese Glocke regelte den harten zehnstündigen Arbeitstag der japanischen Migranten, indem sie morgens um 4:30 Uhr zum Aufstehen läutete, dann den Arbeitsbeginn um 6:00 Uhr, die halbstündige Mittagspause und das Schichtende um 16:00 Uhr verkündete.

### Shimbashi-Fertigungshalle und kaiserlicher Salonwagen (鉄道局新橋工場と明治天皇・昭憲皇太后御料車)

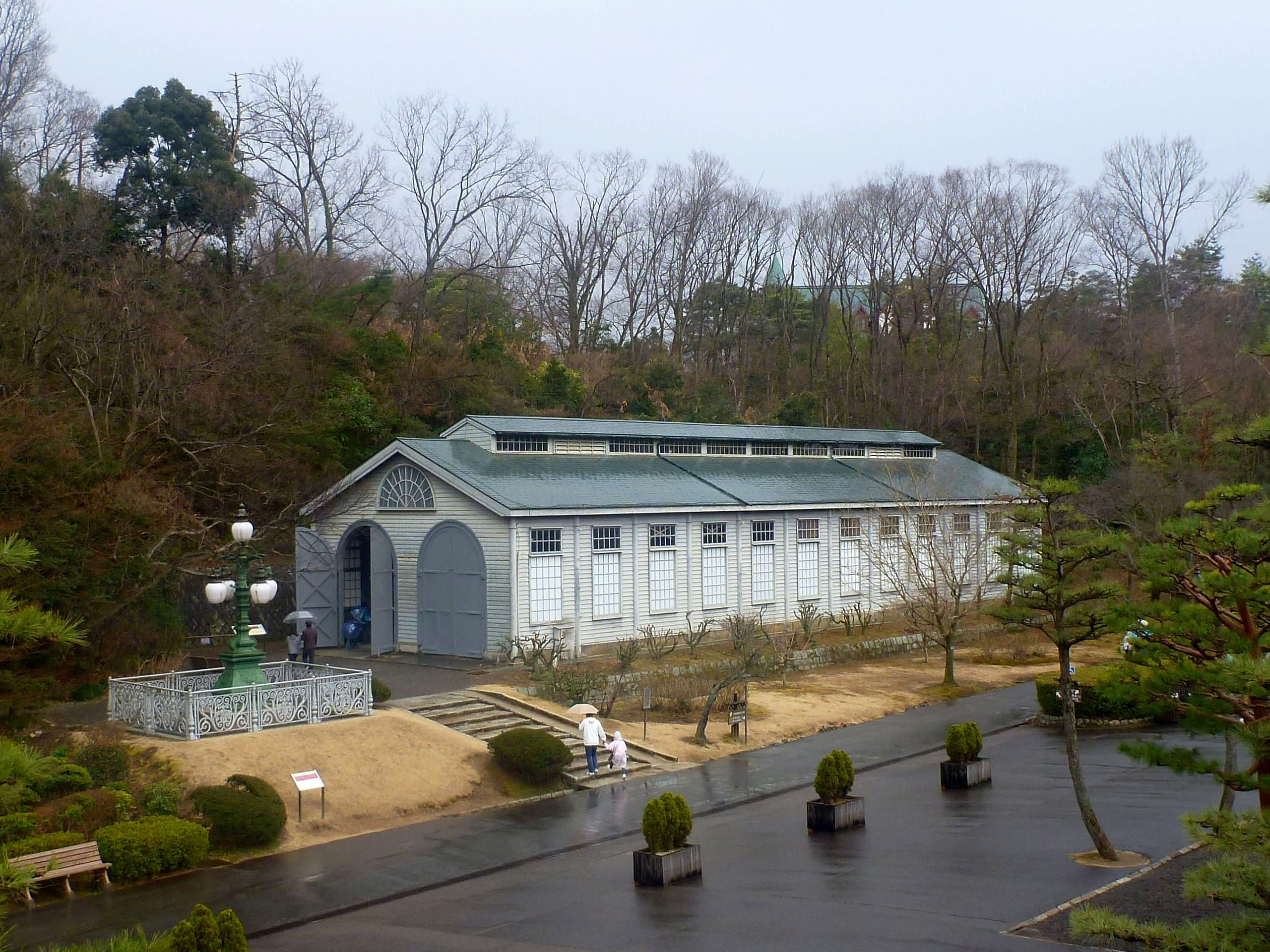
Die Shimbashi-Fertigungshalle der staatlichen japanischen Eisenbahn

→ Baujahr: 1889, ursprünglicher Standort: Ōi-machi in Shinagawa, Präfektur Tokio, Standort: Planquadrat 1-12
Noch vor der Gründung des Staates Japan brachten sowohl der Russe Jewfimi Wassiljewitsch Putjatin, als auch der Amerikaner Matthew Calbraith Perry jeweils ein Modell einer Dampflokomotive mit nach Japan. Davon angespornt wurde 1855 im Lehen Saga erstmals in Japan eine Dampflokomotive gebaut. Nach der Meiji-Restauration beschloss die neue Regierung zur Stabilisierung der politischen Verhältnisse den Bau einer Ost-West Eisenbahnstrecke zwischen Kyōto und Tōkyō zu evaluieren. 1872 fuhr die erste Dampflokomotive zwischen Shimbashi und Yokohama, während 1874 die Strecke zwischen Osaka und Kōbe eröffnet und Tokyo Dreh- und Angelpunkt wurden. Die damals als Eisenbahnbüro (鉄道寮) bezeichnete Behörde wurde zwar zunächst in Tōkyō eingerichtet, aber 1874 nach Osaka verlegt, drei Jahre darauf in Eisenbahnbehörde (鉄道局) umbenannt und schließlich 1881 nach Kōbe verlegt. Denn in der Zwischenzeit hatte man 1875 in einer Fabrik in Kōbe mit dem Bau von Personenwagen begonnen, die aus einer Karosserie aus einheimischen Holz und aus Teilen für die Fahrgastabteile, die man aus England importierte, zusammengebaut wurden. Kōbe avancierte zur wichtigsten Produktionsstätte, allein die Herstellung von Dampflokomotiven verzögerte sich und wurde in Kōbe erst 1894 fertiggestellt. Parallel zur Produktion eigener Personenwagen und Lokomotiven entwickelte sich auch die Einrichtung von Eisenbahnanlagen.
Die 1889 erbaute Eisenbahnstation und Fertigungshalle in Shimbashi besaßen in Japan hergestellte Pfeiler und Fachwerkträger aus Gusseisen, die Rahmenkonstruktion ist kombiniert aus Metall und Holzschindeln, das Dach mit Kupferblech gedeckt. Das Eisenbahnamt und die Shimabashi-Fertigungshalle, die noch mit vollständig aus England importierten Baumaterialien und nach Maßangaben in Feet und Inch gebaut wurden, sind als landeseigene Fertigungsstätten von unschätzbarem Wert, da sie vom technologischen Stand Japans in der damaligen Zeit zeugen. Während der Dachstuhl der ursprünglichen Gebäude als Fachwerk mit einer Hängesäule als zentralem Stützbalken (Kingpost truss) ausgeführt war, ist der Dachstuhl des gegenwärtigen Gebäudes einfacher und eleganter ausgeführt. Die Dachlaterne zur Erhellung des Innenraums wurde zwar nachträglich hinzugefügt, doch erhielt man den ursprünglichen Fensterrahmen aus Metall, der die Inschrift „I.G.R.KOBE1889“ trägt und der in der gleichen Zeit wie auch die Stützpfeiler, von denen noch zwei in Meiji Mura zu finden sind, in Japan produziert wurde. Damals befanden sich erstmals zwei Eisenbahnwagen in kaiserlichem Besitz, die eigens für den Tennō, seine Gemahlin, die Kaiserinmutter und den Kronprinzen angefertigt worden waren. Bei einem der Wagen, Wagen Nummer 5, handelt es sich um einen zweiachsigen Drehgestellwagen mit einer Länge von 16 m und einem Gewicht von ca. 22 t, der im Innenraum mit Deckengemälden von Hashimoto Gahō und Kawabata Gyokushō ausgestattet ist und dessen Wandbespannung und Möbelpolsterung mit Glyzinien, der Wappenblume des Familienzweigs von Kaiserin Shōken, prachtvoll verziert sind. Der zweite Wagen mit der Nummer 6, der in der Meiji-Zeit gebaut wurde, ist das jüngste Ausstellungsstück. Dabei handelt es sich ebenfalls um einen aus Holz gefertigten Drehgestellwagen mit drei Achsen, einer Länge von 20 m und einem Gewicht von 33,5 t. Die Decke dieses Wagens ist mit schwerem Brokatstoff aus der chinesischen Provinz Sichuan bespannt, der Innenraum ist mit Goldstickereien, Perlmutt und Verzierungen in Cloisonné-Form (七宝装飾), die Holzverkleidung mit traditionellen Intarsienarbeiten in der Manier des japanischen Kunsthandwerks ausgeschmückt. Die Shimbashi-Fabrik ist als Eisenbahndenkmal (鉄道記念物) deklariert.

### Basilika St. Francis Xavier (聖ザビエル天主堂)

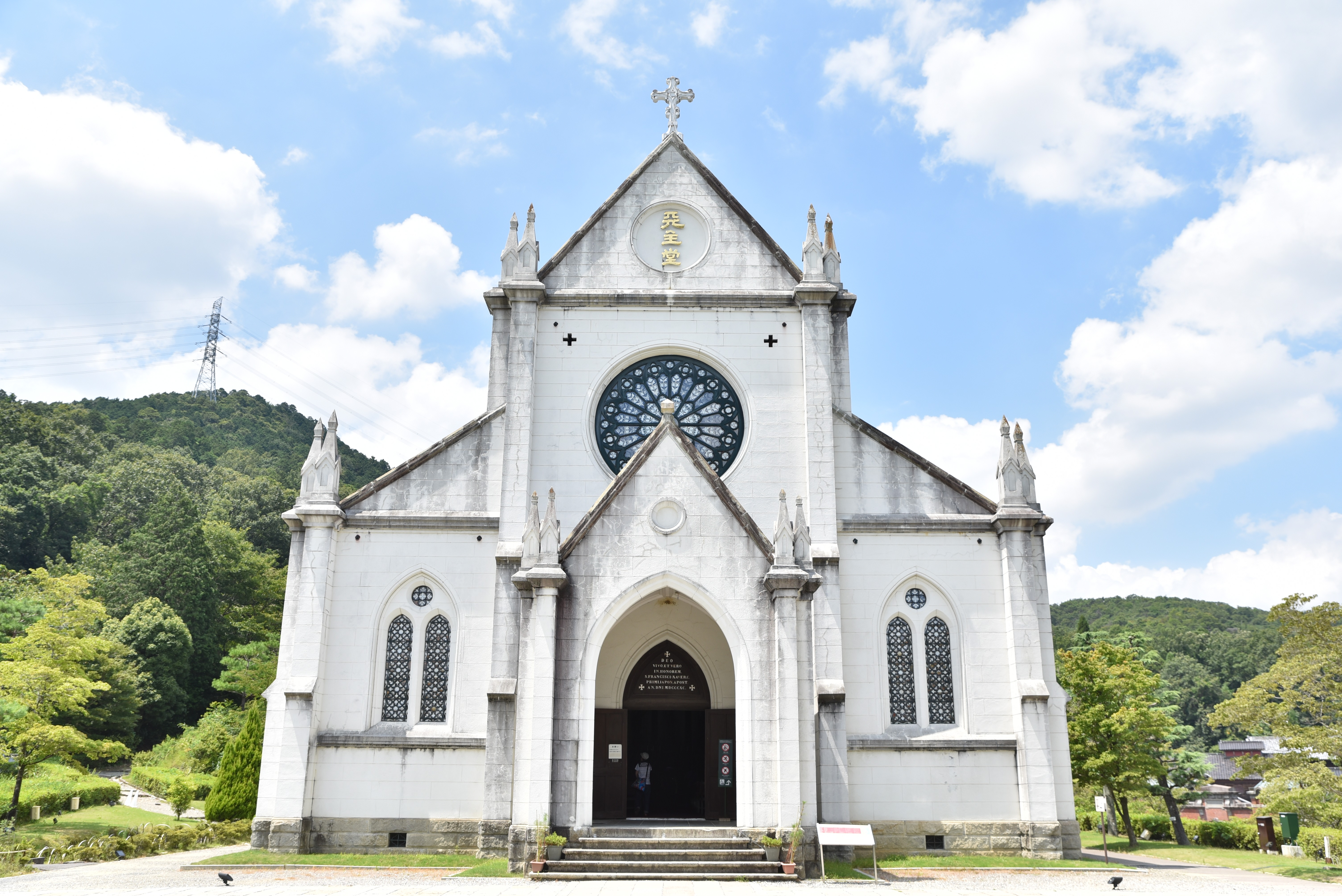
St. Francis Xavier

→ Baujahr: 1890, ursprünglicher Standort: Nakagyō-ku, Kyōto, Standort: Planquadrat 5-51
Die kalkweiße Basilika St. Francis Xavier wurde nach Plänen, die sich der aus Frankreich stammende Vater Francis aus ganz Japan hatte kommen lassen und unter seiner Aufsicht 1890 in Kyōto erbaut. Sie erinnert an den Beginn der katholischen Mission in der Neuzeit. Die Außenwände sind mit Backsteinen gebaut, der Obergaden mit seinen runden Fenstern, der Dachstuhl und die Säulen im Inneren der Kirche mit Bambusholz. Innen wie außen wurde die Kirche mit weißem Kalkmörtel getüncht. Über dem Haupteingang befindet sich eine farbenfrohe Fensterrose mit einem Durchmesser von ca. 3,6 m, im Giebeldreieck darüber, in einer runden Vertiefung, ein Kreuz. Außen an den beiden Längsseiten sind Strebebogen mit kleinen Fialen angebracht. Der Backsteinbau mit seinen gotisch anmutenden Fenstern wurde beim Wiederaufbau in Meiji Mura aus Gründen der Stabilität durch Fertigbeton ersetzt. St. Francis Xavier ist eine dreischiffige Kirche. Der dreistufige Aufbau im Inneren aus Arkadengang, Triforium und Obergaden ist in vorbildlich gotischer Weise ausgeführt. Das Kreuzrippengewölbe im Mittelschiff ist mit Holzschnitzereien verziert. Sowohl die dicken, eckigen Säulen der Seitenschiffe, die bis zum Dach reichen, wie die dünneren Pfeiler, die auf ihnen ruhen, sind aus poliertem Holz der Japanischen Zelkove gefertigt.

### Rotes-Kreuz-Krankenhaus (日本赤十字社中央病院病棟)

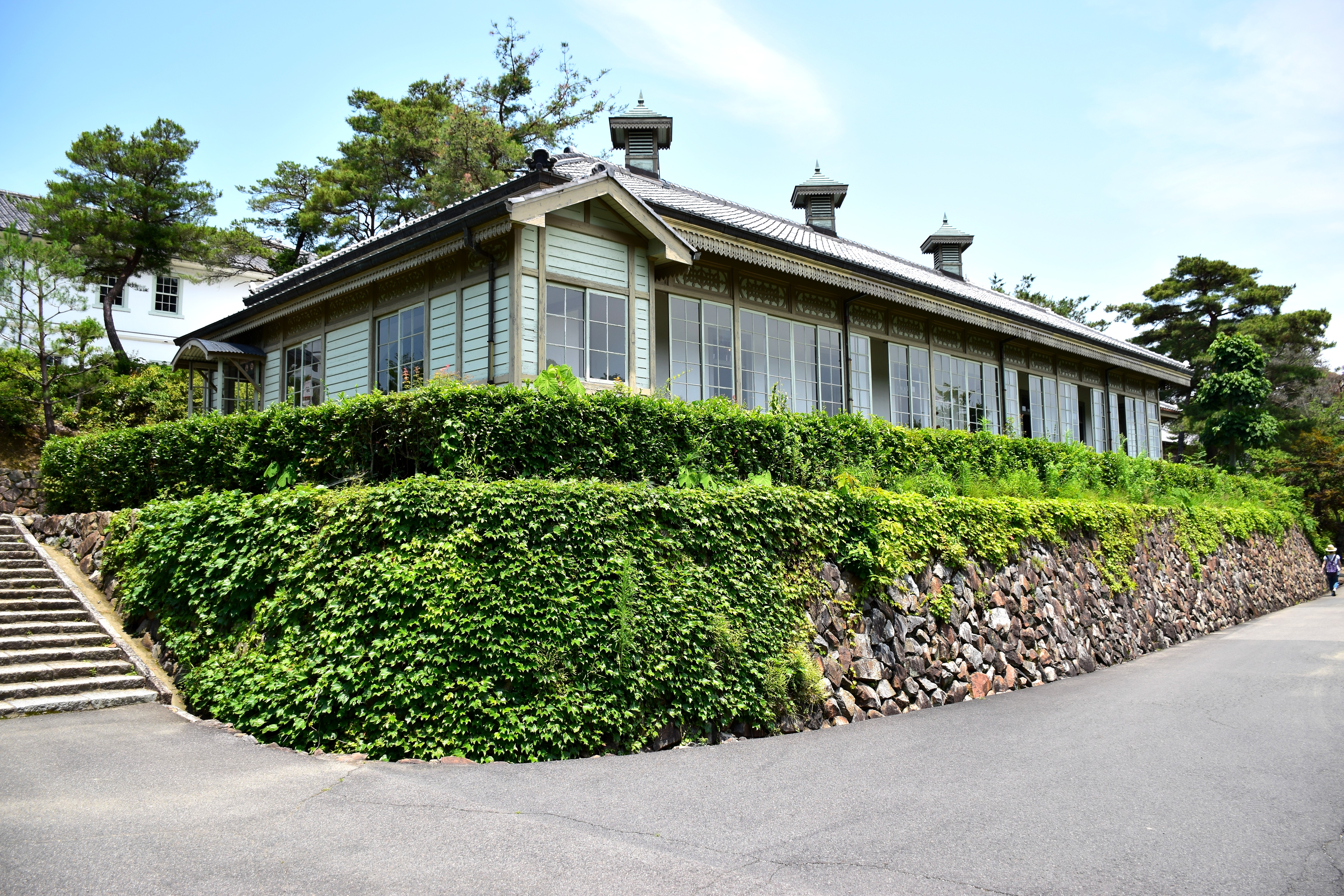
Krankenhaus des japanischen Roten Kreuzes, 1890

→ Baujahr: 1890, ursprünglicher Standort: Hiroo in Shibuya, Präfektur Tokio, Standort: Planquadrat 4-35
Der Beginn des Roten Kreuzes in Japan fällt auf das Jahr 1877, als es unter der Führung von Saigō Takamori in Kyūshū zur Satsuma-Rebellion kam. 1886 unterzeichnete Japan die Genfer Konventionen, wodurch das Rote Kreuz, unter diesem Namen und als Organisation, formal anerkannt wurde. Zu dieser Gelegenheit stellte der kaiserliche Hof einen Fonds in Höhe von einer Million Yen und ein Stück des kaiserlichen Anwesens in Shibuya zur Errichtung eines Rot-Kreuz-Krankenhauses zur Verfügung. Das Krankenhaus wurde, ebenso wie die kaiserliche Palast in Akasaka nach Plänen des Architekten Katayama Tōkuma, jedoch in der Ausführung aus Holz und deutlich schlichter errichtet. Beim Wiederaufbau des Krankenhauses im Meiji-Mura-Museum wurde das Gebäude um 180 Grad gedreht. Die ursprüngliche Südseite präsentiert sich heute als Nordseite des Hauses, die zudem aufgehellt wurde. Die Fassade ist als Fachwerk mit überreichem Zierrat ausgeführt. Erkennbar ist dies an den verzierten Fensterläden und der tief gezogenen, Schatten spendenden Dachtraufe. Auch die kaminartigen Dachaufbauten, die der Belüftung dienen, sind noch im Originalzustand. Den Eingang ziert ein Relief mit Paulownien, Bambus und der Gestalt eines Feuervogels.

### Unterrichtsräume für Physik und Chemie der 4. Oberschule (第四高等学校物理化学教室)

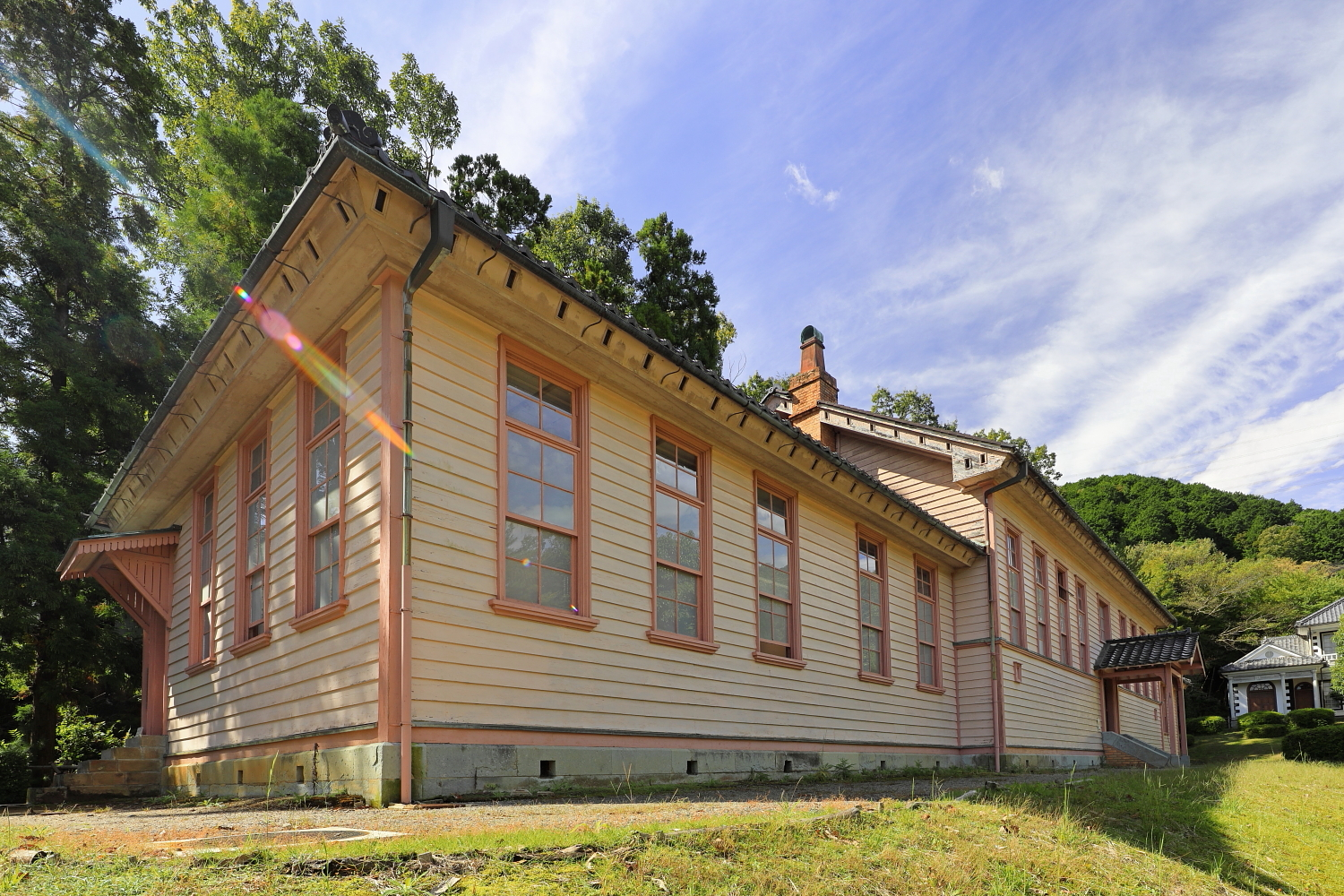
Unterrichtsräume für Physik und Chemie

→ Baujahr: 1890, ursprünglicher Standort: Sengoku-chō in Kanazawa, Präfektur Ishikawa, Standort: Planquadrat 2-15
Mit der 1886 erlassenen Mittelschulverordnung wurden zunächst die Vorbereitungsschulen der Universität Tokio in die „erste gehobene Mittelschule“ (第一高等中学校), eine Zweigschule der Universität Osaka in die „dritte gehobene Mittelschule“ umgestaltet. In der Folge entstanden nach und nach in Sendai die zweite, in Kanazawa die vierte und in Kumamoto die fünfte Mittelschule dieser Art. Diese gehobenen Mittelschulen wurden 1894 durch die Oberschulenverordnung in Oberschule (高等学校) umbenannt und so reorganisiert.
Die Unterrichtsräume für Physik und Chemie wurden 1890 der „vierten gehobenen Mittelschule“ und späteren 4. Oberschule von der Universität Kanazawa übergeben. Die naturwissenschaftliche Ausbildung wurde für die Meiji-Regierung, die die Erneuerung des Schulsystems vorantrieb, eine wichtige Aufgabe, der sie mit der „Grundschulordnung“ von 1872 Rechnung trug, indem sie darin großes Gewicht auf die vier Fächer Naturkunde (窮理学, Ryūrigaku), Naturlehre (科学, kagaku), Naturgeschichte (博物, hakubutsu) und die Erforschung der Lebewesen (生理, seiri) als Phasen der Elementarbildung legte. In der Mittel- und Oberschule umfasste das auch die Durchführung naturwissenschaftlicher Experimente. Unter diesem Gesichtspunkt wurden auch Unterrichtsräume für Physik und Chemie eingerichtet. Diese Räume wurden ursprünglichen in großen Gebäude mit dem Grundriss eines „H“ angelegt, doch ist in Meiji Mura lediglich der Mittelteil des Gebäudes der vierten Oberschule erhalten.
Das nur aus einem Geschoss, dem Erdgeschoss, bestehende Holzgebäude ist mit Sangawara Schindeln gedeckt; die Räume waren wie Hörsäle mit nach hinten steigenden Sitzreihen ausgeführt. Die Außenwände sind mit einer Holzvertäfelung im sogenannten Nanking Shitami-Stil (南京下見) versehen, wobei lange Holzbretter horizontal so an der Wand befestigt werden, dass das obere Brett das unmittelbar darunter angebrachte geringfügig überlappt. Die Fenster sind vertikal verschiebbar und darüber mit einer Ranma als Belüftungsöffnung versehen. Die Dachtraufe ist zudem mit einer Vielzahl kleiner Löcher zur Entlüftung der Laboratorien und Abzugshauben versehen. Einer Anschlagtafel zufolge wurden die Bauarbeiten von den beiden für das Mombu-shō arbeitenden Ingenieuren Yamaguchi Hanroku (1858–1900) und Kuro Masamichi (1855–1914) geleitet. In einem der Räume hängen zwei Reliefe des Bildhauer Kikuchi Kazuo, die die beiden Meiji-Mura Gründer Taniguchi Yoshirō und Motoo Tsuchikawa zeigen. Sie erinnern daran, dass die beiden als Klassenkameraden diese vierte Oberschule besuchten, wo die Idee und der Entschluss für Meiji Mura ihren Anfang nahmen.

### Kureha-za-Theater (呉服座)

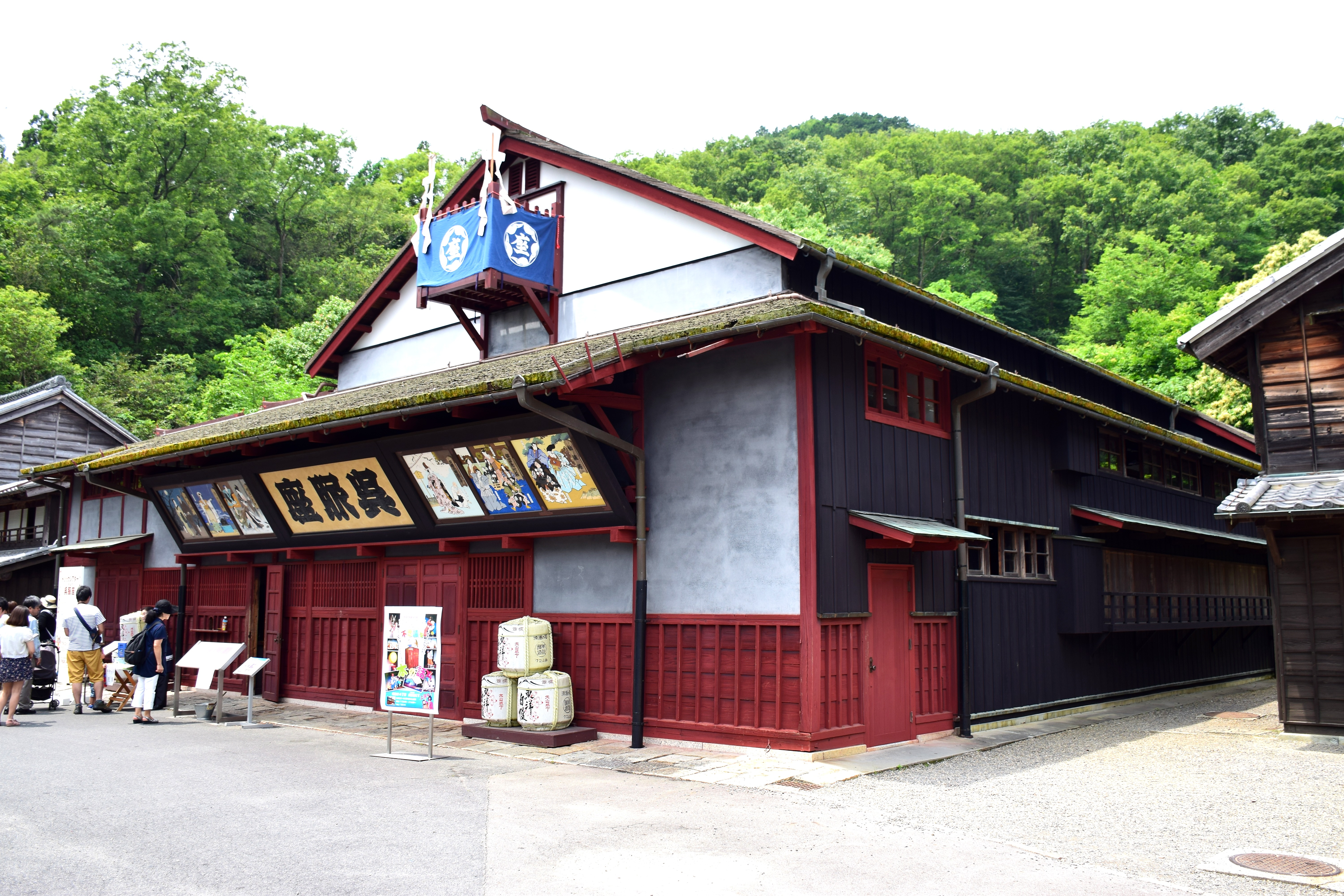
Kureha-za Theater

→ Baujahr: 1892, ursprünglicher Standort: Nishihonmachi in Ikeda, Osaka, Standort: Planquadrat 4-49
Das Kureha-za Schauspielhaus ist ein Überbleibsel traditioneller japanischer Bauweise der Edo-Zeit. Das Theater wurde ursprünglich zu Beginn der Meiji-Zeit in der Nähe des shintoistischen Ebisu-Schreins in Ikeda gebaut. Das gesamte Gebäude wurde 1892 dann an das Ufer des Grenzflusses Ina-gawa, der den westlichen Teil der Stadt durchfließt, verbracht und in diesem Zuge erstmals Kureha-za genannt. Hier wurden zu Beginn Kabuki-Gastspiele, dann auch verschiedene Aufführungen, wie Shimpa-Theater, Rakugo, Naniwa-bushi, Kōdan (traditionelle japanische Art des Geschichtenerzählens), Manzai u. a. dargeboten. Das Theater wurde damals auch noch als Versammlungsort genutzt und so erregten Auftritte wie die von Ozaki Yukio, dem Vater der parlamentarischen Demokratie oder des Anarchisten und Sozialisten Kōtoku Shūsui große Aufmerksamkeit.
Das Gebäude ist als eingeschossige Holzkonstruktion mit einem Zedernholzdach ausgeführt. Der Zuschauerraum und die Bühne werden von einem großen Satteldach überspannt, während der Eingang von einer hoch angesetzten Dachtraufe überdacht ist. Unmittelbar über der Eingangstür ist ein Aushängeschild mit dem Namen des Theaters angebracht, links und rechts davon Programmtafeln. Am Giebel darüber ragt ein kleiner Balkon hervor, der Platz für die Verwendung einer Taiko als Signaltrommel bietet. Die Frontseite des Theaters ist hüfthoch mit braunen Schindeln verziert, darüber mit schwarzem Lack angestrichen. Das Theater besitzt eine Rotationsbühne. Die Künstlergarderobe ist dem Hanamichi folgend und entgegen üblichem Brauch nicht hinter den Kulissen, sondern nahe am Eingang angelegt. Das Kureha-za-Theater wurde im Dezember 1984 als wichtiges Kulturgut eingestuft.
Vom 1. bis zum 6. Juni 1993 wurde anlässlich des zehnjährigen Bestehens des lokalen Fernsehsenders Aichi TV eine Sonderaufführung im Kureha-za-Theater mit Bandō Tamasaburō in der Hauptrolle organisiert. Mehr als 3.000 Menschen sahen diese Aufführung.

### Straßenbahn Kyōto (京都市電)

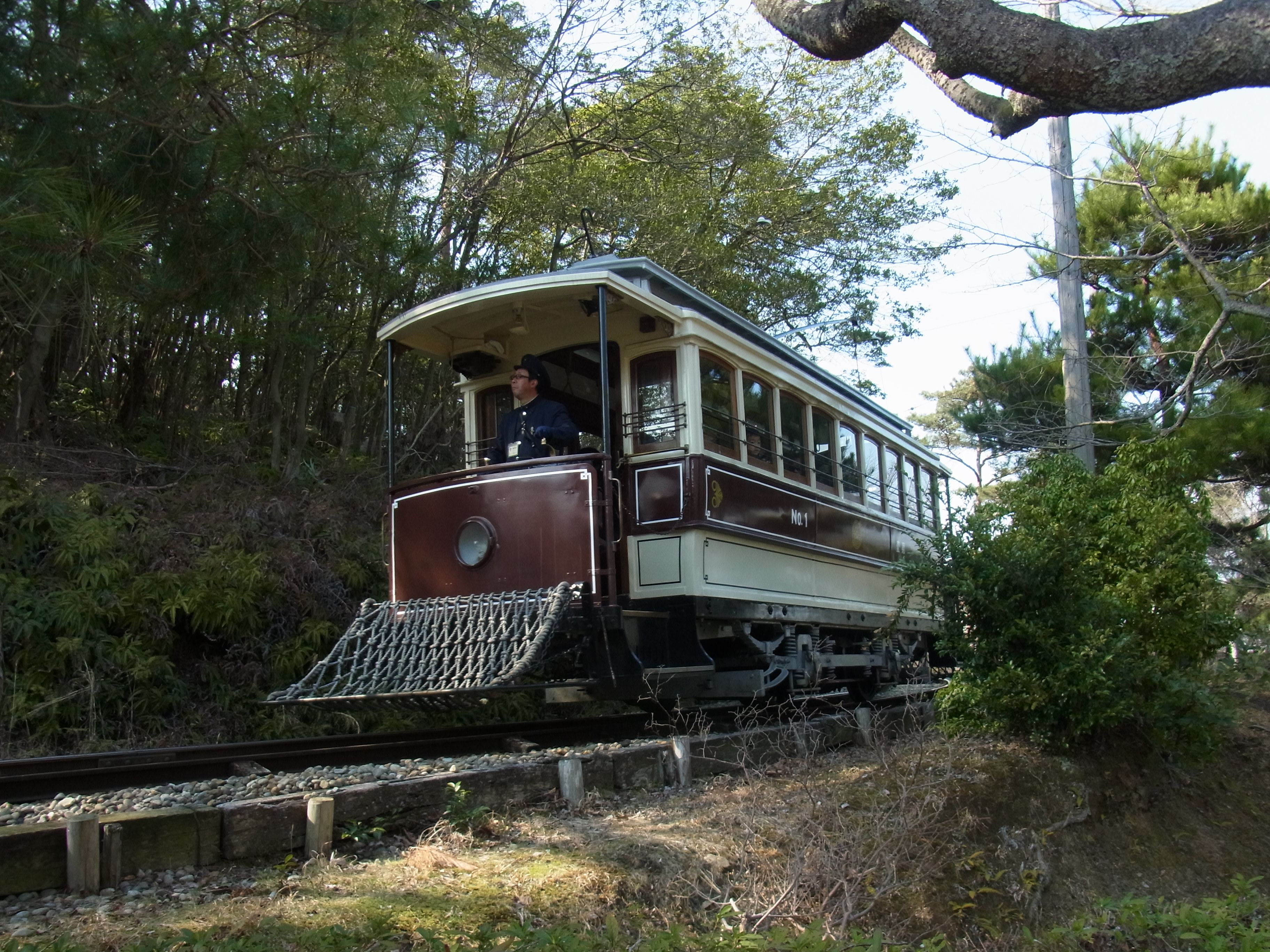
Straßenbahnwagen aus Kyōto

→ Baujahr: ca. 1895, Standort: Planquadrat 3-24
1881 wurde in Deutschland die erste elektrische Straßenbahn in Betrieb genommen, 1895 folgte Japan mit Kyōto nach. Da Kyōto am Biwa-See liegt, konnte erstmals 1891 durch die Nutzung von Wasserkraft eine Stromversorgung aufgebaut und gewährleistet werden. Zwei Jahre später wurde die Baugenehmigung für die Fushimi-Linie erteilt. Mit der Entscheidung 1895 in Kyōto die japanische Industriemesse abzuhalten, ging auch der Bau der ersten „Elektrischen“ einher. Die Straßenbahnverordnung sah vor, die Sicherheit durch sogenannte „Vorausläufer“ (先走り, Sakibashiri) zu gewährleisten. Es handelte sich dabei meist um Jugendliche im Alter zwischen 12 und 15 Jahren, die im Führerstand mitfuhren, von der Straßenbahn absprangen und Passanten vor der herannahenden Tram warnten. 1904 wurde dieses Verfahren abgeschafft, da es gefährliche Schwerstarbeit war, insbesondere in der Nacht mit Laternen der Straßenbahn vorauszulaufen. 1904 folgte Nagoya dem Beispiel Kyōtos.
Die beiden Straßenbahnwagen, die im Meiji Mura zu sehen sind, wurden zwischen 1910 und 1911 produziert. In Tōkyō fuhr die erste, noch von Pferden gezogene Straßenbahn 1882 zwischen Shimbashi, Ueno und Asakusa. 1899 wurde die Pferdebahngesellschaft Shinagawa (品川馬車鉄道会社, Shinagawa Basha Tetsudō Kaisha) übernommen, im Jahr darauf auf elektrische Straßenbahnen umgestellt und in Elektrische Straßenbahn Tokio (東京電車鉄道, Tōkyō Densha Tetsudō) umbenannt. Die Shinagawa Pferdebahngesellschaft besaß zu ihrer Blütezeit ca. 300 Wagen und 2.000 Pferde.

### Auditorium der Grundschule in Chihaya-Akasaka (千早赤阪小学校講堂)

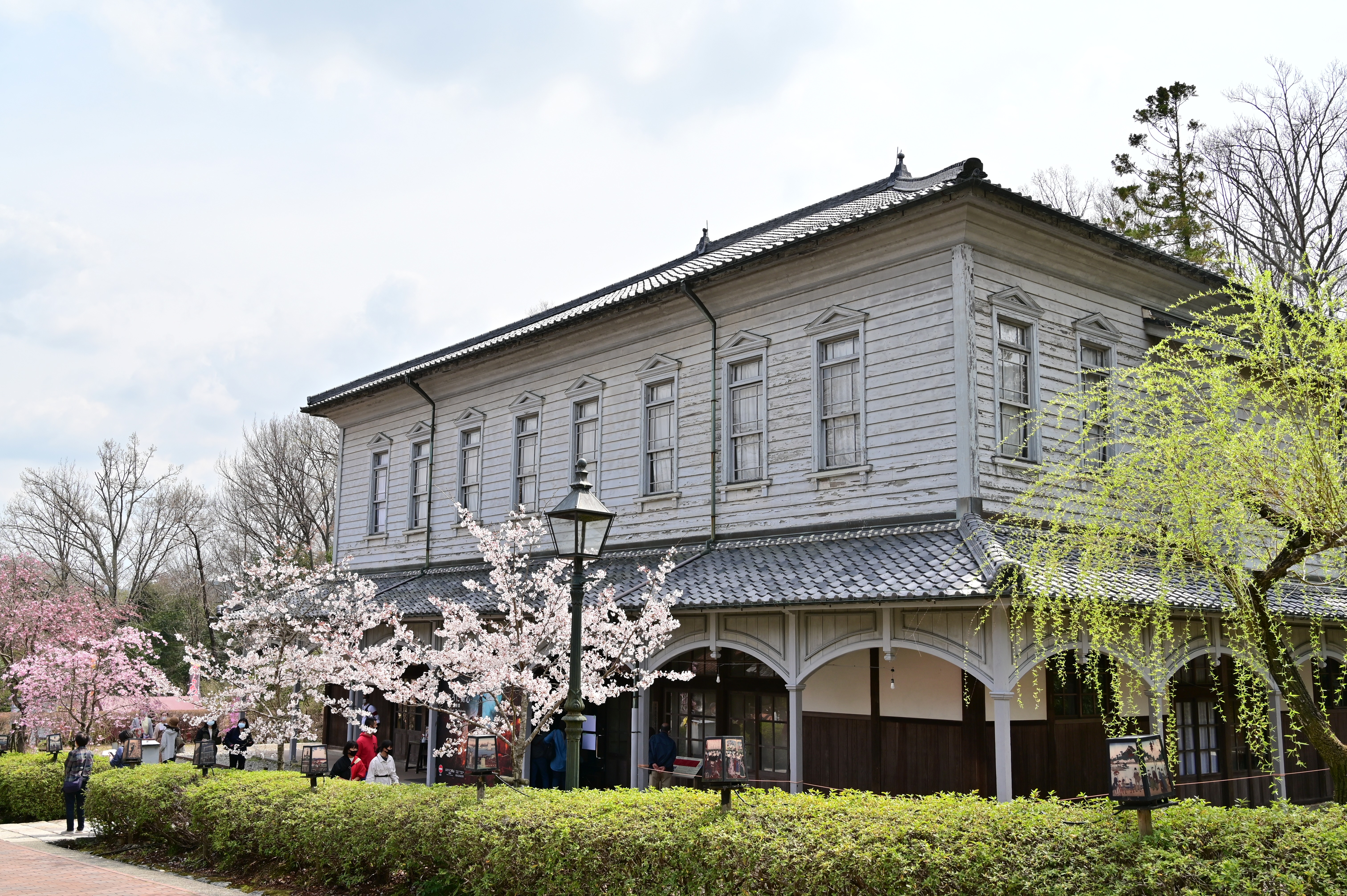
Auditorium der Grundschule

→ Baujahr: 1897, ursprünglicher Standort: Chihaya-Akasaka, Minamikawachi-gun, Osaka, Standort: Planquadrat 2-14
Das Gebäude der Grundschule, die im Erdgeschoss eine Sporthalle und in der ersten Etage Unterrichtsräume beherbergt und die ursprünglich 1897 als Normalschule im Stadtbezirk Kita in Osaka stand, wurde 1929 in den Stadtbezirk Minami-Kawachi verbracht und der Chihaya-Akasaka-Grundschule angegliedert. Das zweigeschossige Holzgebäude besitzt ein Walmdach, das mit Sangawara-Dachziegeln, die in der Mitte konkav und an den Seitenrändern konvex geformt sind, bedeckt ist. Das Gebäude wird auf allen vier Seiten von einem Laubengang mit einem Stützabstand von 1,8 m gesäumt. Die um das Gebäude herum angeordneten und vertikal verschiebbaren Kreuzglasfenster der ersten Etage, die zudem mit einem Ziergiebel bekrönt und mit Kragensteinen unter der Fensterbank geschmückt sind, sind klassisch ausgeführt. Die Eingangstüren und Belüftungsöffnungen (ranma) sind als Glasschiebtüren mit zwei Schienen zum Hintereinanderschieben der Türen (hikichigai) ausgeführt.
Von der Mitte der Meiji-Zeit an gewann der Turnunterricht an Bedeutung. Man begann große Turnhallen zu bauen und man änderte die Leibesertüchtigung mit Hanteln hin zur schwedischen Unterrichtsmethode. Als das Gebäude nach Meiji-Mura verbracht wurde, stellte man fest, dass es die zulässige Höhe für Holzgebäude überschritt, sodass beim Wiederaufbau zur Verstärkung Stahlträger in die vier Ecken der Wände eingebaut wurden. Im Arkadengang, dessen Pfosten als Vierkantpfosten ausgeführt ist, konnte abwechselnd alle zwei Pfosten weit, also im Abstand von 3,6 m an der Metallverkleidung eine Hängelampe befestigt werden. Da die erste Etage nicht der japanischen Bauverordnung genügt, kann nur das Erdgeschoss besichtigt werden.

### Dampflokomotive Nr. 1 der Bisai-Eisenbahn (尾西鉄道蒸気機関車１号)

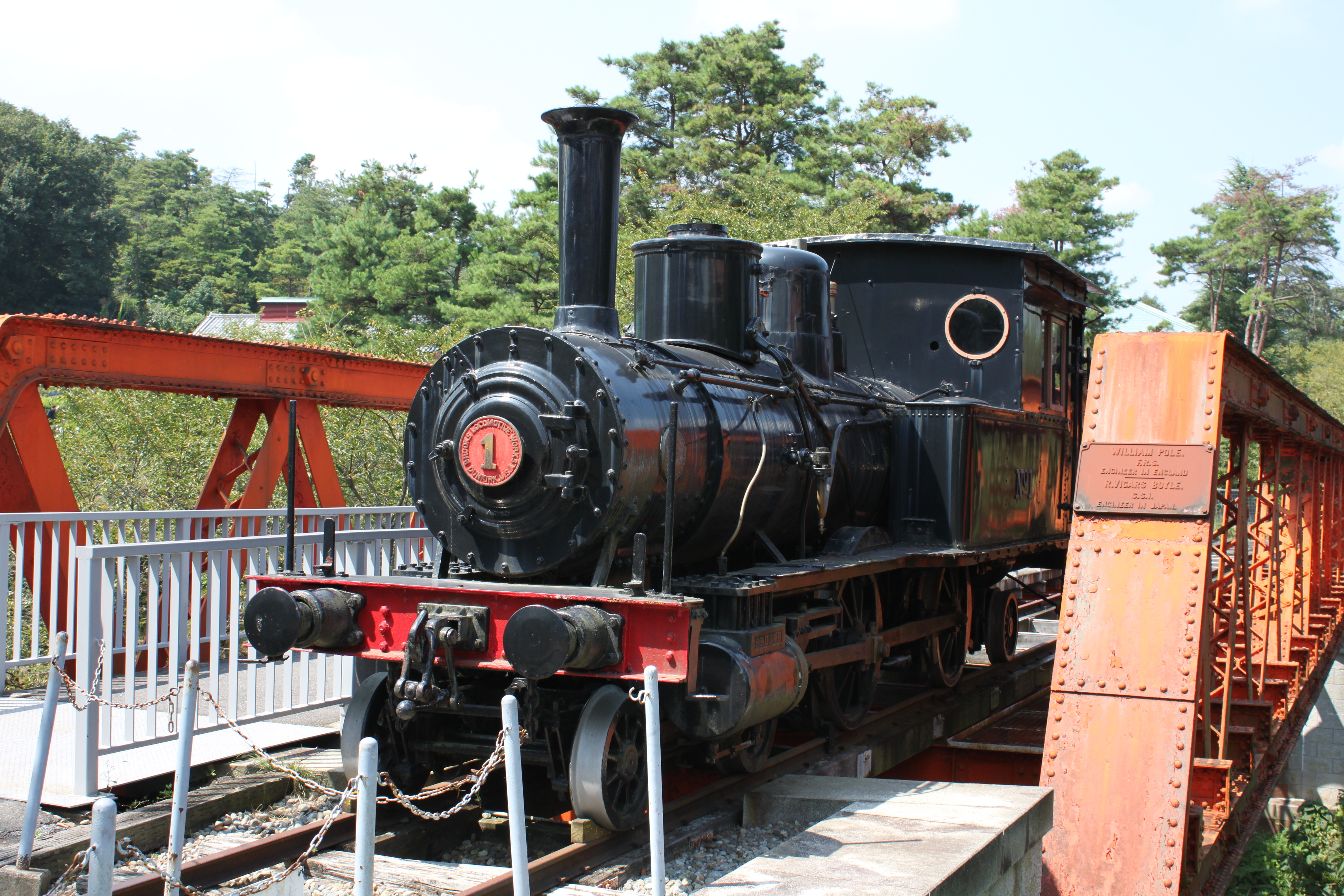
Dampflokomotive Nr.1

→ Baujahr: ca. 1897, Standort: Planquadrat 4-42
Zur Eröffnung der Bisai Linie 1897 wurde eine Lokomotive der amerikanischen Firma Brooks mit der Achsfolge 2B1 angeschafft. Zunächst verband die Eisenbahnlinie die Orte Yatomi und Tsushima. Bereits ein Jahr später kam eine Station in Ichinomiya hinzu. Anlässlich der Fusion der Bisai und der Nagoya Eisenbahn 1925 gingen die Triebfahrzeuge in den Besitz der Nagoya Eisenbahn über.

### Dr. Shimizus Praxis (清水医院)

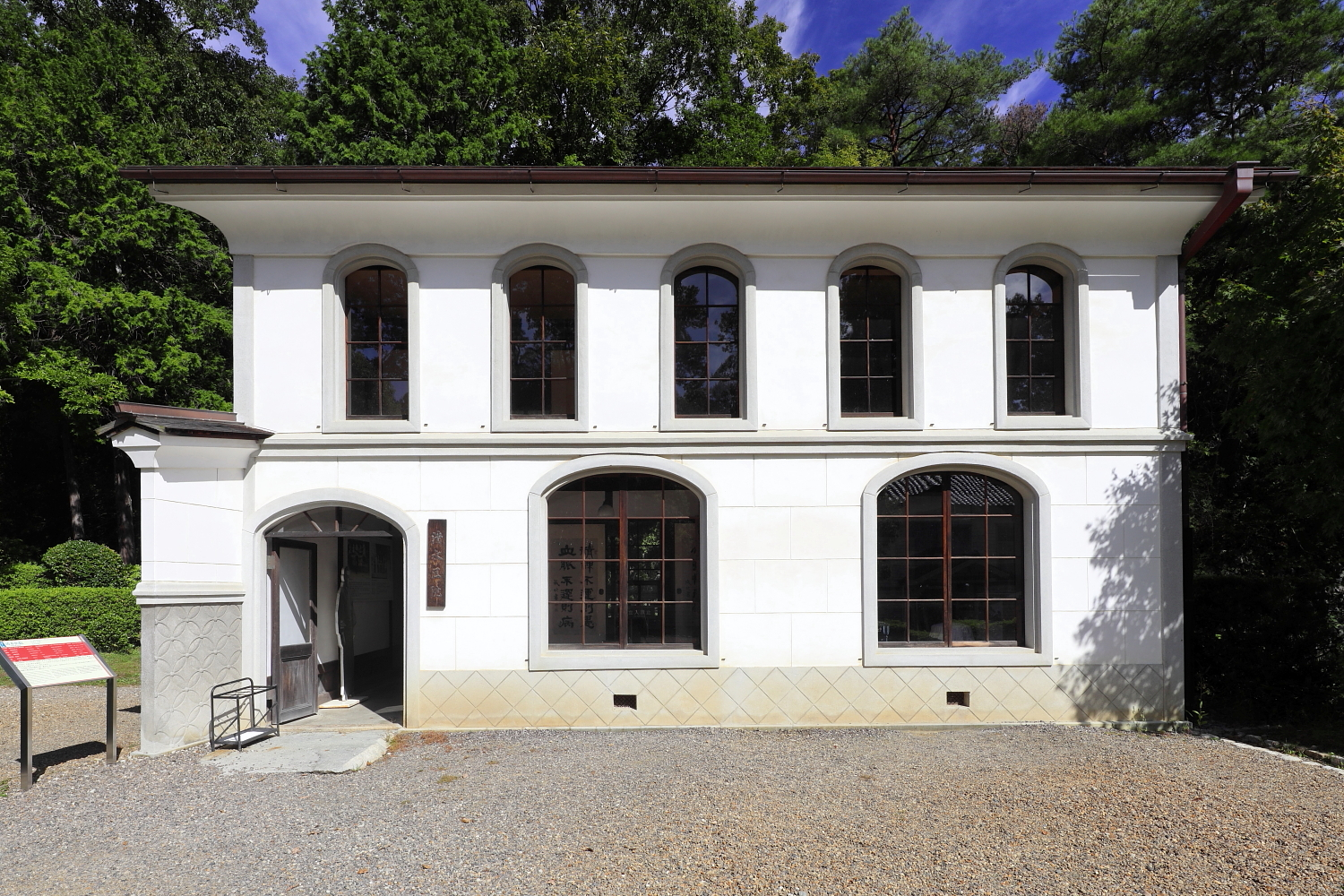
Dr. Shimizus Praxis

→ Baujahr: 1897, ursprünglicher Standort: Ōkuwa, Kiso-gun, Präfektur Nagano, Standort: Planquadrat 2-17
Shimizu Hanjirō wurde in Suhara geboren, studierte in Tokio Medizin und eröffnete nach seiner Rückkehr ins Kiso-Tal (木曽谷, Kiso-dani) eine Praxis. Die Praxis selbst säumte neben vielen Gasthäusern eine der großen Landstraße und Reiserouten und befand sich so an prominenter Stelle. Das Dach ist wie das eines Warenhauses mit Schindeln aus dem Holz der japanischen Zypresse gedeckt. Die weiße Front präsentiert sich in westlicher Gestaltung mit Rundbögen über den Fenstern und der Eingangstür, Fugenschnitt auf dem Mauerwerk und pilasterartigen Verzierungen an den Hausecken. Die Rundbögen können unabhängig von den Fenstern nach innen aufgezogen werden.
In Shimizus Praxis wurde auch Sonoko (園子), die ältere Schwester des Schriftstellers Shimazaki Tōson behandelt. Tōson machte sie zum Vorbild seines 1921 erschienenen Romans Aru onna no shōgai (ある女の生涯, etwa: Das Leben einer Frau), worin er das damalige Aussehen der Hachiya Klinik in Suhara beschreibt. Gegenüber dem Eingangsbereich im Haus befanden sich der Warteraum und die Medikamentenausgabe. Neben dem mit Tatami Matten ausgelegten Warteraum befand sich das Behandlungszimmer. Die Fusuma (Schiebetüren) des Warteraums waren in großen schwarzen Schriftzeichen Hinweise für die Gesundheit geschrieben. In der ersten Etage des Hauses befanden sich Wohnräume und ein Raum für die Teezeremonie. Das genaue Baujahr ist nicht bekannt, doch man geht anhand des Baustils davon aus, dass das Gebäude in den 30er Jahren der Meiji-Zeit (1896–1906) gebaut wurde.

### Telefonzentrale und -vermittlung in Sapporo (札幌電話交換局)

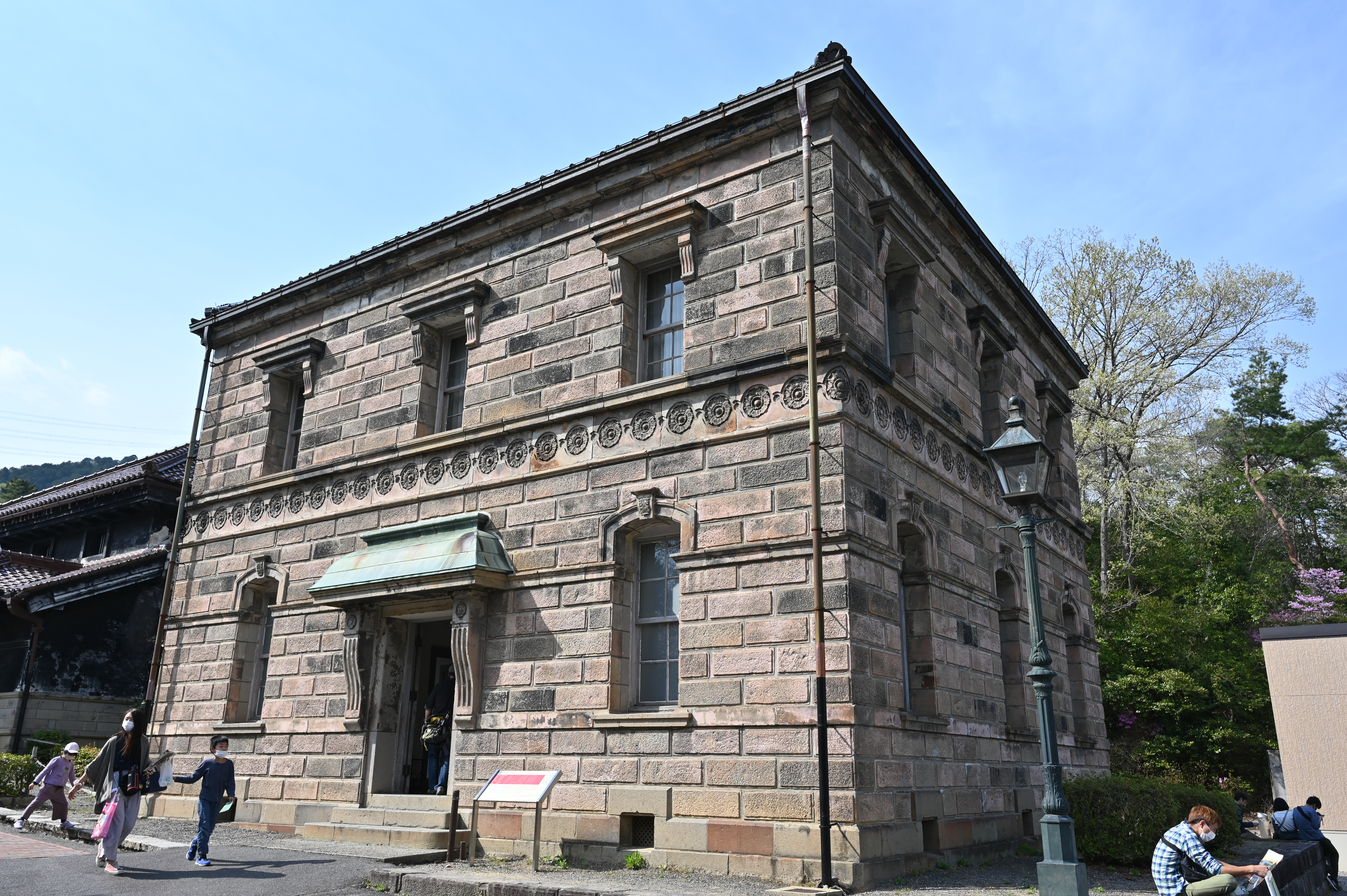
Telefonzentrale und -vermittlung in Sapporo

→ Baujahr: 1898, ursprünglicher Standort: Ōdōri-Park in Sapporo, Hokkaidō, Standort: Planquadrat 2-21
In den 1830er Jahren hatte der Amerikaner Samuel Morse die Telegrafie erfunden. 1876 war es Bell gelungen die Telefonie zur Marktreife weiterzuentwickeln. Zeitgleich zur rasanten Entwicklung dieses neuen Kommunikationsmittels ereignete sich die Landesöffnung Japans. Unmittelbar nach der Meiji-Restauration und Bells bahnbrechender Weiterentwicklung wurde 1877 das Telefon in Japan vorgestellt, woraufhin Japan Pläne entwickelte ein landesweites Telefonnetz aufzubauen. 1890 gingen die ersten beiden Vermittlungsstellen in Yokohama und Tokio in Betrieb. Ende 1898 wurde die Telefonzentrale in Sapporo fertig gestellt.
Das Gebäude wurde einstöckig mit massiven Steinmauern errichtet und durch hölzerne Trennwände im Innern des Gebäudes in kleine Arbeitsbereiche unterteilt. In den Fensterbögen des Erdgeschosses wurde ein zierender Schlussstein verwendet, während die Fenster der ersten Etage mit einem waagerechten Fenstersturz versehen sind. Unterhalb der Fenster im ersten Stock befindet sich ein Gurtgesims mit runden floralen Mustern. Die Telefonzentrale in Sapporo wurde 1965 nach Meiji Mura gebracht und im April 1968 als wichtiges Kulturgut eingestuft.

### Tōmatsu-Haus (東松家住宅)

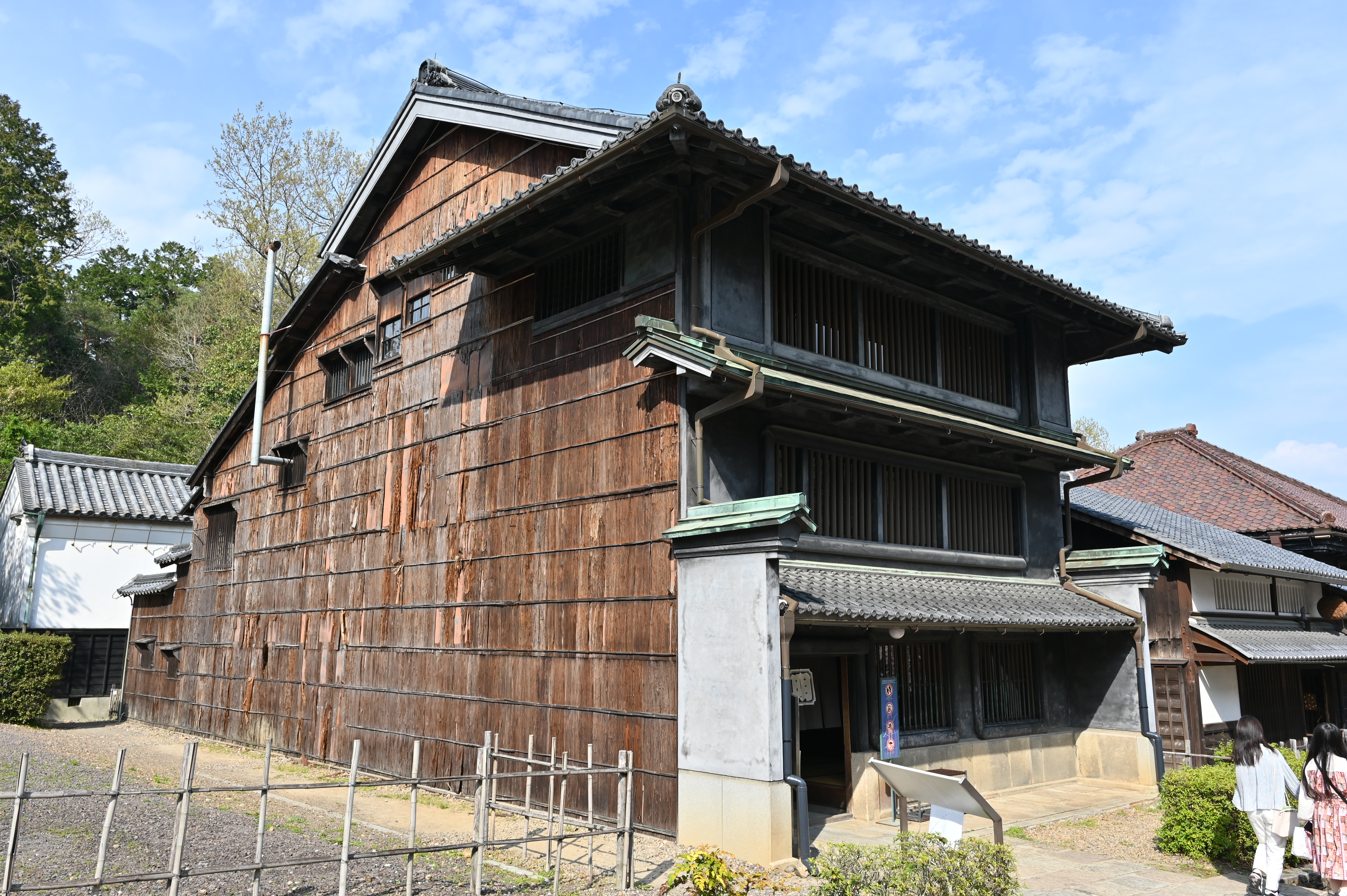
Tōmatsu Haus

→ Baujahr: ca. 1901, ursprünglicher Standort: Funari-chō in Nakamura-ku, Nagoya, Präfektur Aichi, Standort: Planquadrat 2-18
Das Tōmatsu-Haus wurde im 19. Jahrhundert im Zentrum Nagoyas erbaut. Bis zum Ende der Meiji-Zeit diente es als Handelshaus zum Öl-Verkauf, mit Beginn der Shōwa-Zeit zog dann die 1894 gegründete Horikawa-Bank in das Tōmatsu-Haus ein. Es erfolgten mehrere Umbauten im damals üblichen, traditionellen Baustil der Edo-Zeit. Ursprünglich war der Bau von zwei- und mehrgeschossigen Holzgebäuden im Stadtgebiet untersagt. Dieses Verbot wurde 1867 zunächst in Tokio und Kyōto aufgegeben. Der Wohlstand der Edo-Zeit erlaubte es zudem nicht mehr nur dem Schwertadel Häuser mit mehreren Stockwerken zu bauen. Dennoch wurde auch in der Folgezeit selten hoch gebaut. Die Handelshäuser, die am Fluss Horokawa zwischen der Burg Nagoya und der Ise-Bucht standen, wurden mit niedriger Bauhöhe und großer Innenraumtiefe erbaut. Das Tōmatsu-Haus, dessen jetziger Zustand circa 1901 geschaffen wurde, gehört zu diesen Handelshäusern.
Im ersten Stock befindet sich ein Teeraum mit einer typischen Tokonoma. Mit seiner flachen Front, aber dem weit ausgebauten hinteren Hausteil repräsentiert es das typische Haus eines Geschäftsmannes. In der bereits bis zum zweiten Stock reichenden Frontseite kündigt sich die in die Höhe weisende Bauweise zukünftiger Geschäftshäuser an. Das Holzhaus mit Spitzdach wurde im Februar 1974 als „wichtiges Kulturgut“ eingestuft.

### Konasami-jima-Leuchtturm (小那沙美島燈台)

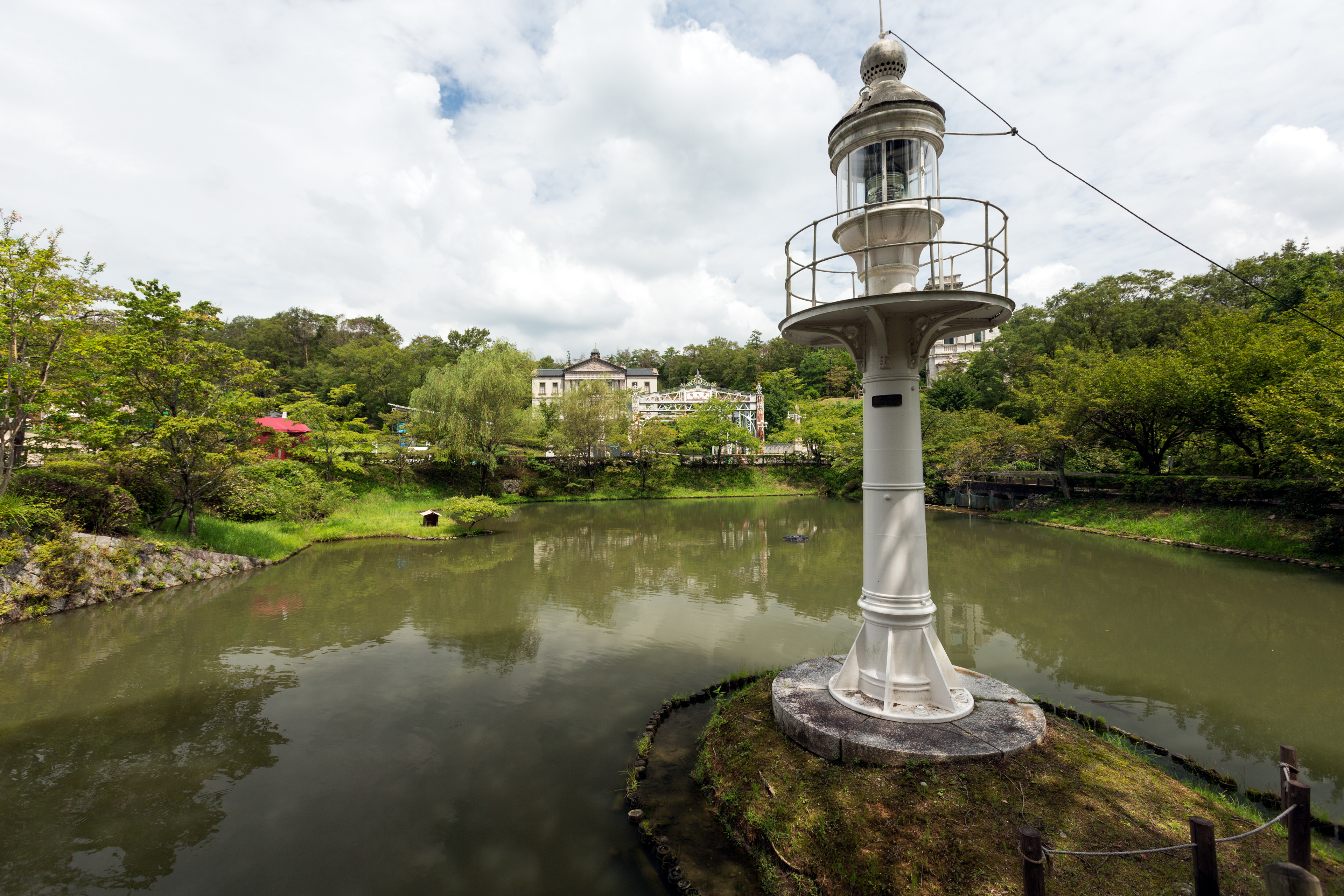
Konasami-jima-Leuchtturm

→ Baujahr: 1904, ursprünglicher Standort: Okimi, Saeki-gun, Präfektur Hiroshima, Standort: Planquadrat 5-53
Am Ausgang der Bucht von Hiroshima hin zur Seto-Inlandsee liegt bei Miyajima die kleine Insel Konasami, auf der 1904 ein Leuchtturm erbaut wurde. Bereits 1873 wurde Hiroshima als Truppenstützpunkt festgelegt, was 1876 durch eine Verordnung für die 5. Division näher bestimmt wurde. 1888 dann zog die Marineakademie von Tokio auf die Insel Eta. Die Einrichtung eines Flottenstützpunktes (鎮守府, chinjufu) und die militärische und industrielle Nutzung der Bucht machten die Region um Hiroshima strategisch bedeutsam. Während des Japanisch-Chinesischen Kriegs 1894–95 wurde das kaiserliche Hauptquartier nach Hiroshima verlegt und der Außenhafen Ujina (宇品港) erwies sich wie dann auch 1904–05 im Russisch-Japanischen Krieg als wichtiger Versorgungshafen. Der Konasami-jima-Leuchtturm wurde etwa zur Zeit des Russisch-Japanischen Krieges in nur drei Monaten erbaut. Um die Bauzeit verkürzen zu können, wurden die Teile des Leuchtturms aus Gusseisen vorgefertigt. Der Leuchtturm bestand aus einer zylindrischen Säule mit lediglich 7 m Höhe. Die Beleuchtung erfolgte mit Acetylengas, erreicht eine Lichtstärke von 60 Candela und war ca. 10 km weit zu sehen.

### Evangelische Kirche japanischer Immigranten in Seattle (シアトル日系福音教会)

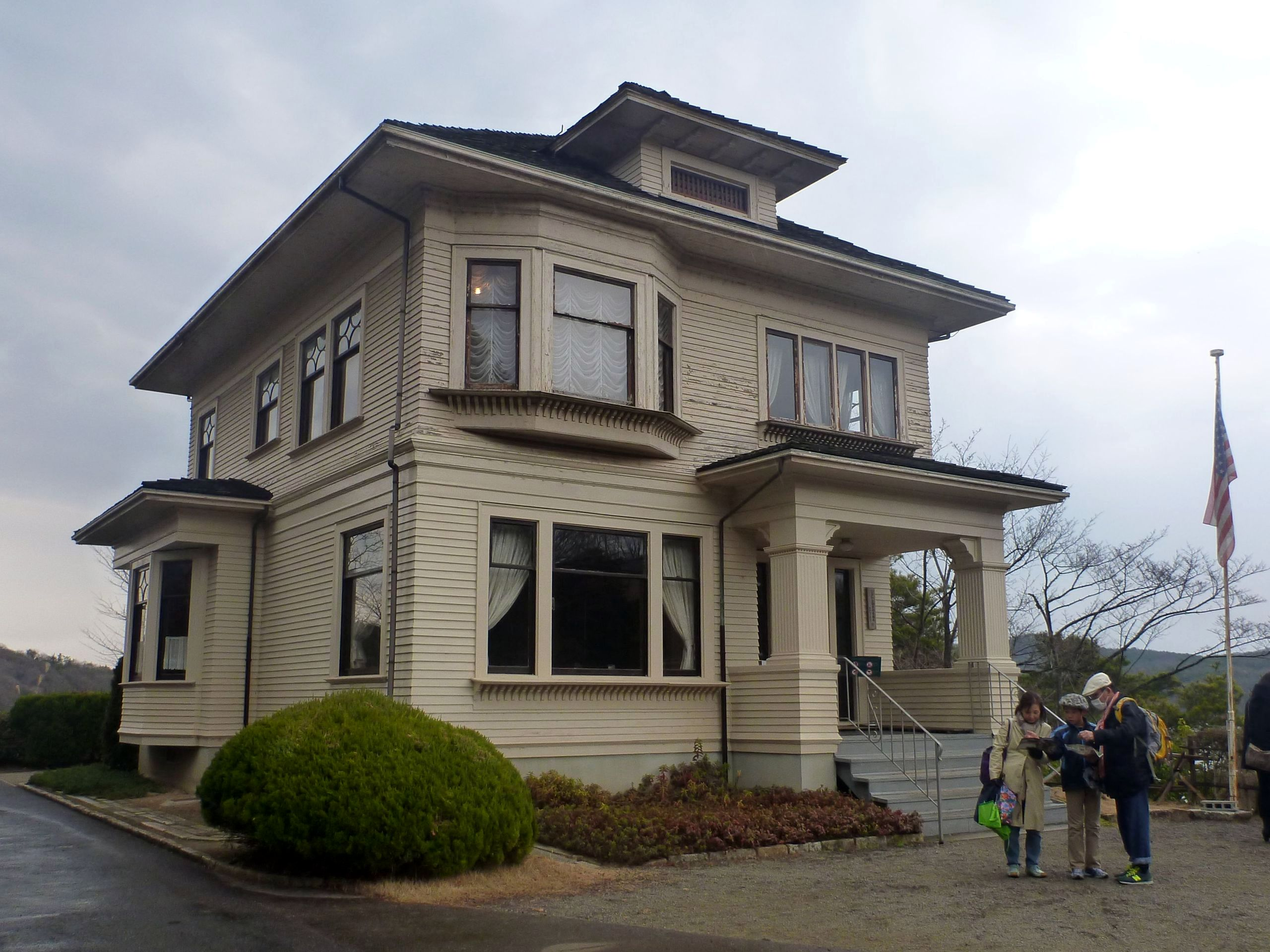
Am heutigen Standort

→ Baujahr: 1907, ursprünglicher Standort: Seattle, US-Bundesstaat Washington, Standort: Planquadrat 4-38
Es heißt, dass 1869 als der Aizu-Wakamatsu Han im Boshin-Krieg besiegt worden war, viele Japaner nach Amerika aussiedelten und in Kalifornien die Wakamatsu-Kolonie gründeten. Diese Unternehmung scheiterte zwar, doch das Angebot und die Nachfrage an Arbeitskräften in Amerika führte dazu, dass die Zahl der japanischen Migranten von der Mitte der Meiji-Zeit an zunahm und dass die Migration nicht zuletzt durch die Eröffnung einer Seeverbindung 1896 nach Seattle vom Ende der Meiji- bis zum Anfang der Taishō-Zeit ihren Höhepunkt erreichte.
Nachdem ein verheerendes Feuer im Juni 1889 große Teile der Innenstadt von Seattle zerstört hatte, konzentrierte man sich beim Wiederaufbau zu Beginn des 20. Jahrhunderts auf die Fischerei und die Forstwirtschaft. Im Zuge dieser Entwicklung wurden neue Wohngebiete angelegt, das bergige Umland urbar gemacht und neu parzelliert. Auch das Gebäude der evangelischen Kirche wurde um 1907 in einem dieser neuen Wohngebiete erbaut. . Die Holzkonstruktion des Hauses wurde als Fertighaus in Massenproduktion hergestellt und kann als Vorreiter für die gegenwärtige Western Frame Konstruktion (Platform-Frame) betrachtet werden. Für den Bau wurde Zedernholz aus der Region verwendet. Nach der Erbauung diente das Haus zunächst als Wohnhaus für Amerikaner. 1930 kam es dann in den Besitz japanischer Immigranten. Es war das erste Gebäude, das die japanischen Immigranten nach jahrelangen Strapazen seit der Übersiedlung besaßen und es wurde während des Zweiten Weltkrieges wieder enteignet. Nach dem Krieg wurde das Gebäude von der ersten Einwanderergeneration als evangelische Kirche benutzt. Mit dem Überaltern und Schrumpfen dieser ersten Generation verlor das Gebäude dann seine Funktion und wurde nach Meiji Mura gebracht.

### Gemeinschaftsräume der Wärter des Gefängnisses Kanazawa (金沢監獄中央看守所・監房)

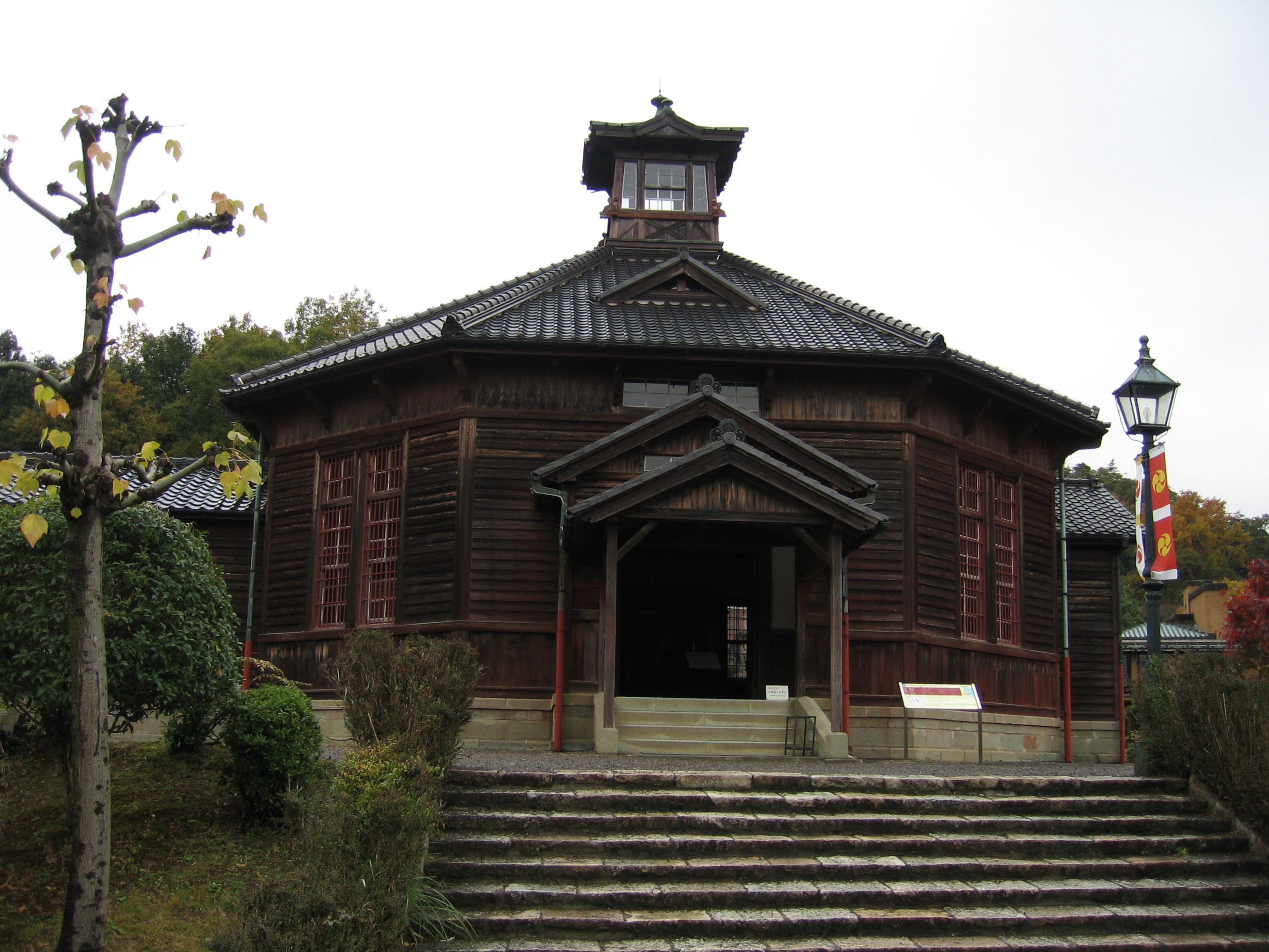
Gemeinschaftsräume der Wärter des Gefängnisses Kanazawa, 1907

→ Baujahr: 1907, ursprünglicher Standort: Kodatsuno in Kanazawa, Präfektur Ishikawa, Standort: Planquadrat 5-62
Das Gefängnis in Kanazawa umfasste eine Vielzahl von Verwaltungs- und Zelltrakten, die im westlichen Stil 1907 mit Nord-Süd-Ausrichtung erbaut wurden. Bei dem achteckigen Gebäude, das heute im Meiji Mura zu sehen ist, handelt es sich um die ehemaligen Gemeinschaftsräume für die Wärter. Das Haus stand im Zentrum des Geländes, nördlich davon lagen die Verwaltungsgebäude, südlich die Zellentrakte. An fünf der acht Stirnseiten des Gebäudes schlossen strahlenförmig angeordnete Gebäude mit Zelltrakten an, die im Uhrzeigersinn von 1 bis 5 durchnummeriert waren. Im Meiji Mura ist neben dem zentralen Oktagon auch das Eingangstor des Gefängnisses und ein Teil des 5. Gebäudes mit den damaligen Zellen zu sehen. Das Gebäude für die Wärter ist aus Holz gefertigt, die Fassade ist mit Schindeln verkleidet und bei den eingebauten Fenstern handelt es sich um vertikale Schiebefenster aus Glas. Auch wenn das Gebäude augenscheinlich eine westlich anmutende Fassade besaß, so waren die Wände doch dreifach ausgeführt. Dem Gebäude kann daher eine Vorbildfunktion in Bezug auf Schallschutz und Wärmedämmung zugesprochen werden. Aus dem Zentrum des Gebäudedachs ragt zudem ein 12 Meter hoher Wachturm hervor.

### Kirche St. John (聖ヨハネ教会堂)

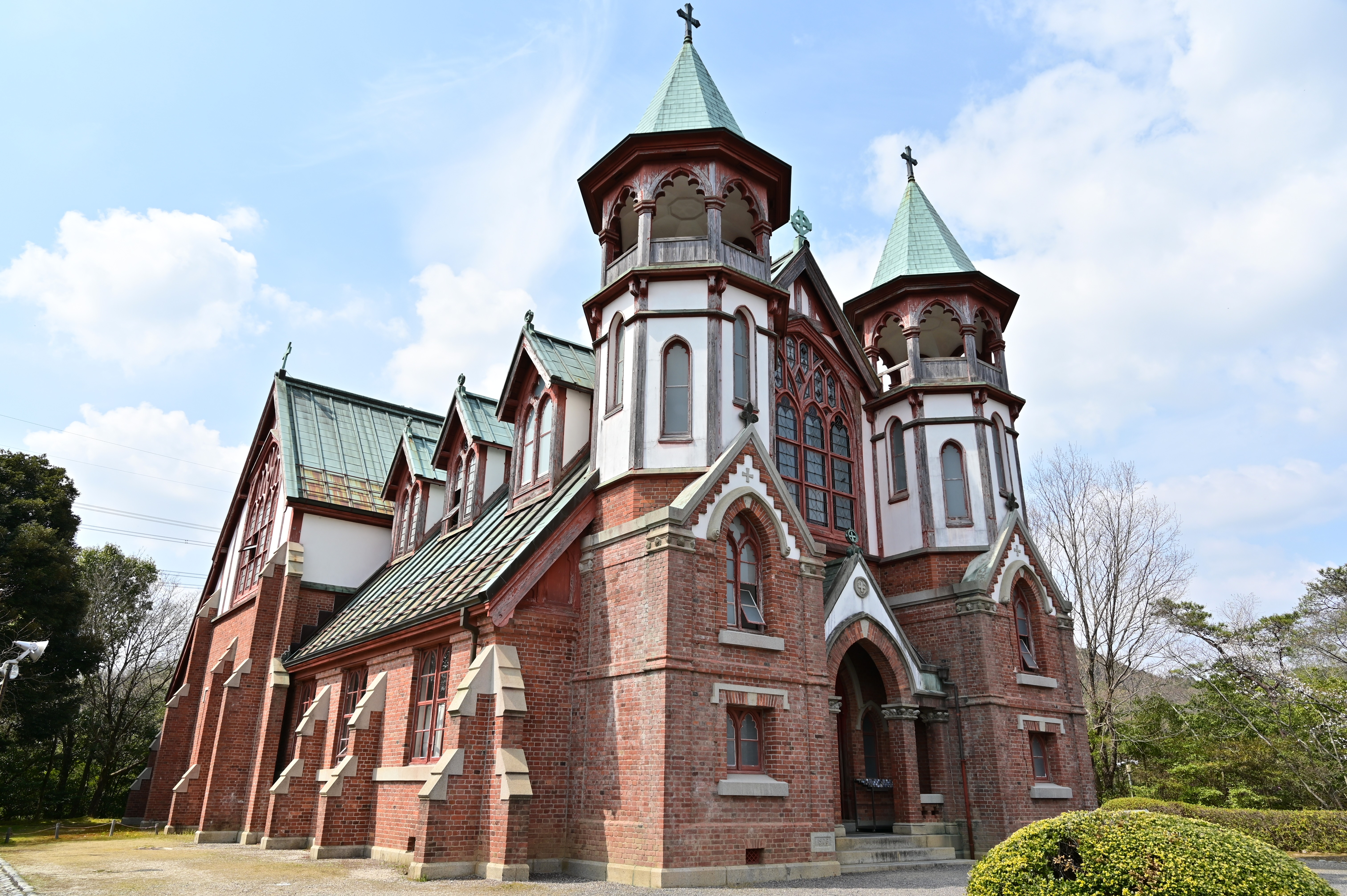
Kirche St. John

→ Baujahr: 1907, ursprünglicher Standort: Nakagyō-ku, Kyōto, Standort: Planquadrat 1-6
Mit der Beendigung der Landesabschließung (Sakoku) im Jahr 1873 wurde auch nach über 200 Jahren das Verbot der christlichen Kirche aufgehoben. In der Folge wurden in vielen Landesteilen auch wieder Kirchen erbaut. Ein davon war die Kirche St. John, die als japanisch-anglikanische Kirche – ein Zweig der protestantischen Kirche – 1907 in Kyōto im Stadtteil Shimogyō errichtet wurde. Die erste Etage wurde als Versammlungsraum, das Erdgeschoss für einen Kindergarten und als Sonntagsschule genutzt. Das Aussehen der Kirche ist geprägt durch eine Mischung aus mittelalterlichen romanischen Grundthemen und Details des gotischen Baustils. Die Frontseite wird dominiert von zwei hohen Spitztürmen, während das Kircheninnere in Kreuzform angelegt ist. Die in der Mitte und in den beiden Spitztürmen verwendeten bogenförmigen Fenster sorgen dafür, dass der Innenraum sehr hell ist. Die Konstruktion trägt den vielen Erdbeben in Japan Rechnung. So ist das Erdgeschoss aus Ziegelsteinen gemauert, die erste Etage eine Holzkonstruktion und das Dach ebenfalls aus Holz, das mit Metall beplankt wurde.
Nach der Landesöffnung kamen nicht nur Missionare, sondern auch Händler und Pädagogen nach Japan. Unter ihnen befand sich auch der Amerikaner James McDonald Gardiner, der die Kirche St. John geplant hat. Gardiner, der an der Harvard-Universität Architektur studiert hatte, kam 1880 nach Japan. Als Schulleiter widmete er sich seiner erzieherischen Mission, als Architekt der Erbauung der Kirche und Schule. Die Kirche St. John wurde 1964 nach Meiji Mura gebracht und im Mai 1965 als wichtiges Kulturgut eingestuft.

### Niederlassung der Yasuda-Bank in Aizu (安田銀行会津支店)
Niederlassung der Yasuda-Bank in Aizu
→ Baujahr: 1907, ursprünglicher Standort: Omachi in Aizu-Wakamatsu, Präfektur Fukushima, Standort: Planquadrat 2-20
Nachdem 1872 die Staatsbankverordnung (国立銀行条例, Kokuritsu ginkō jōretsu) verkündet worden war, eröffnete ein Jahr später die erste Staatsbank in der Kaiunbashi-Straße im Stadtteil Kabutochō in Tokio. Daneben wurden auch private Banken gegründet, so wurde 1876 im Stadtteil Nihombashi-Muromachi die Devisenbank Mitsui-Gruppe als Mitsui-Bank reorganisiert. Diese beiden Neugründungen des Bankgewerbes zeigen eindrücklich die zu Beginn der Meiji-Zeit repräsentative Nachahmung westlicher Gebäude, die sich bis in die Mitte der 1890er Jahre erstreckte und die dann sukzessive erlosch. Als die Erlaubnis zur Einrichtung staatlicher Banken 1879 nach 153 Banken abgebrochen wurde, nahm in der Folge die Gründung privater Banken sprunghaft zu. Auch die Yasuda Bank erhielt 1879 ihre Zulassung und wurde im Jahr darauf eröffnet. Die ersten beiden Filialen entstanden in Utsunomiya in der Präfektur Tochigi, dehnte sich dann in der Tōhoku Region aus und eröffnete 1890 in Aizu-Wakamatsu die Wakamatsu-Filiale. Zu Beginn bediente man sich noch des Speicherhausstils (土蔵造, Dozō-zukuri), doch 1907 errichtete man die Filiale in Wakamatsu dann völlig neu.
Dazu baute man zwar auf der Grundlage des traditionellen Speicherhausstils, doch man entlehnte aus dem westlichen Design Neuerungen; so wurde der Eingangsbereich (Genkan) aus Stein gefertigt, die Front und die rechte Hausseite wurden mit Stein vertäfelt und die Fenster mit dicken Eisengittern versehen. Um das Speicherhaus feuerbeständig zu machen, wurden seit alter Zeit dicke Pfosten und dicke Lehmwände verwendet. Das Gebäude ist ein gutes Beispiel dafür, wie in solchen repräsentativen Meiji-Gebäuden wirksamer Feuerschutz mit westlichem Design verbunden wurde. Zur Schönheit des Gebäudes tragen zudem die Namako-Wände (海鼠壁) an den Gebäudeseiten bei. Mehr noch als das äußere Erscheinungsbild ist das Innere vom westlichen Stil gestaltet. Zunächst springt ins Auge, dass durch zwei Fensterreihen viel Licht in den hohen Geschäftsraum fällt, das durch die weißen Wände reflektiert wird, wodurch der Innenraum außerordentlich erhellt wird. Die vier Stützpfeile, die die Galerie tragen sind mit Riffelungen versehen. Die Theke ist vertäfelt.

### Oguma-Fotostudio aus Takada (高田小熊写真館)

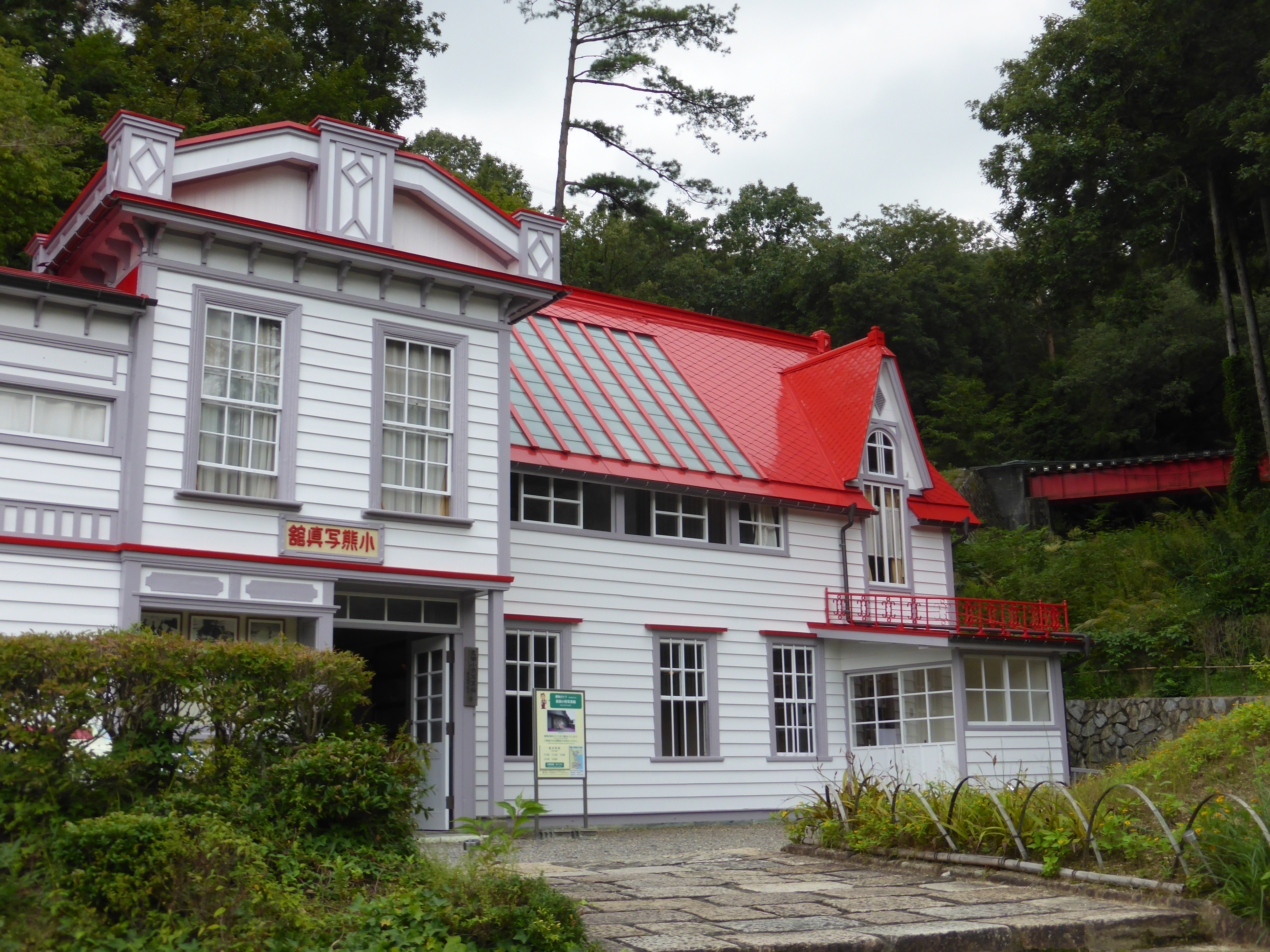
Nordseite des Hauses

→ Baujahr: 1907, ursprünglicher Standort: Honcho in Jōetsu, Präfektur Niigata, Standort: Planquadrat 5-65
Das zweigeschossige Holzhaus wurde um 1908 im Skiort Takada erbaut, der östliche Anbau stammt allerdings aus der Taisho-Zeit. Es beherbergte das Fotostudio Oguma, in dem viele Aufnahmen des 58. Infanterie-Regiments der japanischen Armee entstanden, das dereinst im Ort stationiert war.
1982 wurde es nach Meiji Mura transportiert und mit Ausnahme des Anbaus wieder in den Originalzustand versetzt. Das Gebäude ist ganz auf seine vorherige Funktion zugeschnitten. In der unteren Etage waren die familiären Räume des Besitzers untergebracht wie auch zwei Retuschierräume. Über eine kleine Treppe gelangte man vom Eingangsbereich in die zweite Etage, die ganz dem Fotoatelier und einem Ankleideraum vorbehalten war. Vom Atelier führte eine weitere Treppe zu der unter ihr gelegenen Dunkelkammer. Das mit Schindeln gedeckte Dach hat in der Nordseite ein großes Oberlicht, so dass das Atelier tagsüber über ausreichend natürliches Licht verfügen konnte. Im Haus sind Fotografien des Studios ausgestellt sowie die um 1908 übliche Möblierung und fotografische Ausrüstung.

### Schilderhaus des Akasaka-Palasts (赤坂離宮正門哨舎)

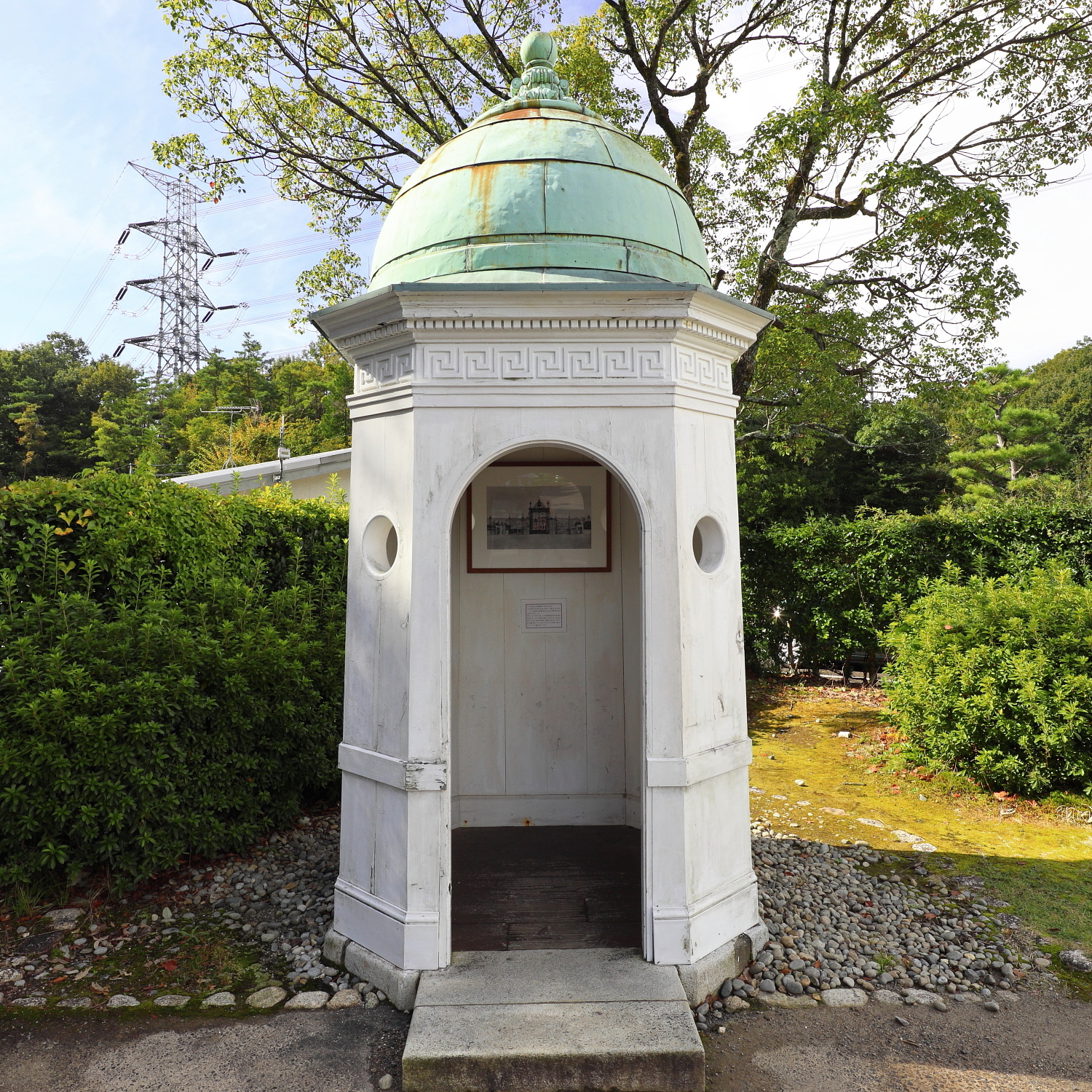
Schilderhaus des Akasaka-Palasts

→ Baujahr: 1908, ursprünglicher Standort: Moto-Akasaka in Minato, Präfektur Tokio, Standort: Planquadrat 1-5
Die glockenförmige Dachkuppel des Schilderhauses ist mit Schindel gedeckt und mit Kupferblech beschlagen. Mit seinen weiß getünchten Wänden stand das entzückende Wachhäuschen zusammen mit drei weiteren, im Grundriss rechteckigen Schilderhäuschen links und rechts des Haupttores zum Akasaka-Palast, je zwei an der Außen- und zwei auf der Innenseite des Geländes. Der Akasaka-Palast, der heute für den Empfang von Staatsgästen genutzt wird, ist 1909 als Palast des Kronprinzen fertiggestellt worden. Die Fassade des Palastes und die ausladende Gartenanlage, die sich bis zum Haupttor erstreckt, sind wunderbare Beispiele westlicher Bauweise in der Meiji-Zeit. Der ursprünglich vom Kishū-Zweig der Tokugawa-Familie als Daimyō-Residenz 1872 errichtete Akasaka-Palast war 1888 ein Raub der Flammen geworden, sodass es bis zum Neubau keinen kaiserlichen Palast gab. Die Planung des Neubaus, der als Residenz für den Kronprinz gedacht war, begann Ende 1887. Mit der Planung betraut wurde Katayama Tōkuma, der nach seiner Ausbildung vom englischen Architekten Josiah Conder unterrichtet und als bester Absolvent von vieren ausgewählt worden war. Bevor Katayama Architekt des kaiserlichen Hofs wurde, war er für das kaiserliche Bauamt (内匠寮) bereits mit dem Bau der kaiserlichen Museen zu Nara und Kyoto betraut worden. Katayama reiste während der Planungsphase mehrfach nach Europa und interessierte sich insbesondere für das Schloss Versailles und den Louvre, die seinen Plänen als Vorbild zugrunde liegen.

### Überdachter Eingang der Fachhochschule für Religion (宗教大学車寄)
→ Baujahr: 1908, ursprünglicher Standort: Nishisugamo in Toshima, Präfektur Tokio, Standort: Planquadrat 3-33
Was wie ein kleiner Pavillon wirkt, war ursprünglich die Überdachung des Haupteingangs der privaten Fachhochschule für Religion, die 1908 in Toshima, heute ein Stadtbezirk von Tokio erbaut wurde. Das Gebäude selbst war ein zweigeschossiges Holzgebäude mit einer Aula im Zentrum und Klassenzimmern, die sich rechts und links davon anreihten. Die ca. 6,9 m hohe Überdachung stand direkt vor dem Haupteingang des barocken Schulgebäudes. Das Mauerwerk des Fundamentes war aus Granit gefertigt. Das Gebäude diente auch noch nachdem die Schule 1926 in „Taishō-Hochschule“ umbenannt worden war, lange als Schulgebäude, in dem etwa Shiio Benkyō lehrte. 1968, dem Jahr, in dem die Erhaltung des Imperial Hotel die Aufmerksamkeit auf sich zog, verschwand die Fachhochschule spurlos, sodass heut nur noch die Überdachung des Eingangsbereichs in Meiji Mura an sie erinnert.

### Dienstwohnung des Schuldirektors der Gakushūin-Schule (学習院長官舎)

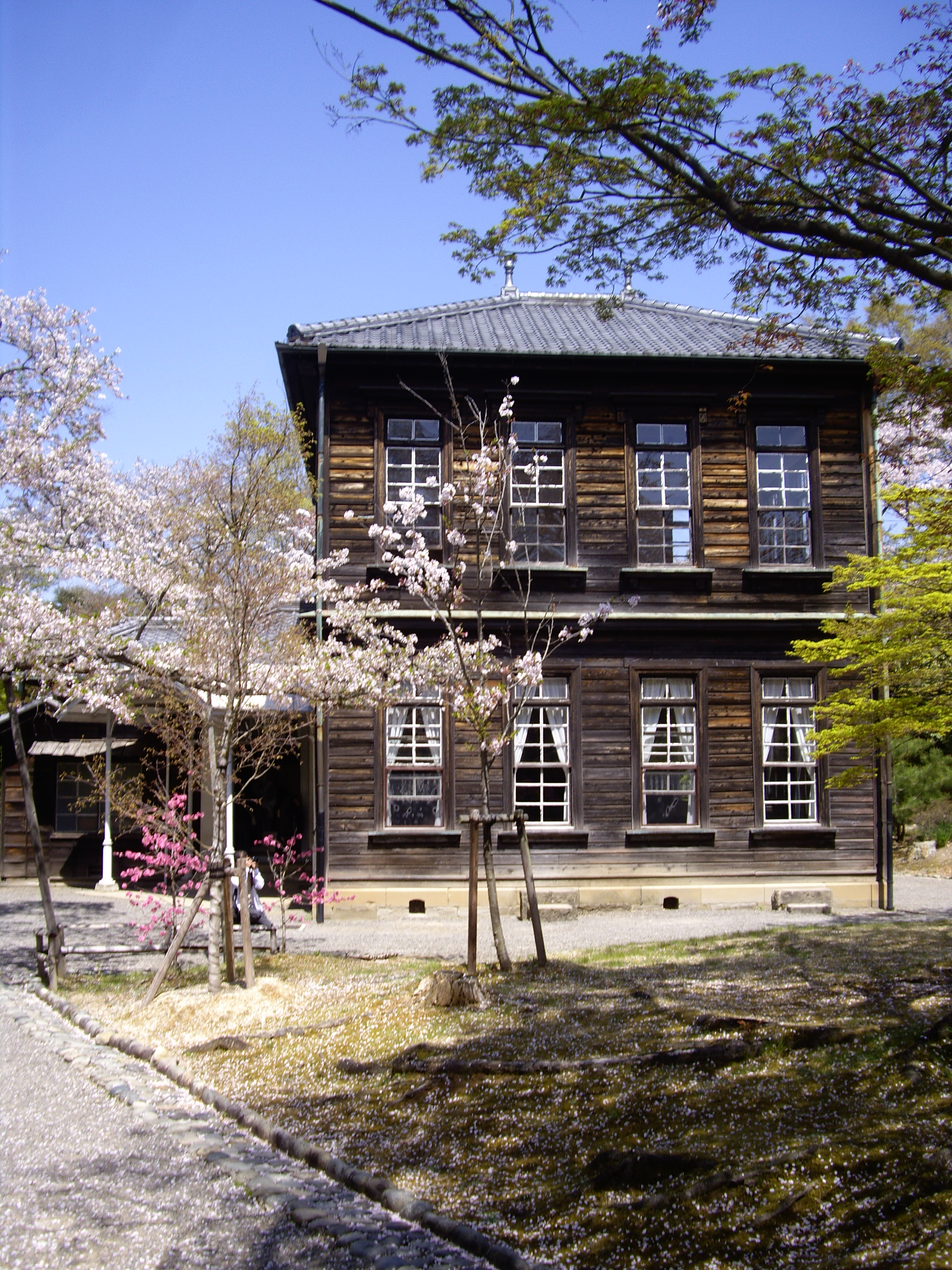
Dienstwohnung des Schuldirektors der Gakushūin-Schule

→ Baujahr: 1909, ursprünglicher Standort: Mejiro in Toshima, Präfektur Tokio, Standort: Planquadrat 1-7
Die Bauarbeiten für das Gebäude begannen 1909. Zu diesem Zeitpunkt war Nogi Maresuke der Direktor der Gakushūin, der Schule für die kaiserliche Familie und dem japanischen Adel. Das Gebäude diente zunächst als Empfangshalle für Gäste, später wurde es in die Dienstwohnung des Direktors verwandelt. Besonders an dem Bau ist seine Zweiteilung in einen in japanischem und einen in westlichem Stil gehaltenen Flügel. Zugang für beide Gebäudeteile bildet ein überdachter Eingang aus Eisen.

### Haupteingang der 8. Oberschule (第八高等学校正門)
→ Baujahr: 1909, ursprünglicher Standort: Mizuho-chō, Mizuho in Nagoya, Präfektur Aichi, Standort: Planquadrat 1-1
Das Haupttor der ehemaligen Oberschule dient heute als Eingangstor zum Meiji-Mura-Themenpark. Die Schule wurde 1908 im ehemaligen Schulgebäude der ersten Mittelschule der Präfektur Aichi gegründet und zog 1909 in den neuen Campus mit dem neu erbauten Eingangstor um. Die vier gemauerten Torpfosten wurden nach westlichem Vorbild aus roten Ziegeln und weißem Granit gefertigt. Sie tragen ein zweiflügeliges Haupttor und zwei einflügelige Nebentore aus Eisen. Den geschichtlichen Hintergrund bildet die Reformation des Bildungssystems. Zu Beginn der Meiji-Zeit 1872 wurde von Kultusminister Mori Arinori, aus Satsuma stammend und Mitglied des „Klankabinetts“, die Reformation des japanischen Bildungssystems eingeleitet. Neben diesem Tor der 8. Oberschule wurden in der Meiji-Zeit 2 weitere gusseiserne Tore hergestellt und später zum wichtigen Kulturgut erklärt. Dabei handelt es sich um das Eingangstor der Gakushūin-Schule (1875), dem Vorläufer der gleichnamigen Universität und um das 1876 angefertigte Tor für den Tempel Myōhō-ji im Tōkyōter Stadtteil Suginami.

### Postamt Ujiyamada (宇治山田郵便局)

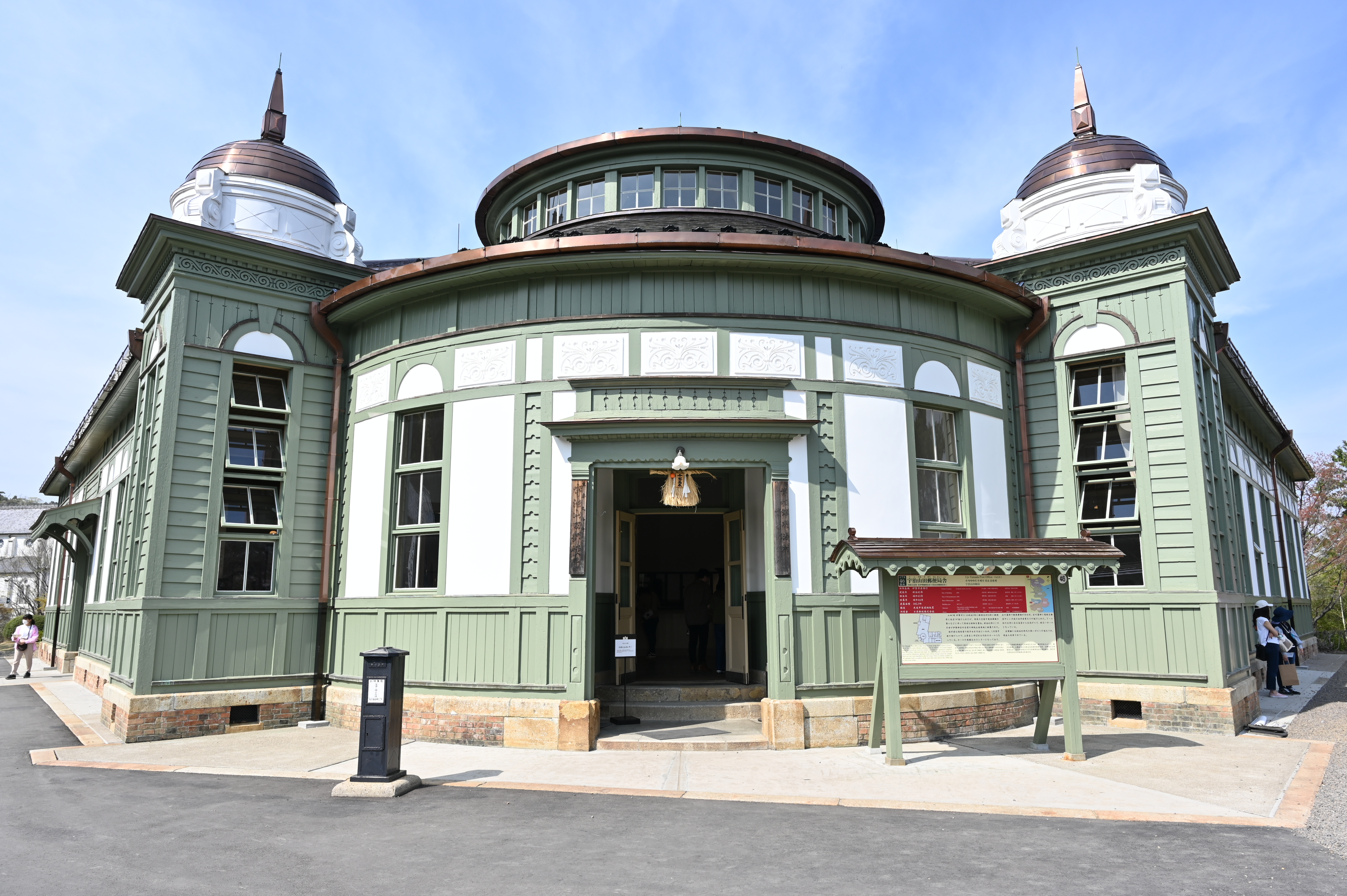
Postamt Ujiyamada

→ Baujahr: 1909, ursprünglicher Standort: Toyokawa-chō in Ise, Präfektur Mie, Standort: Planquadrat 4-46
1870 wurde vom Großen Staatsrat (太政官, Da[i]jō-kan) der Meiji-Regierung die Einrichtung des Postwesens bekanntgegeben. In den folgenden 4 Jahren entstanden die ersten Verordnungen und an der Edo-Brücke (江戸橋, Edo-bashi) in Tōkyō wurde das erste Postamt gebaut. In der Folge wurden im ganzen Land Postämter errichtet; so entstand auch, weniger als 5 Jahre nach dem Bau des ersten Postamtes, in Ujiyamada (seit 1955 Ise) ein kleines Postamt mit einer Fläche von nur 4 Tsubo (ca. 13,2 m²). Das Postwesen als Zeichen eines modernen Staates entwickelte sich schnell und wurde bald um Telegrafie und Telefonie erweitert. 1909 errichtete man für das Postamt von Ujiyamada an einer Straßenecke in der Nähe des Toyouke-Daijingū-Schreins nach den Plänen eines Ingenieurs des Kommunikationsministeriums (逓信省, Teishin-shō) ein neues Gebäude. Das Zentrum des einstöckigen Holzgebäudes bildet eine Rotunde, deren kegelförmiges Dach mit Kupferblech gedeckt war. die beiden Flügel zur linken und rechten Seite erhielten ein Walmdach. Die Fassade zieren rechts und links 2 kleine turmartige Gebäudeteile mit kuppelförmigem Dach. Die Fassade ist als Fachwerk ausgeführt, für den Verputz der Wände wurden Mörtel und Holzschindeln verwendet. Die Ranma (欄間) ist mit Stuck verziert. Die Fenster sind als Dreh-Fenster ausgeführt. Der Publikumsbereich des runden Hauptgebäudes ist eingefasst von ebenfalls kreisrund angeordneten Schaltern. Der Raum wurde beleuchtet von einem tulpenförmigen Kronleuchter, der an der Decke hing. Das Postamt von Ujyamada wurde im Mai 1999 als wichtiges Kulturgut eingestuft. Das Postamt wird gegenwärtig wie ein reguläres Postamt betrieben, nur dass der Zutritt kostenpflichtig ist, da es im Freilichtmuseum steht und der Besuch des Museums eine Eintrittsgebühr erfordert.

### Badehaus Azumayu in Handa (半田東湯)
→ Baujahr: 1910, ursprünglicher Standort: Kamezaki-chō in Handa, Präfektur Aichi, Standort: Planquadrat 4-50
Das zweistöckige Badehaus Azumayu wurde im ersten Jahrzehnt des 20. Jahrhunderts in Kamesaki einem Stadtteil von Handa, einer an der Spitze der Chita-Halbinsel und der Mikawa-Bucht gegenüberliegenden Hafenstadt errichtet. Das öffentliche Badehaus war trotz seiner nur drei Ken (ca. 5,5 m) breiten Front das Schmuckstück der kleinen Stadt. Das Holzhaus, das etwa ein halbes Jahrhundert als Badehaus diente, verfügt über zwei durch ein Vordach geschützte Eingänge, links der für Männer und rechts der für Frauen. Im Untergeschoss befinden sich daher auch zwei Umkleideräume und zwei Badestellen, die jedoch Verbindungstüren besitzen. Vom Umkleideraum der Männer führt eine Treppe zur ersten Etage, die sich allerdings nicht über die ganze Etage erstreckt, sondern nur so groß ist wie die beiden darunterliegenden Umkleideräume. Zu dem sich hier befindlichen Salon hatten dereinst nur Männer Zutritt. Es besitzt ein Giebeldach und die für Japan typische Vertäfelung der Außenwände mit Holzschindeln. Die Fenster und Türen des Erdgeschosses waren mit Glasfenstern versehen, während die in der ersten Etage mit Papier bespannt waren. Das Bauwerk steht seit 1980 in Meiji Mura. Für Museumsbesucher ist nur das Erdgeschoss zugänglich. Mit seiner Front und dem Platz für den Aufseher (番台, bandai) eines öffentlichen Badehauses vermittelt es einen Eindruck von der alten Badekultur der Meiji-Zeit.

### Barbier Kinotoko (本郷喜之床)

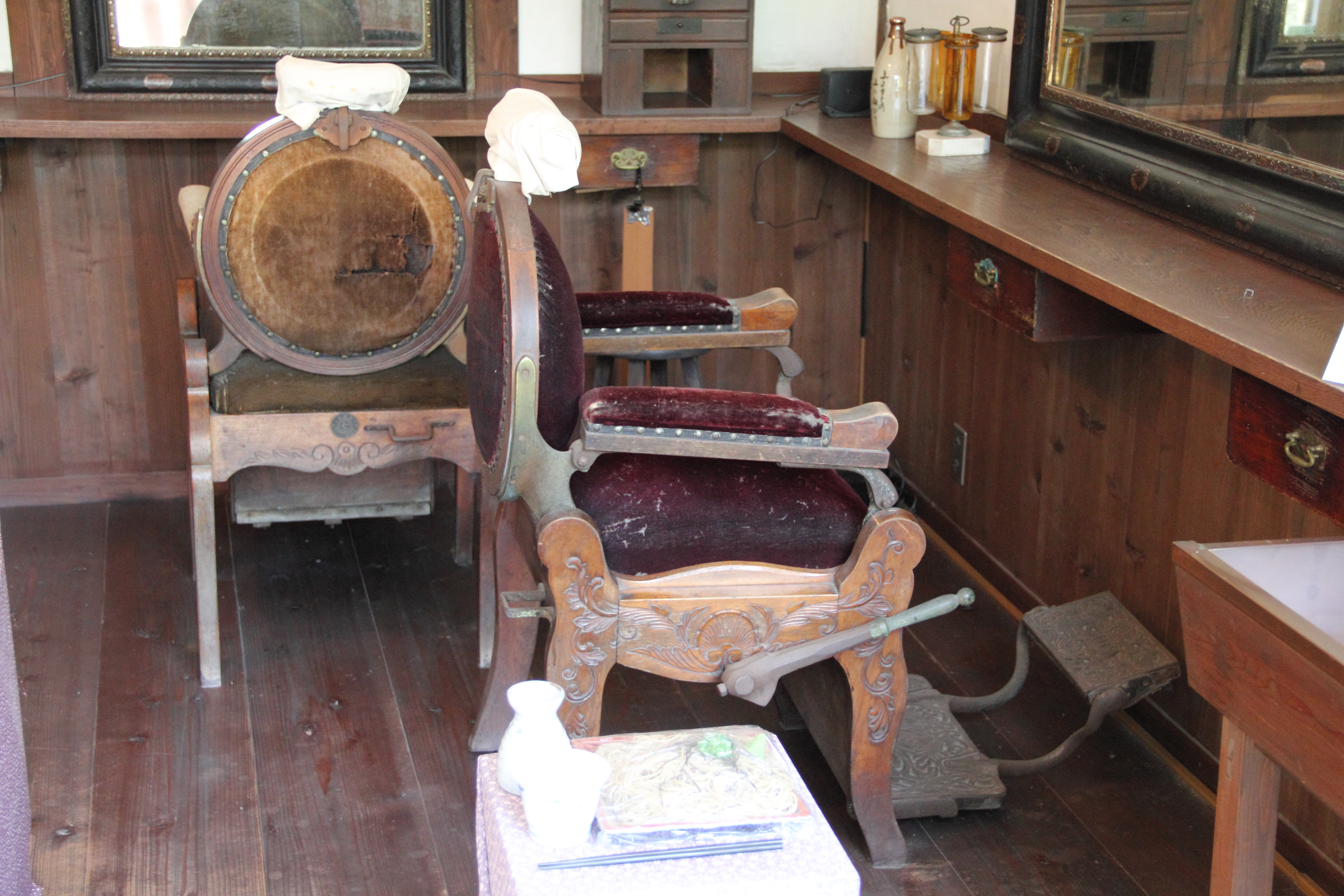
Inneneinrichtung des Barbiers „Kinotoko“

→ Baujahr: 1910, ursprünglicher Standort: Hongō in Bunkyō, Präfektur Tokio, Standort: Planquadrat 4-47
In dem von der Familie Arai in Tokyo erbauten, zweigeschossigen Holzhaus befand sich das Barbiergeschäft Kinotoko. Das Erdgeschoss diente als Geschäftsraum, wobei die gläserne Front zum Errichtungszeitraum um 1910 in Tokio noch ein Novum war. Die erste Etage, in der sich zwei Zimmer befanden, diente als Wohnraum. Hier lebte der Dichter Takuboku Ishikawa, dem die Wohnung von seinem Freund, dem in Hakodate lebenden Dichter Miyazaki Ikuu (1885–1962) für zwei Jahre, vom 16. Juni 1909 bis 1911, überlassen worden war, mit seiner Mutter, seiner Frau Setsuko und seiner Tochter Kyōko. In dieser Zeit ging Takuboku seiner schriftstellerischen Tätigkeit nach und arbeitete zugleich als Lektor für die Asahi Shimbun in Tokio. Im Oktober 1910 wurde hier Takubokus Sohn Shin’ichi geboren, der jedoch verstarb. Im Dezember desselben Jahres erschien seine erste Gedichtsammlung „Eine Hand voll Sand“ (一握の砂, Ichiaku no suna), die ihn unsterblich machen sollte. Die Jahre 1910 und 1911, die auch die Jahre der Hochverratsaffäre waren, beeinflussten Takubokus Anschauung nachhaltig. In dieser Zeit erkrankten er, seine Mutter und seine Frau zudem an Tuberkulose. Da die Krankheit das Treppensteigen qualvoll machte, zog er am 7. August 1911 mit seiner Familie nach Koishikawa um, wo am 3. März 1912 Takubokus Mutter verstarb. Takuboku folgte seiner Mutter im jugendlichen Alter von 27 Jahren am 13. April 1912. Die Inneneinrichtung des Geschäfts stammt allerdings von einem Barbier namens Nyumura aus Jōetsu. Das Gebäude befindet sich seit 1980 im Museumspark.

### Eingangshalle der Blindenschule in Tōkyō (東京盲学校車寄)
→ Baujahr: 1910, ursprünglicher Standort: Mejirodai in Bunkyō, Präfektur Tokio, Standort: Planquadrat 1-10
In seinem Buch die „Verhältnisse im Westen“ (西洋事情, Seiyō jijō) beschrieb Fukuzawa Yukichi 1866 die Situation Blinder und Taubstummer im Westen und mithin die Praxis sie mittels Blindenschrift zu unterrichten. Der Beginn des Unterrichts für Blinde in Japan fällt etwa in das Jahr 1873, doch war der Unterricht jener Zeit noch nicht systematisiert. 1880 baute man in Tetsukiji, im Tokioter Stadtbezirk Chūō eine private Behindertenschule, die mit einer ersten richtigen Behindertenbildung begann. Später wurde die Schule in eine staatliche Schule umgewandelt und kurze Zeit danach mit dem Ziel einer einheitlichen Behindertenbildung als Schule für Taubstumme und Blinde fortgeführt, doch 1908 dann errichtete man in Zōshigaya (雑司ヶ谷) im alten Stadtteil Koishikawa (heute: Bunkyō) die „Blindenschule Tokio“, um Blinde und Taubstumme getrennt zu unterrichten. Das Hauptgebäude dieser Blindenschule wurde im Juni 1910 fertiggestellt.
Das Hauptgebäude war ein zweigeschossiger Monumentalbau mit einer Front von 62 m Länge aus deren Wandtäfelung die senkrechten und waagerechten Pfeiler und Querbalken als ein für das Ende der Meiji-Zeit charakteristisches Fachwerk hervortraten. Als das Hauptgebäude 1967 abgerissen wurde, wurde lediglich die Überdachung des Eingangs, in dem sich der Stil des Hauptgebäudes manifestiert, in Mejii-Mura in der Funktion eines Gartenpavillons erhalten.

### Eingangstor des Kanazawa-Gefängnisses (金沢監獄正門)

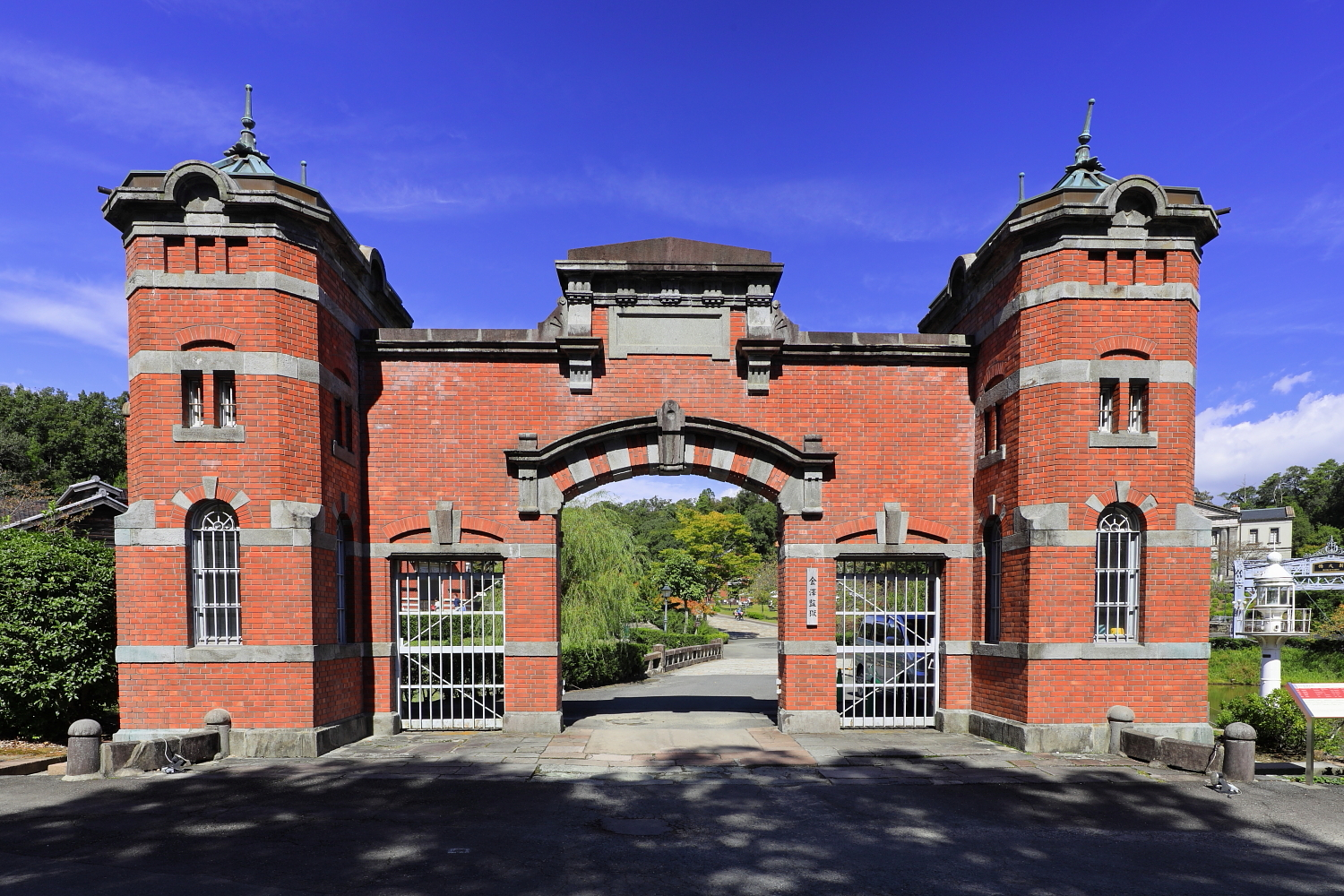
Eingangstor des Kanazawa-Gefängnisses

→ Baujahr: 1910, ursprünglicher Standort: Kodatsuno in Kanazawa, Präfektur Ishikawa, Standort: Planquadrat 5-52
1872 veröffentlichte der japanische Staatsrat (Daijō-kan) ein Schema für die Rechtsvereinheitlichung des Strafvollzugs. Diese Richtlinie war wegweisend für ein modernes Strafvollzugssystem und darüber hinaus für den Bau westlicher Vollzugsanstalten mit strahlenförmig angeordneten Gefängniszellen. Diese Bemühungen, die auf den französischen Code civil Napoleons zurückgreifen, mündeten in den 1880er Jahren in einem Strafgesetz (1880) und einem Gefängnisgesetz (1881). Eines der ersten Gefängnisse neuen Typs, das mit Shūjikan (集治監) bezeichnet wurde und dass u. a. der Internierung von Langzeit- und Abschiebehäftlingen diente, war das 1879 erbaute Miyagi-Shūjikan. 1907 dann wurde auch in Kodatsuno, Kanazawa ein Gefängnis mit einer Fläche von 250 m in Nord-Süd und 190 m in Ost-West errichtet, das von einer hohen Ziegelsteinmauer umgeben war und dass nach Westen ein unverwechselbares Tor besaß. Dieses interessante Tor, das damals ausgestattet wurde mit gürtelförmig umlaufenden Klinkern, die Mode waren im westlichen Baustil, dient heute als Haupttor des Museums. Es besitzt auf beiden Seiten zudem je einen kleinen Beobachtungsturm mit kleinen Fenstern, die mit Eisenstäben bewehrt sind.

### Kabinettsbibliothek (内閣文庫)

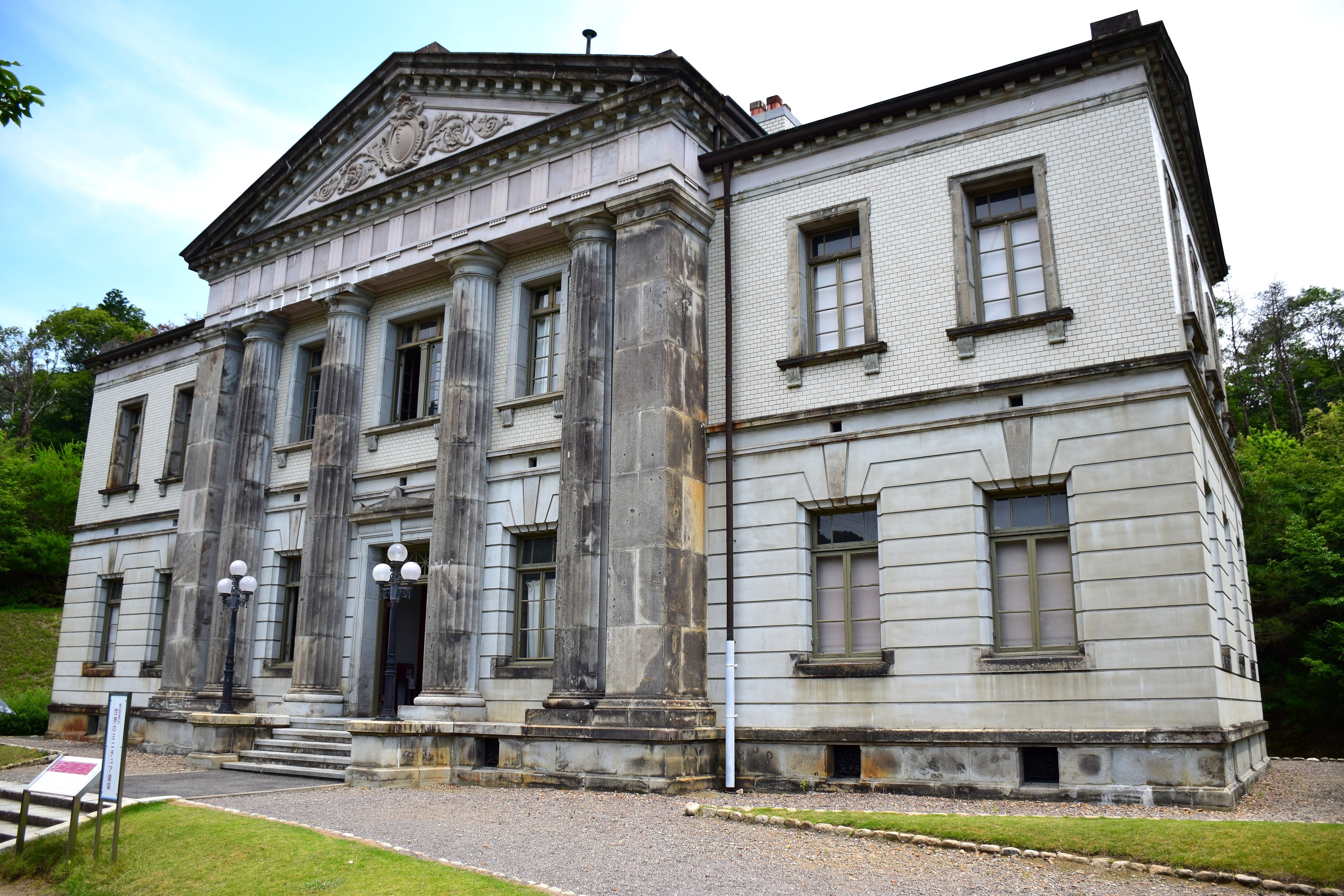
Kabinettsbibliothek

→ Baujahr: 1911, ursprünglicher Standort: Chiyoda im Bezirk Chiyoda, Präfektur Tokio, Standort: Planquadrat 5-59
Die Kabinettsbibliothek wurde 1873 auf kaiserlichem Gelände im Tokioter Stadtteil Akasaka als Zentralbibliothek der Meiji-Regierung erbaut. Zeitgleich mit der Begründung des japanischen Kabinetts als System der japanischen Zentralregierung wurde 1890 die Kabinettsbibliothek umbenannt. Bis zur Einrichtung eines öffentlichen Archivs 1971 wurden die darin befindlichen Dokumente vor allem und ausgiebig von Forschern verwendet.
Diese Sammlung ist der Grundstock der Momiji-yama-Bibliothek (紅葉山文庫, Momiji-yama Bunko), die als Herzstück der Aufzeichnungen über das Tokugawa Bakufu, die vom Shōheizaka Gakumonjo (昌平坂学問所) gesammelten Dokumente, wie japanisch-chinesische Publikationen und Urkunden, umfasst. Darüber hinaus wurde die Sammlung in während der Meiji-Regierung um alte Dokumente, Urkunden und westliche Publikationen erweitert und um Kostbarkeiten der japanischen Kultur aus der Zeit des Mittelalters bis in die Moderne hinein, sowie um Kostbarkeiten der chinesischen Kultur aus der Ming- und Qing-Dynastie ergänzt.
Das Gebäude war das Hauptgebäude der Verwaltungsgebäude der Kabinettsbibliothek auf der 1911 neu erbauten kaiserlichen Sommerresidenz. Das Gebäude ist im Renaissance Stil und wie aus dem Lehrbuch aus Backsteinen der Meiji-Zeit erbaut. Insbesondere das Zentrum der Fassade mit 4 über 7 m hohen Säulen und 2 eckigen Pfeilern, auf denen ein riesiger Dreiecksgiebel ruht, erinnert an den griechisch-römischen Baustil.

### Villa von Shibakawa Mataemon (芝川又右衛門邸)

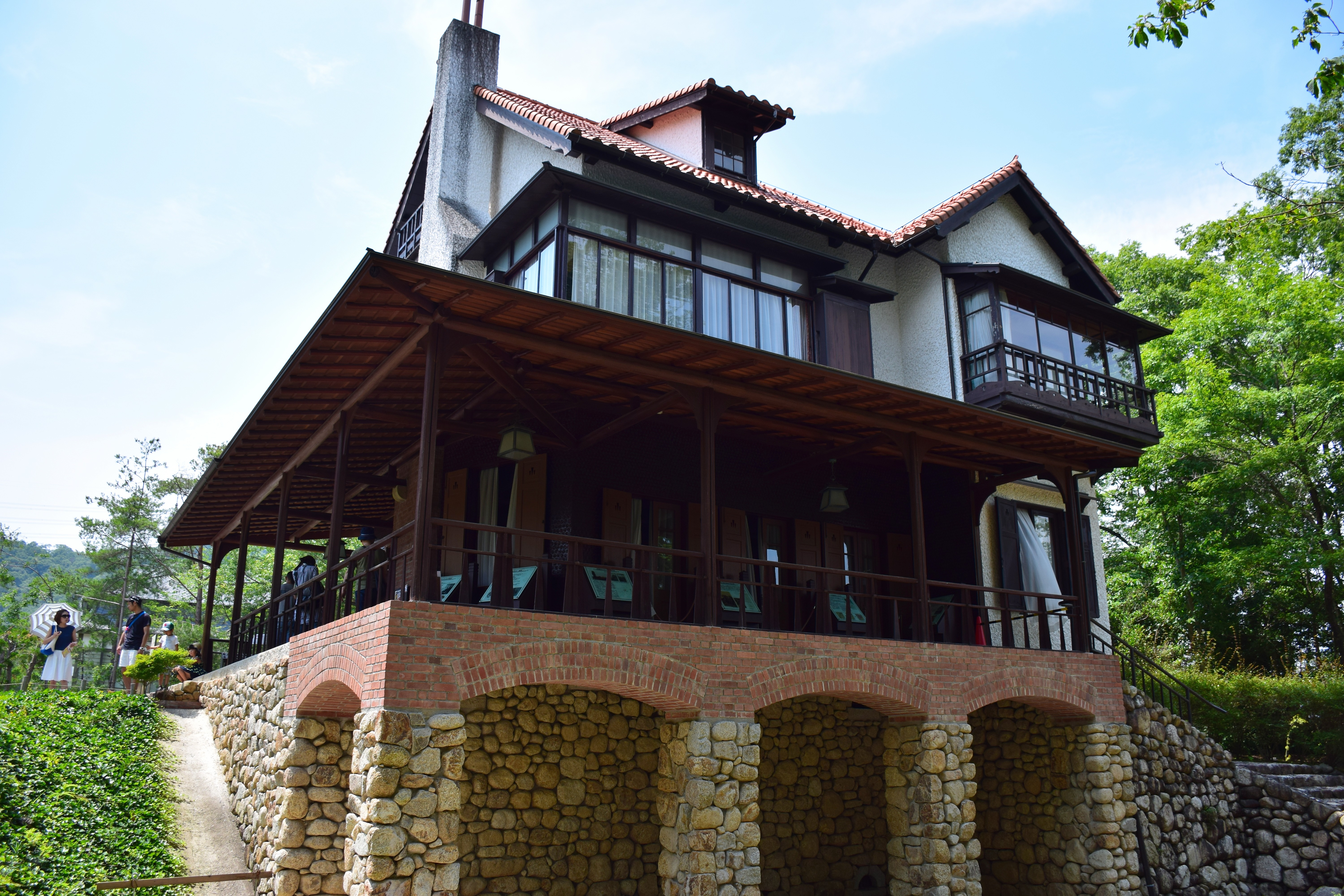
Die Villa in Meiji Mura 2013

→ Baujahr: 1911, ursprünglicher Standort: Nishinomiya, Präfektur Hyōgo, Standort: Planquadrat 3-68
Die Villa von Shibakawa Mataemon wurde an einer Anhöhe gebaut, wodurch das zweigeschossige Gebäude auf der einen Seite über einen Bogengang verfügt. Sie stand ursprünglich in Nishinomiya und wurde 1911 auf Grundlage von Plänen Goichi Takedas (1872–1938), der in Europa studiert hatte und den Fachbereich Architektur an der Kaiserlichen Universität Kyōto begründete, im Jugendstil fertiggestellt. Seitdem wurde das Haus bis 1928 mehrfach erweitert und umgebaut. Der Unternehmer Mataemon Shibakawa (1853–1938), der als Importeur mit seinem Kaufhaus „Mukadeya“ (百足屋) im Stadtteil Fushimi in Osaka neben den Familien Mitsui und Sumitomo zu den einflussreichsten Familien gehörte, ließ die Villa als Wochenendhaus in seinem Obstgarten Kōtō-en (甲東園) errichten. Die 1921 eröffnete Saihō-Linie der Hanshin-Schnellbahn (heute: Hankyū-Imazu-Linie (阪急今津線)) führte direkt am Grundstück entlang, sodass Mataemon dem Betreiber Hankyū bat in unmittelbarer Nähe zum Wochenendhaus die Haltestelle Kōtō-en einzurichten und ihm zehntausend Tsubo Land und die Übernahme der Kosten anbot. Zum Gebäude gehörten ein Teehaus sowie der entsprechende Garten. Der Stil der Villa ist eklektizistisch, d. h., er vermischt japanische Baustile, wie den Sukiya-Stil, mit westlichen.

## Gebäude und Objekte der Taishō-Zeit (1912–1926)

### Brücke Shin-Ōhashi (隅田川新大橋)

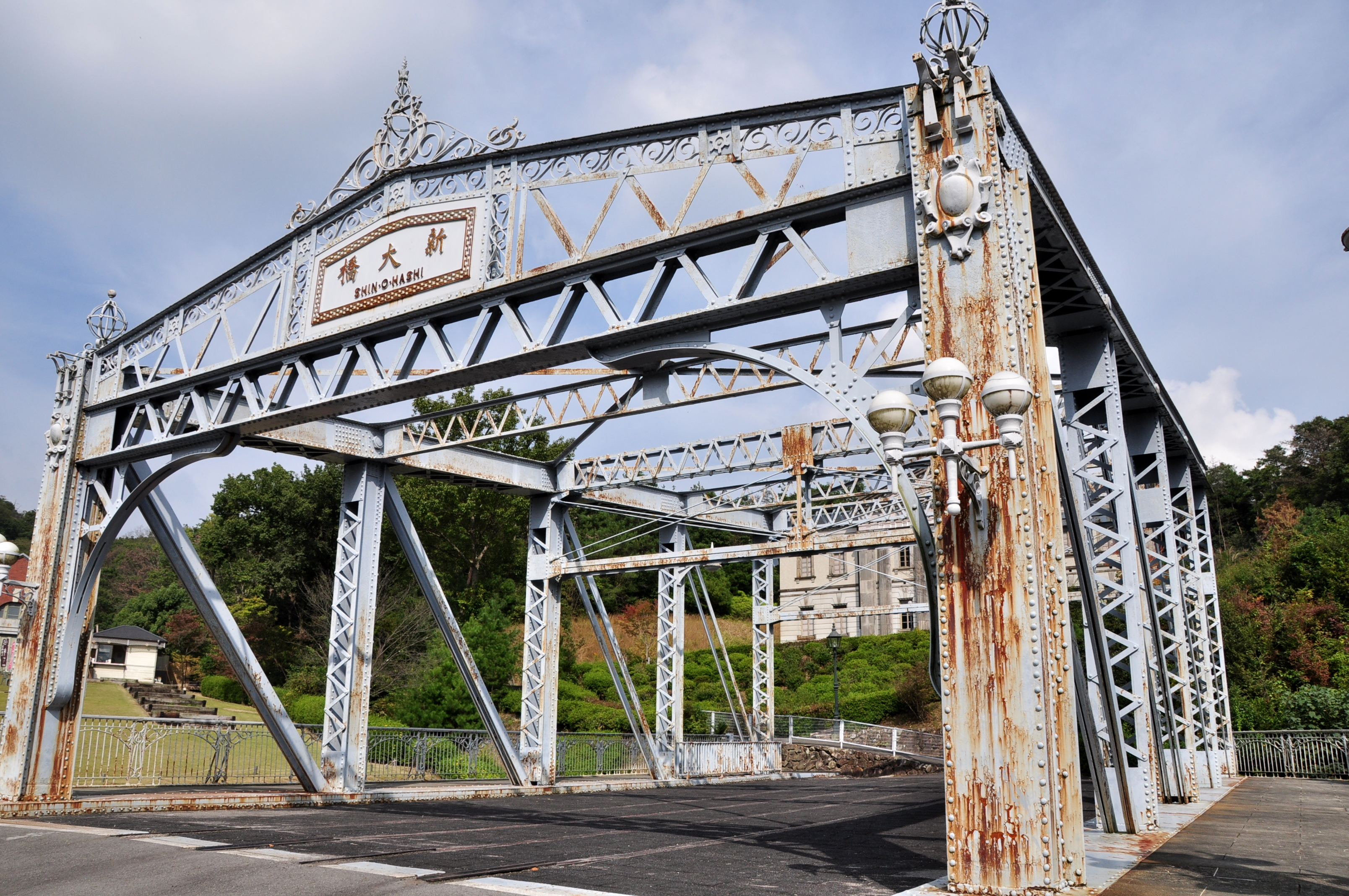
Shin-Ōhashi Brücke heute in Meiji Mura

→ Baujahr: 1912, ursprünglicher Standort: zwischen Hama-chō, Chūō und Kōtō, Präfektur Tokio, Standort: Planquadrat 5-55
Unter den alten und berühmten Eisenbrücken Japans, die als Eisenbahnbrücken dienten, ist zunächst die weiter oben beschriebene Rokugogawa-Eisenbrücke im Verlauf der Tōkaidō-Hauptlinie zu nennen. Es folgt die 1878 erbaute Brücke Danjō-bashi (heute: Hachiman-Brücke), die im alten Tokioter Stadtteil Kyōbashi-ku den Momiji-gawa (楓川) überspannte und die als wichtiges Kulturgut designiert ist. Zuletzt folgen die „Fünf großen Brücken“ des Stadtbezirks Chūō-ku über den Fluss Sumida: die Azuma-Brücke (吾妻橋, ~bashi), die Umaya-Brücke (厩橋, ~bashi), die Ryōgoku-Brücke (両国橋, ~bashi), die Eitai-Brücke (永代橋, ~bashi) und die Brücke Shin-Ōhashi.

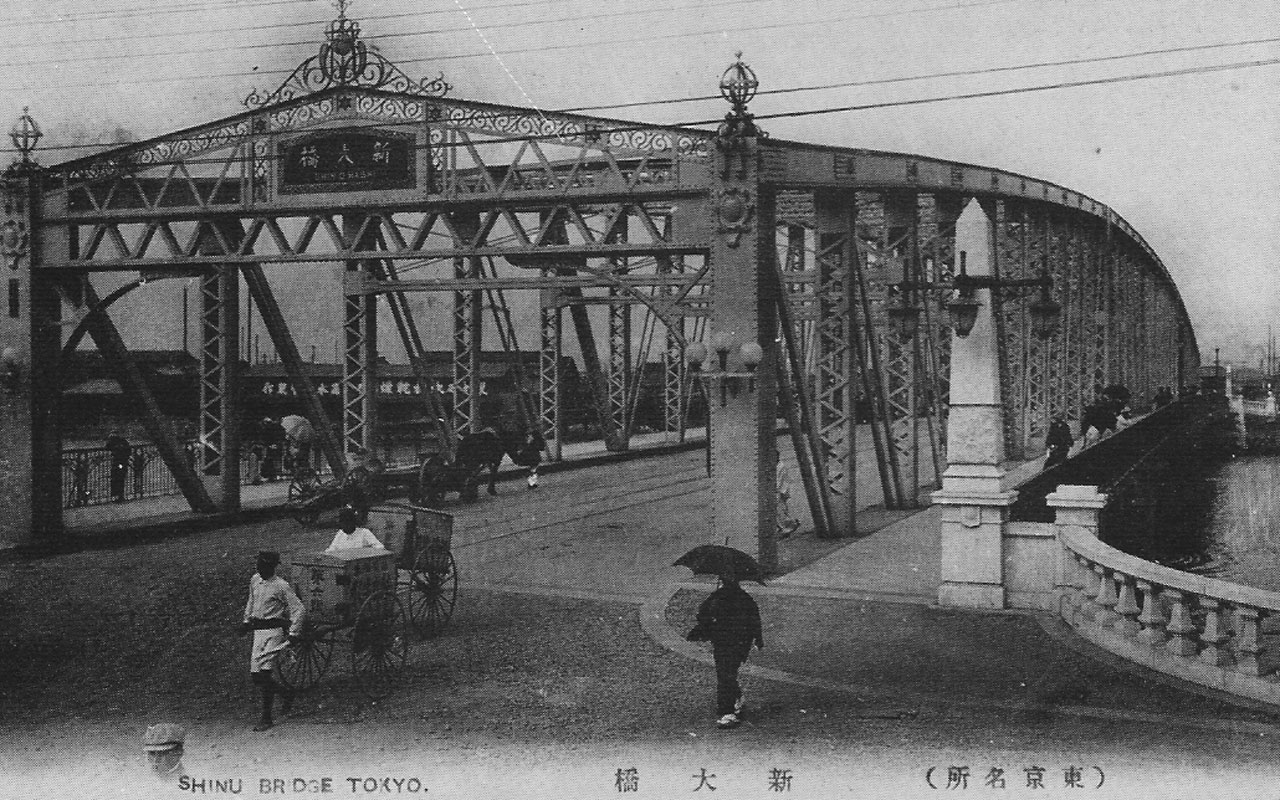
Die Shin-Ōhashi Brücke in Tokio nach 1912

Alle diese Brücken ähneln einander in der baulichen Ausführung. Die Shin-Ōhashi Brücke wurde 1912 als letzte der „Fünf großen Brücken“ von Hamachō in Nihonbashi nach Atakachō in Fukagawa über den Sumida gebaut. Die Oberaufsicht lag bei einem Technikerteam der Stadt Tokio. Die Baumaterialien lieferte die Firma des amerikanischen Stahl Tycoon Andrew Carnegie. Unmittelbar nach ihrer Fertigstellung wurde sie für den Straßenbahnverkehr genutzt. Als einzige Brücke überstand sie das Große Kantō-Erdbeben von 1923. Mit einer Gesamtlänge von 180 m wurde sie als parallelgurtige Fachwerkbrücke mit zwei Pfosten in der Brückenhälfte ausgeführt. Die mittig geführte und an beiden Seiten von Fußwegen flankierte Fahrbahn bestand aus asphaltiertem Beton. Heute befinden sich lediglich die ersten 25 m der Brücke (Nihonbashi-seitig) in Meiji Mura. Die mit Bögen gearbeiteten Brückengeländer rundeten den wuchtigen und massiven Eindruck, den die Shin-Ōhashi Brücke vermittelte ab.

### Polizeiwache in Shichijō Kyōto (京都七條巡査派出所)
→ Baujahr: 1912, ursprünglicher Standort: Shimogyō-ku in Kyōto, Standort: Planquadrat 2-23
Mit dem Zusammenbruch des Edo-Shogunats am Ende der Edo-Zeit, herrschte Anarchie in Tōkyō. Um die öffentliche Ordnung wiederherzustellen, wurden die feudalen Clans aus Satsuma und Chōshū als Sicherheitskräfte rekrutiert. Damit begann die Entstehung der Polizei. Wenig später wurden unter der Kontrolle des Ministeriums für Militärwesen (兵部省) aus allen Clans Soldaten ausgewählt und zu einer Schutztruppe für die Präfektur zusammengeschlossen. In allen Landesteilen entstanden auf diese Weise präfekturale und provinziale Sicherheitstruppen.
Mit der Abschaffung des Feudalsystems und der Einrichtung der Präfekturen wurden die Sicherheitskräfte in den Verantwortungsbereich des Justizministeriums (司法省, Shihō-shō; 1871 bis 1948) übergeben. Um eine Polizei aufzubauen, wurden die Sicherheitstruppen organisatorisch vom Militär getrennt und landesweit zusammengeführt. 1873 wurde das japanische Innenministerium gegründet, das fortan die Kontrolle über die Sicherheitskräfte übernahm. Diese Entwicklung mündete 1886 in der Gründung einer Nationalen Polizeibehörde (警察庁, Keisatsu-chō), die in jeder Präfektur und Provinz eine Zentrale besaß. Dieses zentralisierte Polizeisystem bestand bis zum Übergang in ein kommunales Polizeisystem im Jahr 1947. Die Bezeichnung für Polizist (警察官, Keisatsukan) änderte sich im Verlaufe der Zeit vielfach und wurde nach der Bezeichnung Schutzmann (巡査, Jisa) erst nach 1875 gebräuchlich. Das Gebäude der Polizeiwache stand ursprünglich in der Nähe des Hauptbahnhofs in Kyōto, an einer Straßenecke zwischen dem Nishi Hongan-ji und der Ryūkoku-Universität. Das Gebäude ist aus Holz gebaut, hat allerdings eine der damaligen westlichen Bauweise gleichende Backstein-Optik. Das Kupferdach ist in seiner Gestalt sehr niedrig. Dazu besitzt das Gebäude über dem Eingangsbereich ein Vordach in Gestalt eines Kamaboko.

### Umspannwerk der Nagoya-Eisenbahn in Iwakura (名鉄岩倉変電所)
→ Baujahr: ca. 1912, ursprünglicher Standort: Shimohonmachi in Iwakura, Präfektur Aichi, Standort: Planquadrat 5-66
1887 wurde in Tokio Japans erstes Elektrizitätswerk in Betrieb gestellt. Da der Strombedarf von Beginn an groß war, wurden viele kleine Wärmekraftwerke gebaut, die als Niederspannungsanlagen zur regionalen Versorgung Gleichstrom erzeugten und die über das ganze Land verteilt waren. Die Vereinheitlichung des Stromnetzes bereitete zunächst große Mühen und man begann daher Hochspannungskraftwerke zur verlustarmen Energieübertragung zu bauen. In diesem Zuge wurden die bis dahin gebauten kleineren Niederspannungskraftwerke durch Umspannwerke ersetzt. Durch die Fortschritte der Elektrizitätswerke wurden neue Verkehrsmittel, wie die elektrische Eisen- und Straßenbahn, ermöglicht. Drei Jahre nach Tokio erhielt Nagoya als zweite japanische Stadt eine innerstädtische Straßenbahn, die bald erweitert und 1912 als Meitetsu Inuyama-Linie eröffnet wurde.
Anlässlich dieser Erweiterung wurde 1912 auch das Umspannwerk in Iwakura erbaut. Wegen der teuren und großen Leistungstransformatoren. die das Gebäude beherbergte, besitzt es hohe Wände aus Ziegelsteinen und es ist mit Naturschiefer gedeckt. Die Türen und Fenster besitzen halbkreisförmige Bögen. Das Gebäude ist mit vier gurtartigen Gesimsen aus dunklen Ziegeln verziert. An den vier Ecken des Gebäudes sind als Stütze kleine Strebebogen angebracht. In Meiji Mura steht das Gebäude gegenwärtig auf einem Unterbau aus Stahlbeton.

### Polizeiwache am Hauptbahnhof Tōkyō (東京駅警備巡査派出所)

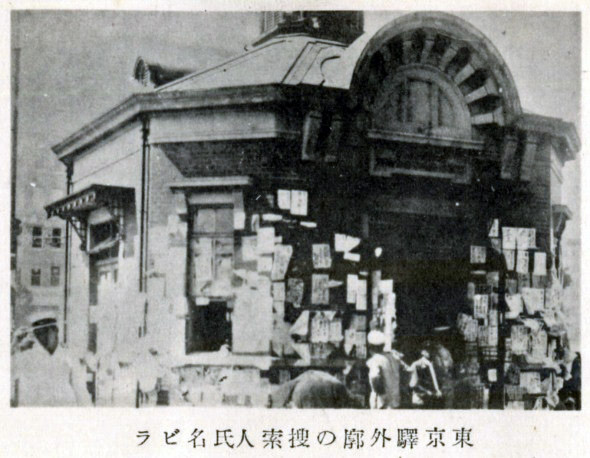
Die Polizeiwache am Hauptbahnhof Tōkyō, unmittelbar nach dem großen Kantō-Erdbeben, beklebt mit Handzetteln für die Suche nach Vermissten.

→ Baujahr: ca. 1912, ursprünglicher Standort: Marunouchi in Chiyoda, Präfektur Tokio, Standort: Planquadrat 5-60
1908 begannen die Bauarbeiten am neuen Hauptbahnhof, der mit der Tōkaidō-Hauptlinie vom damaligen Ausgangspunkt, dem Bahnhof Shinagawa, bis nach Marunouchi, das vor dem Kaiserpalast lag, verlängert wurde. Sechs Jahre später wurde das Megabauvorhaben fertiggestellt, der Tokioter Hauptbahnhof erhielt seinen Namen und wurde eröffnet. Anlässlich der Einweihung des Bahnhofs wurde auf dem Bahnhofsvorplatz auch eine Polizeiwache errichtet. Die Polizeiwache wurde so geplant, dass sie sich vor dem übermächtigen Eindruck des Bahnhofsgebäudes abhob. Die Polizeiwache besaß eine achteckige Grundfläche und war mit einem kleinen Dachreiter bekrönt. Über dem Eingang befand sich ein Vordach, darüber ein halbkreisförmiger Ziergiebel, die Fenster waren mit Pedimenten als Fensterverdachung versehen, als Fassadenverzierung dienten hüfthohe und gürtelförmig umlaufende, weiße Klinker. Lediglich die Fassade bestand aus Backsteinen, die Konstruktion der Polizeistation hingegen war aus Stahlbeton. Die Polizeistation war in der Regel mit zwölf Polizisten besetzt.

### Kitasato-Institut (北里研究所本館・医学館)

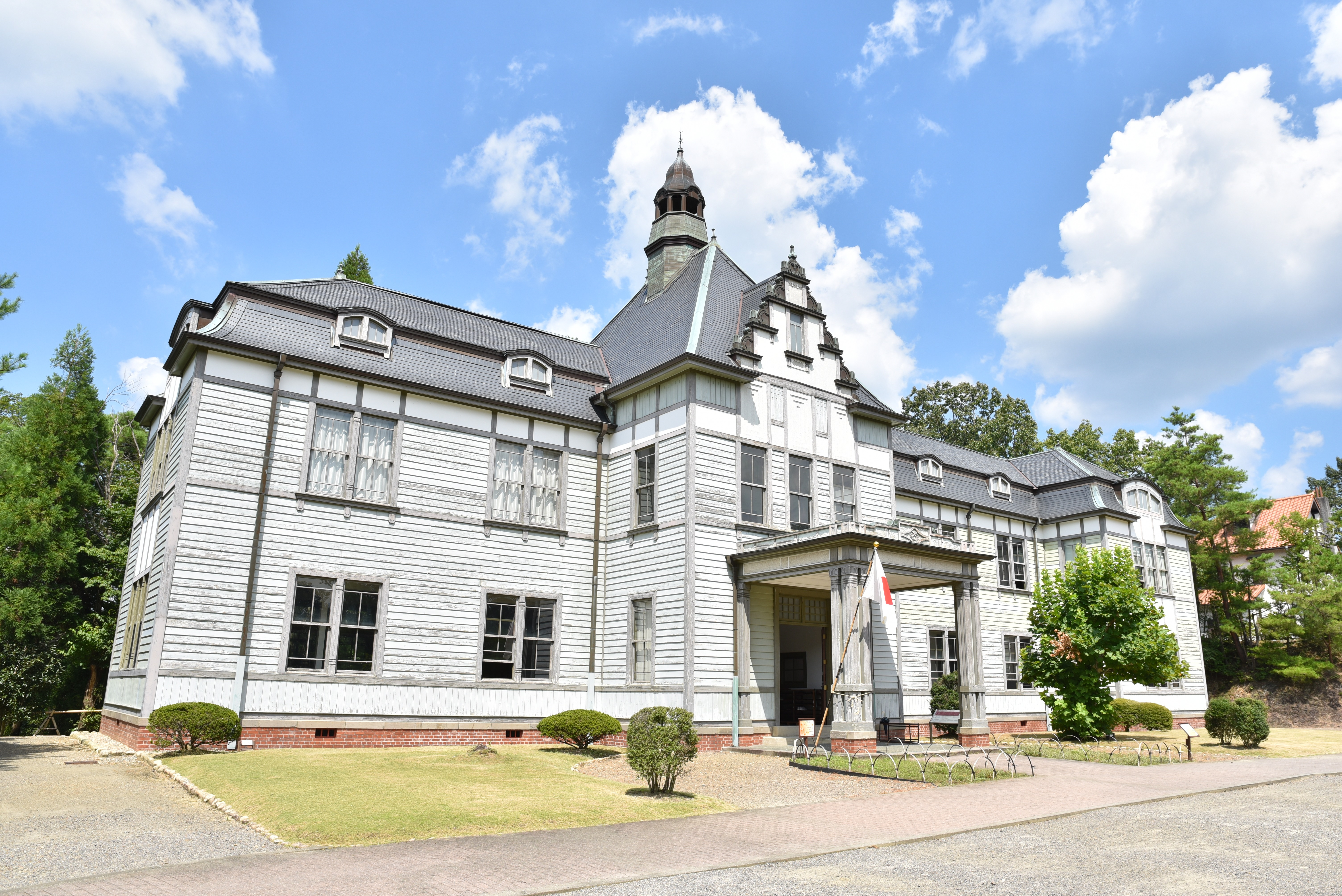
Kitasato-Institut

→ Baujahr: 1915, ursprünglicher Standort: Shirokane in Minato, Präfektur Tokio, Standort: Planquadrat 3-25
Zurückgehend auf den griechischen Gründungsvater Hippokrates entwickelte sich im Westen die klinische Medizin und die Anatomie, aber erst in der zweiten Hälfte des 17. Jahrhunderts entwickelte sich eine vage Vorstellung von der Existenz der Mikroorganismen. 1683 entdeckte und sah der niederländische Mikroskopenbauer Antoni van Leeuwenhoek erstmals Bakterien. Von diesem Zeitpunkt an beförderte die Entwicklung von Mikroskopen die Erforschung von Mikroorganismen bis Robert Koch und Louis Pasteur in der zweiten Hälfte des 19. Jahrhunderts Bakterien auch als Krankheitsursache erkannten. Das war zugleich die Geburtsstunde der Bakteriologie als Teilbereich der Grundlagenmedizin.
Kitasato Shibasaburō studierte in Tokio Medizin; er ging nach Deutschland, wo es ihm am Berliner Robert Koch-Institut gelang das Bakterium Clostridium tetani, das Wundstarrkrampf (Tetanus) verursacht, zu isolieren. Nach seiner Rückkehr nach Japan 1892 errichtete er mit der Unterstützung Fukuzawa Yukichis die erste japanische Forschungseinrichtung für Infektionskrankheiten. Als die Forschungseinrichtung 1914 in der Universität Tokio angegliedert wurde, verließ er die Einrichtung und gründete mit dem Kitsato-Institut ein eigenes Forschungszentrum. Kitasato, der in deutschen Instituten geforscht hatte, ließ das Kitasato-Institut 1915 im Stile des deutschen Barock erbauen. Das Gebäude besitzt ein schlichtes mit Naturschiefer gedecktes Dach. Das ursprüngliche Institut war zunächst als schlichtes zweistöckiges Holzgebäude mit „L“-förmigem linken Gebäudeflügel ausgeführt. An der überdachten Wagenauffahrt war das Familienwappen Kitasatos, bestehend aus einem Symbol für das entdeckte Bakterium gerahmt von Lorbeerzweigen, das auch heut noch das Schulwappen der Kitasato Lehranstalt ist.

### „Musei-dō“, Kampfkunsttrainingshalle der 4. Oberschule (第四高等学校武術道場「無声堂」)
→ Baujahr: 1917, ursprünglicher Standort: Sengoku-chō in Kanazawa, Präfektur Ishikawa, Standort: Planquadrat 4-34
Mit der Erneuerung des Bildungssystems zu Beginn der Meiji-Zeit konzentrierte man sich, statt auf die von alters hergebrachten Kampfkünste, wie Schwertkampf, Jiu Jitsu, aber auch das Schwimmen, für die körperliche Ertüchtigung mehr auf die Kriegskünste. 1882 entwickelte Kanō Jigorō im Bestreben die alten Kampfkünste zu erneuern die Kampfkunst Judo. Aufgrund dieser Entwicklung bürgerte sich nach dem Japanisch-Chinesischen Krieg ein, zur körperlichen Ertüchtigung Kinder ab einem Alter von 15 Jahren, zumeist an Universitäten und Oberschulen, in außerschulischen Sportgruppen in den Kampfkünsten zu unterrichten. Diese Ausbildung, die bis dahin, wie auch im westlichen Sportunterricht, auch die Selbstreflexion umfasste, nahm in der zweiten Hälfte der Meiji-Zeit zunehmend militärischen Charakter an.
Die Kampfkunsttrainingshalle „Musei-dō“ wurde 1917 von der 4. Oberschule in Kanazawa als Trainingshalle für Jūdō, Kendō und Kyūdō im westlichen Stil erbaut. Das gesamte Gebäude ist als Holzbau ausgeführt und mit unauffälligen Holzschindeln gedeckt. Die Jūdō Trainingshalle besitzt Federn, um die Elastizität des Bodens zu erhöhen, der Boden der Kendō-Halle hingegen besitzt Rillen, um die Raumresonanz zu verbessern. Die Kyūdō Trainingshalle besitzt eine tiefgezogene Dachtraufe, die mit Schilf bedeckt und abgerundet ist. An der Vorderseite befinden sich Regentüren (amado), die sich über die gesamte Front hin nach den Seiten öffnen lassen, ohne einen störenden Stützpfeiler.

### Haus japanischer Migranten in Registro, Brasilien (ブラジル移民住宅)

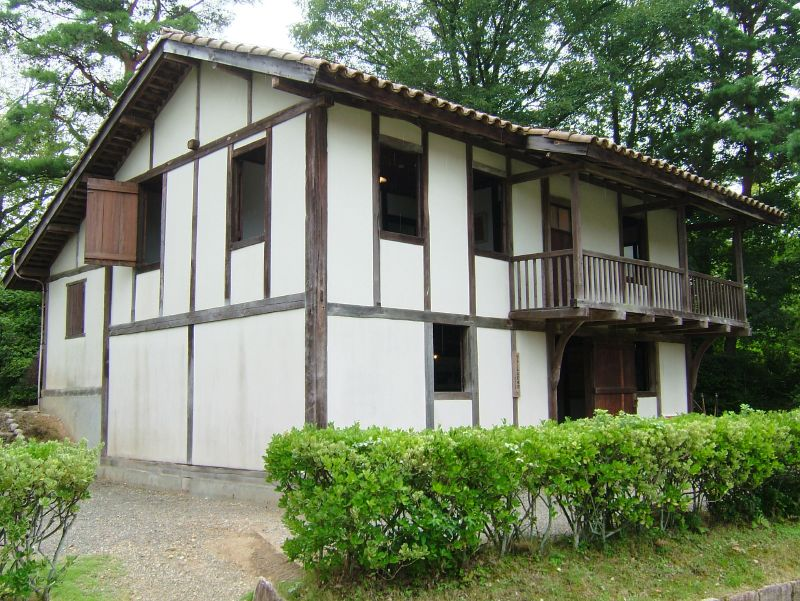
Haus japanischer Migranten in Registro, Brasilien

→ Baujahr: 1919, ursprünglicher Standort: Registro im Bundesstaat São Paulo, Brasilien, Standort: Planquadrat 4-39
1907–08 wurde zwischen Japan und Amerika ein formloser Vertrag, das Gentlemen’s Agreement (日米紳士協約, Nichibei Shinshi Kyōyaku) beschlossen. 1906 hatte das Bildungsministerium gefordert, dass Schüler japanischer Abstammung in Schulen unterrichtet werden, die nach Rassen getrennt waren. Das Gentlemen's Agreement, das in der Folge ausgehandelt wurde, sah vor, dass Amerika auf diese Beschränkungen für japanische Einwanderer verzichtete, wenn Japan im Gegenzug förderhin die Auswanderung nach Amerika nicht mehr erlaubte.
1908 heuerten auf diesem Hintergrund 781 japanische Emigranten als Leiharbeiter auf dem Fabrikschiff Kasato Maru an, um stattdessen nach Südamerika auszuwandern. Sie ließen sich im Bundesstaat São Paulo nieder und begannen Kaffee anzubauen. Sie blieben nicht die einzigen; Jahr um Jahr nahm die Zahl japanischer Immigranten in Brasilien zu, bis sie zu Beginn der Showa-Zeit bereits die Zahl von 20.000 überschritten hatte.
Das Haus in Registo ist eines von vielen, die von den japanischen Emigranten inmitten des dichten, brasilianischen Waldes erbaut wurde. Die Häuser wurden von Zimmerleuten, die mit den Siedlern nach Brasilien gekommen waren, aus dem heimischen Hartholz in japanischer Manier errichtet. Das Haus im Freilichtmuseum, das 1919 entstand und von Registro nach Meiji Mura gebracht wurde, war als eingeschossiges, schlichtes Holzhaus ausgeführt. Es ist mit Dachziegeln bedeckt, besitzt hölzerne Fensterläden und einen Balkon. Im Haupthaus führt eine Treppe ins Wohnzimmer im Obergeschoss. Zum Haupthaus gehört ein kleiner Anbau, in dem sich die Küche befindet.

### „Zagyosō“ – Landhaus des Kōshaku Saionji Kimmochi (西園寺公望別邸「坐漁荘」)

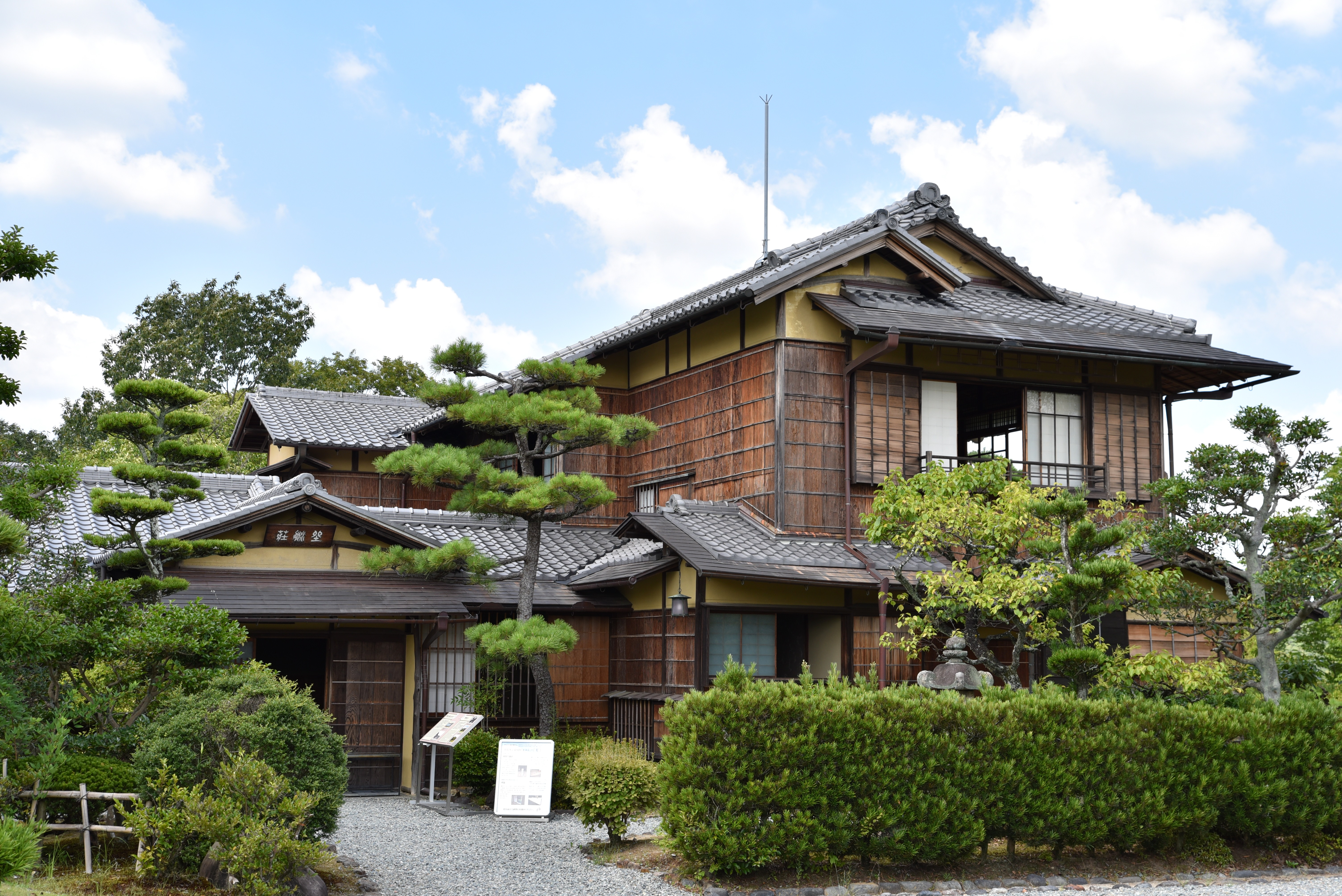
Landhaus Zagyosō Seeseite

→ Baujahr: 1920, ursprünglicher Standort: Shimizu-ku in Okitsumachi, Präfektur Shizuoka, Standort: Planquadrat 3-27
Das Zagyosō wurde von dem Adligen Saionji Kimmochi in Auftrag gegeben, der darin seinen Lebensabend unbeschwert mit gelegentlichem Angeln zu verbringen gedachte. Dies deutet auch der Name des Hauses an, das 1920 an der Küste von Okitsu (heute: Shizuoka) erbaut wurde. Nach dem Tode Kimmochi, einem der letzten Genrō, 1940 in diesem Wohnhaus, verfiel das Gebäude zunehmend und wurde im Zuge anfälliger Arbeiten an der Küste 1971 in das Museumsgelände versetzt. Seine Innengestaltung weist sowohl einheimische als auch westliche Elemente, wie beispielsweise einen Steinkamin, auf. Das Gebäude wurde 2003 als Kulturschatz designiert.

### Haupteingang und Lobby des Imperial Hotel (帝国ホテル中央玄関)

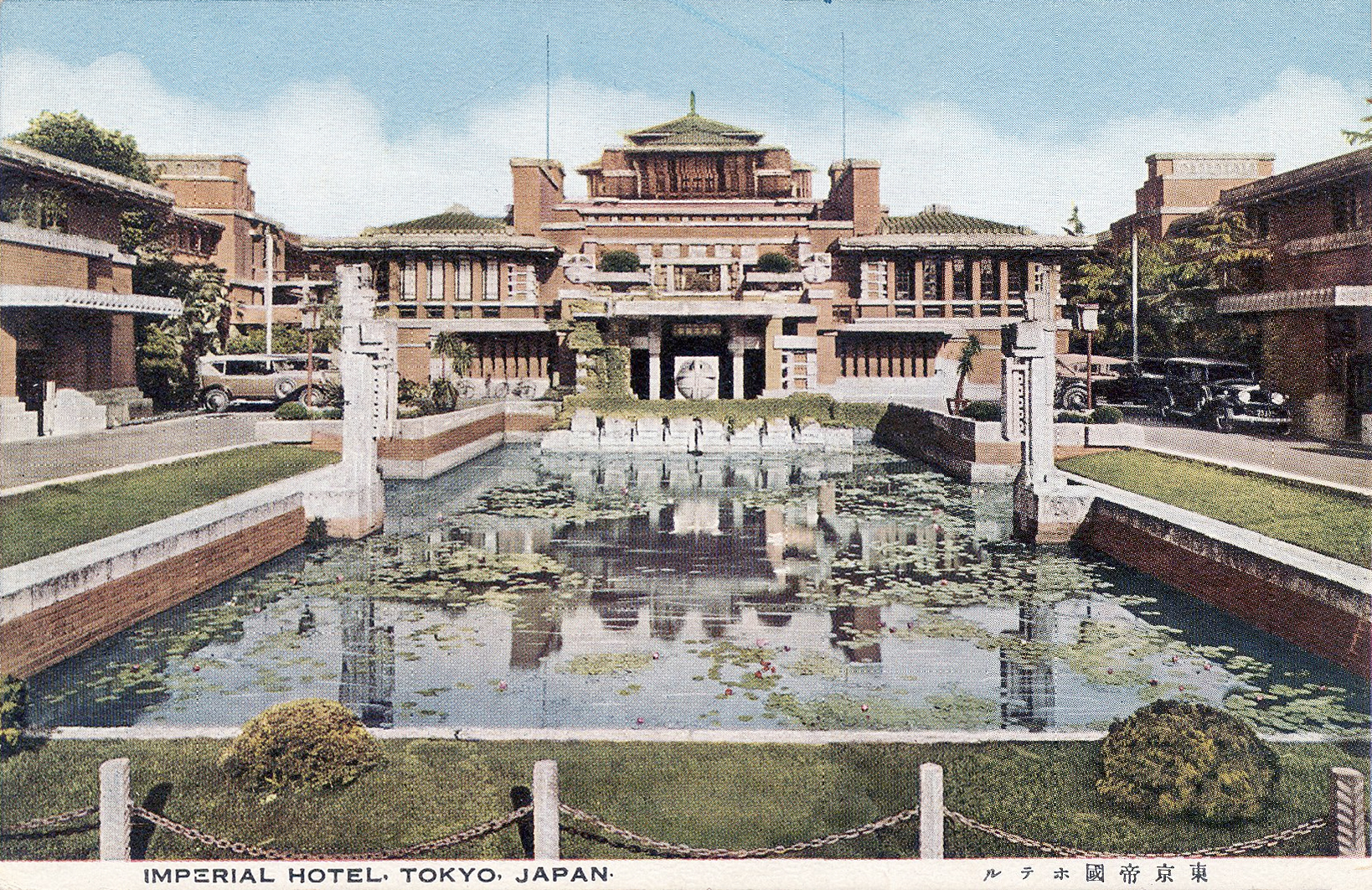
An seinem ursprünglichen Standort, Postkarte

→ Baujahr: 1923, ursprünglicher Standort: Uchisaiwai-chō in Chiyoda, Präfektur Tokio, Standort: Planquadrat 5-67
Die Geschichte des Imperial Hotel reicht in das Jahr 1890 zurück. Nachdem das ursprünglich aus Holz und Backsteinen gebaute und von Yuzuru Watanabe entworfene Hotel 1919 vollständig niedergebrannt war, wurde der amerikanische Architekt Frank Lloyd Wright mit dem Wiederaufbau des Hotels beauftragt. Das neue, aus einer Kombination von Backstein und Ōya-Stein errichtete Hotel wurde von 1915 bis 1923 erbaut. Die erste Bewährungsprobe des Neubaus war das große Kantō-Erdbeben 1923, das es schadlos überstand. Am Tage des Erdbebens, am 1. September war man im Hotel gerade mit den Vorbereitungen zu einer Hochzeitsfeier beschäftigt, die anlässlich der Eröffnung stattfinden sollte. Während die meisten Gebäude in der unmittelbaren Nachbarschaft einstürzten oder abbrannten, erlitt das neu erbaute Hotel keine bemerkenswerten Schäden. Daraufhin wurde das viergeschossige Hotel 1923 in Tokio mit 270 Zimmern eröffnet und galt als eines der renommiertesten Hotels weltweit. Das Gebäude entstand nach der Maßgabe maximaler Flexibilität in der Konstruktion und es war bahnbrechend in Bezug auf die Erdbebensicherheit und den Brandschutz. Im Fall der Beschädigung eines Gebäudeteils sollten alle anderen Teile intakt bleiben. Zudem besaß das Hotel eine für die damalige Zeit neuartige und einmalige Dampfheizung. Das Bestreben nach Perfektion führte dazu, dass die veranschlagten Baukosten von 15 Mio. Yen am Ende auf das sechsfache, auf 90 Mio. Yen, anwuchsen.
Nach dem Ende des Zweiten Weltkrieges wurde das Gebäude vom Oberkommando der Amerikaner beschlagnahmt. Jahrelang waren darin Kräfte der amerikanischen Besatzungsarmee untergebracht. 1954 wurde das Hotel renoviert und nahm mit 170 Gästezimmern den Betrieb wieder auf. Vier Jahre später wurde es auf neun Etagen und vier Tiefgeschosse mit insgesamt 450 Gästezimmern erweitert. Im Jahr 1964 wurde es abgerissen, um Platz für ein modernes Imperial Hotel zu machen. Von Wrights Bauwerk, dessen Grundriss sich an den Initialen I und H orientierte, wurden die Eingangshalle und Lobby, mitsamt dem davor liegenden Teich nach Meiji Mura gebracht. Diese sind heute offiziell als materielles Kulturgut eingestuft. 1968 wurde das Hotel auf dem ursprünglichen Bauplatz als moderner Stahlbetonbau erneuert und in den 1980er Jahren um einen Anbau erweitert.

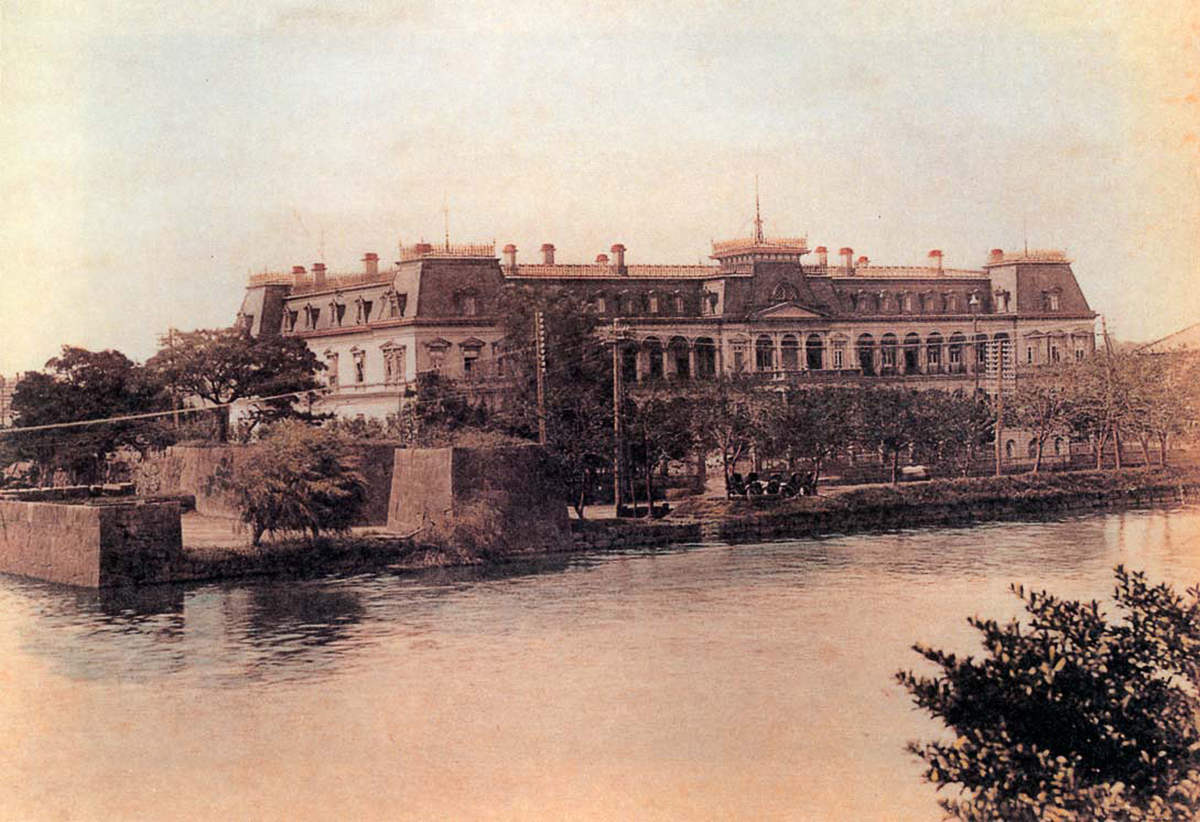
Das Imperial Hotel nach Entwürfen von Yuzuru Watanabe
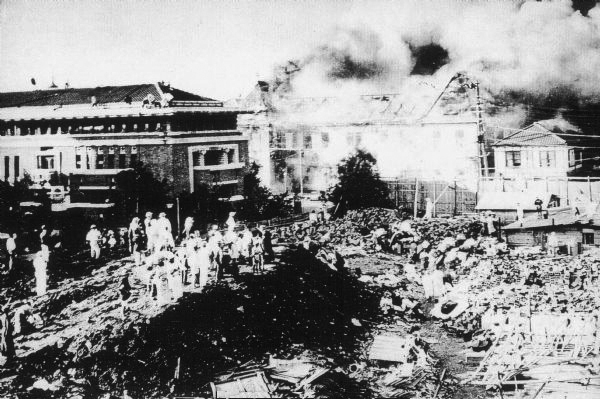
Imperial Hotel kurz nach dem Kantō-Erdbeben 1923
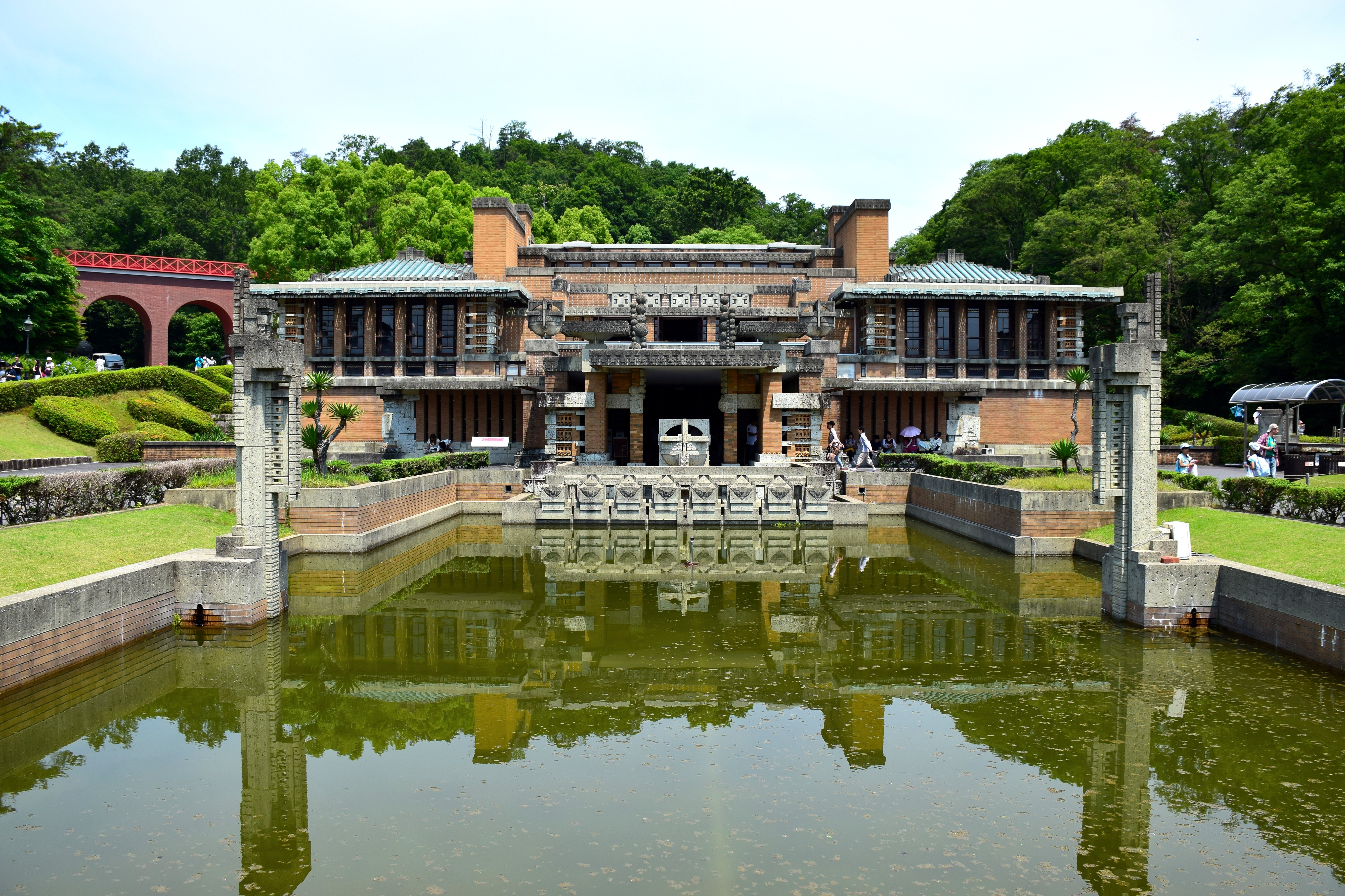
Front des Imperial Hotel nach dem Entwurf von Wright
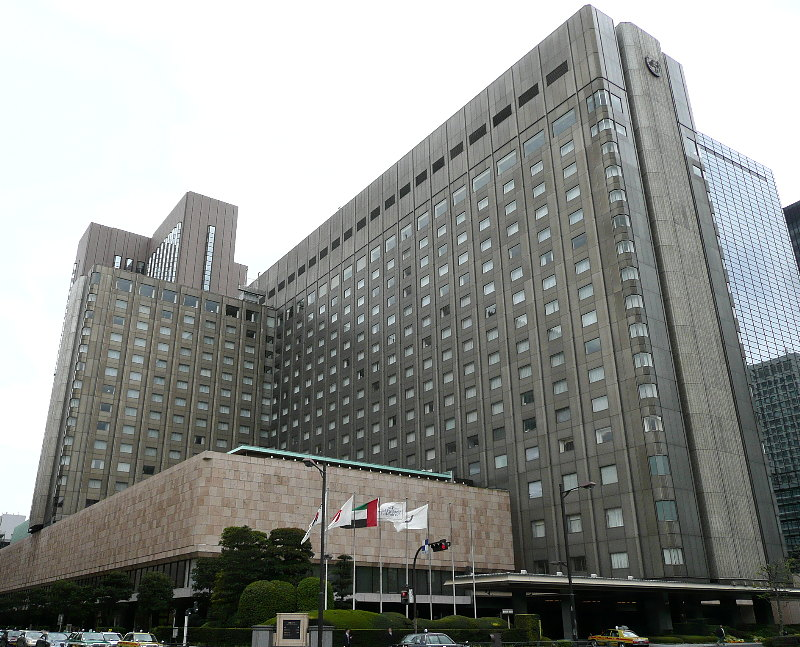
Imperial Hotel heute
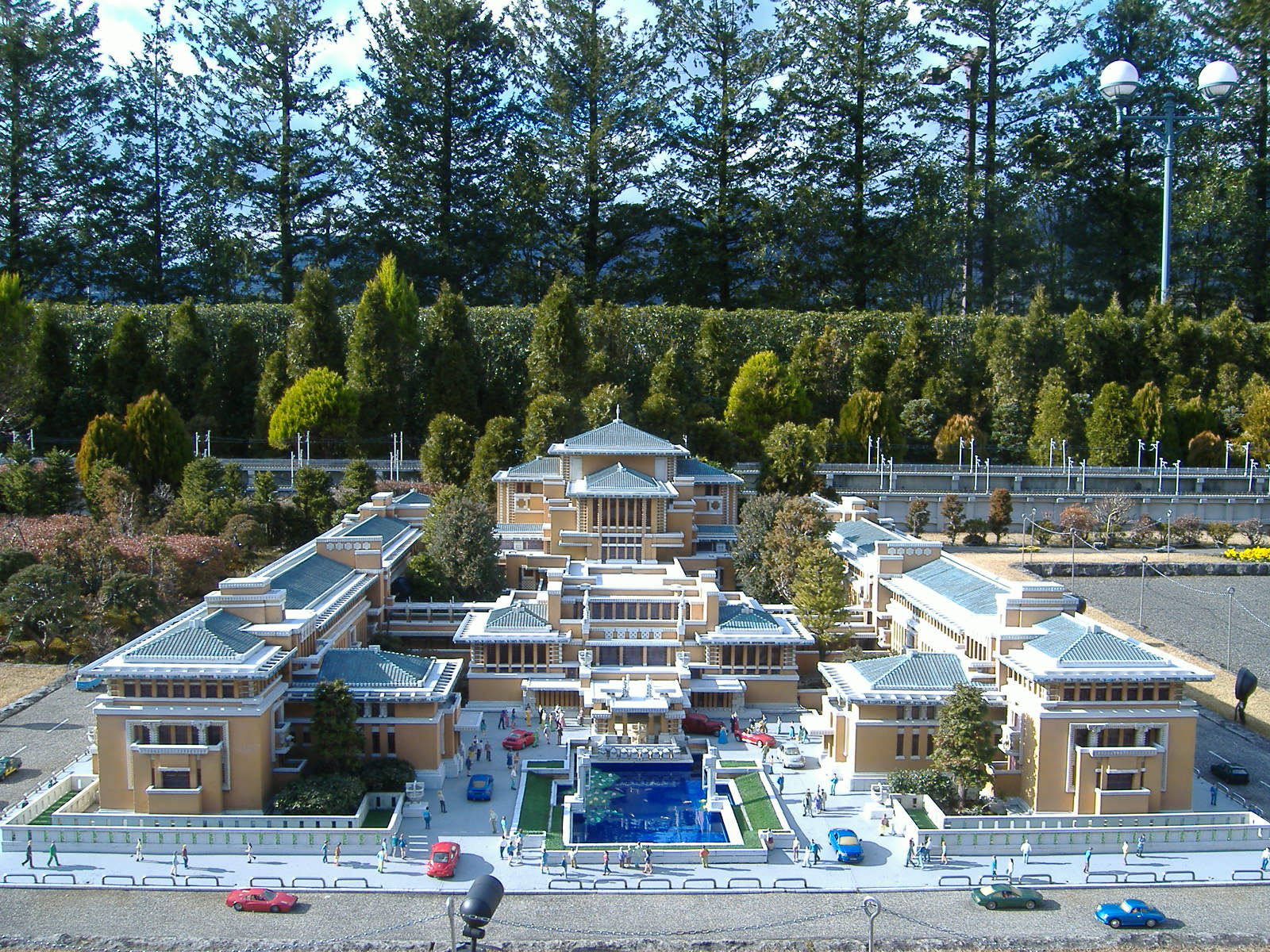
Nachbau des Hotels im Tobu World Square (Maßstab 1:25)
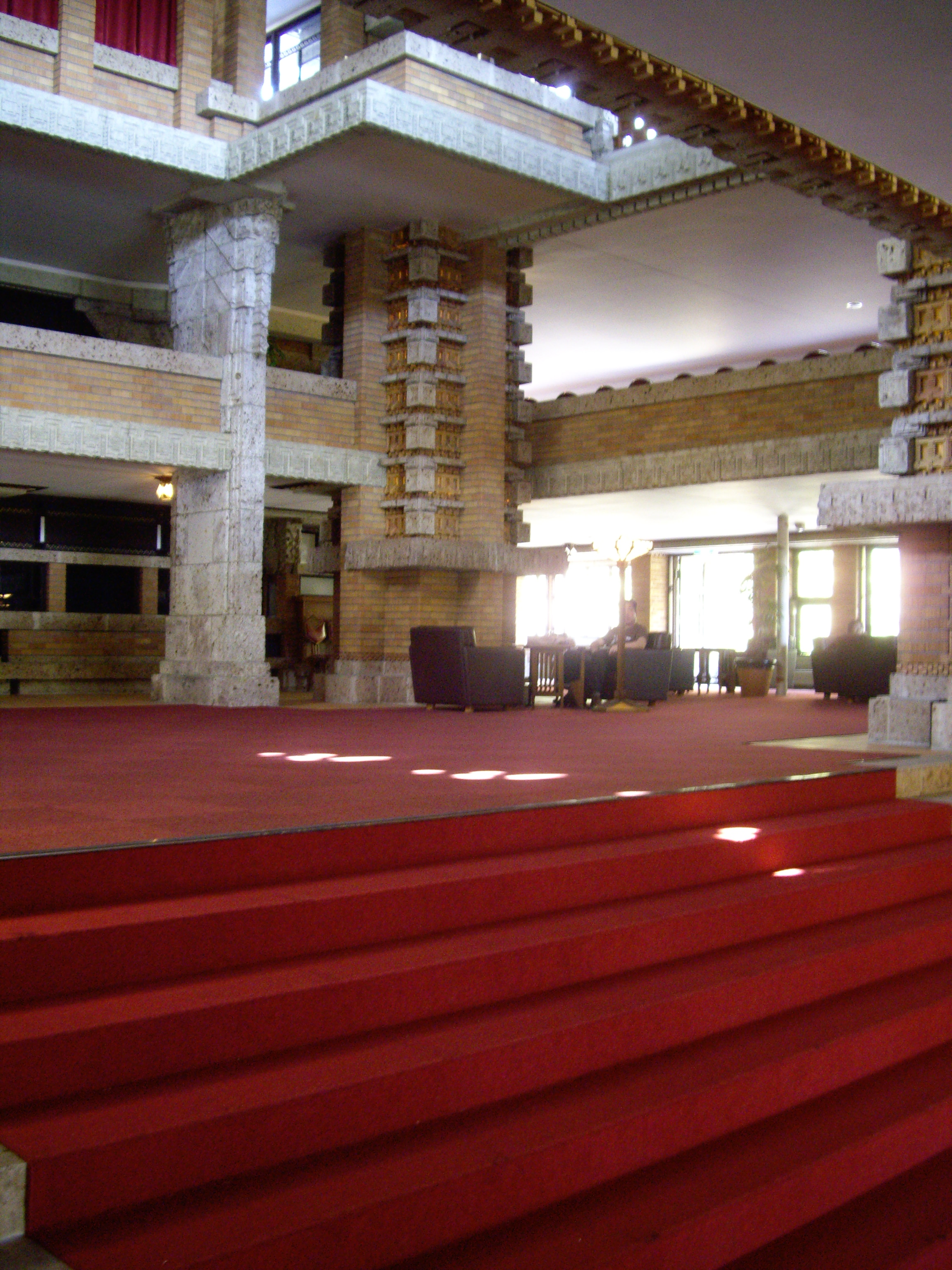
Detail: Eingangshalle in Meiji Mura
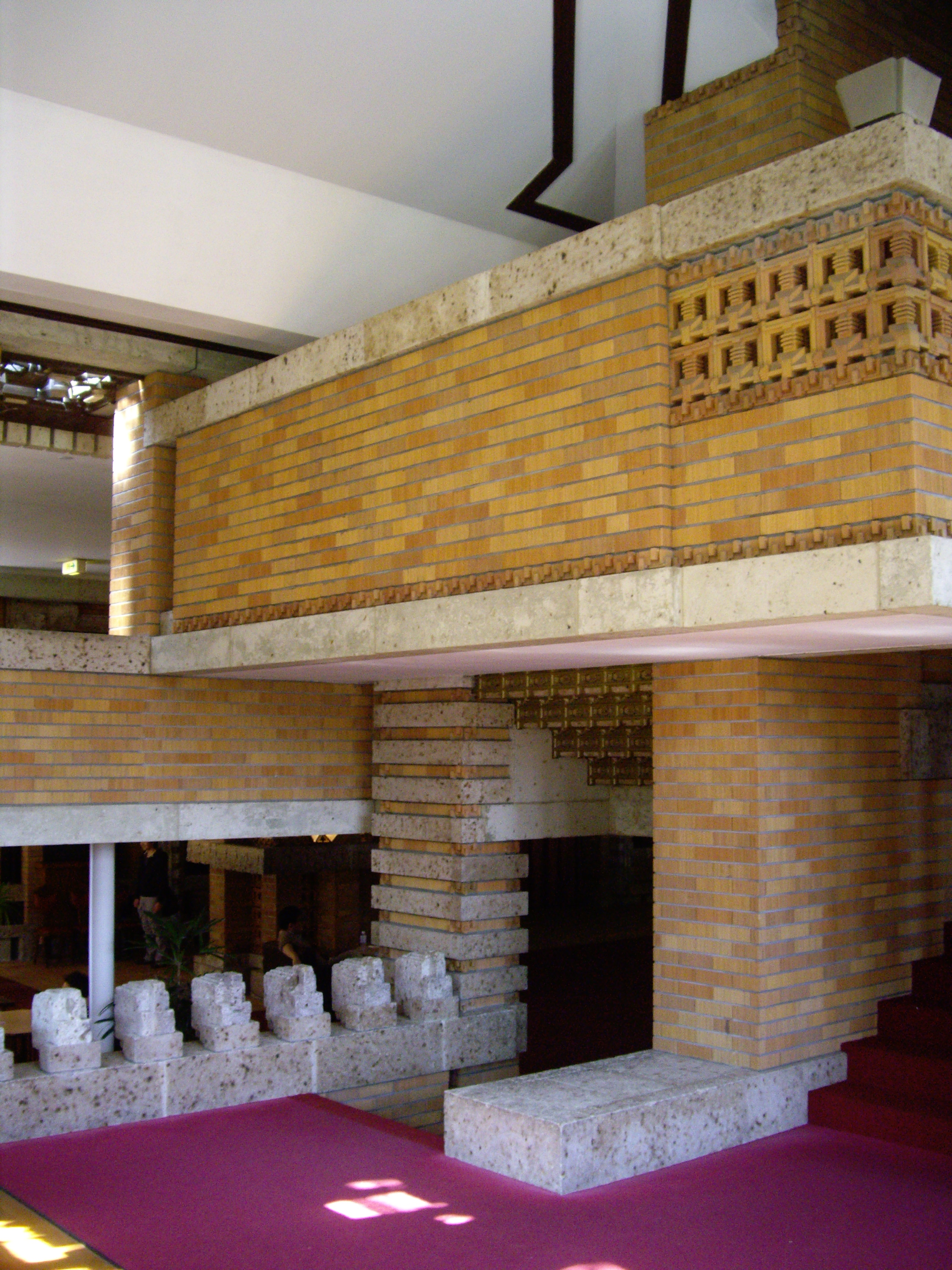
Detail: Eingangsbereich
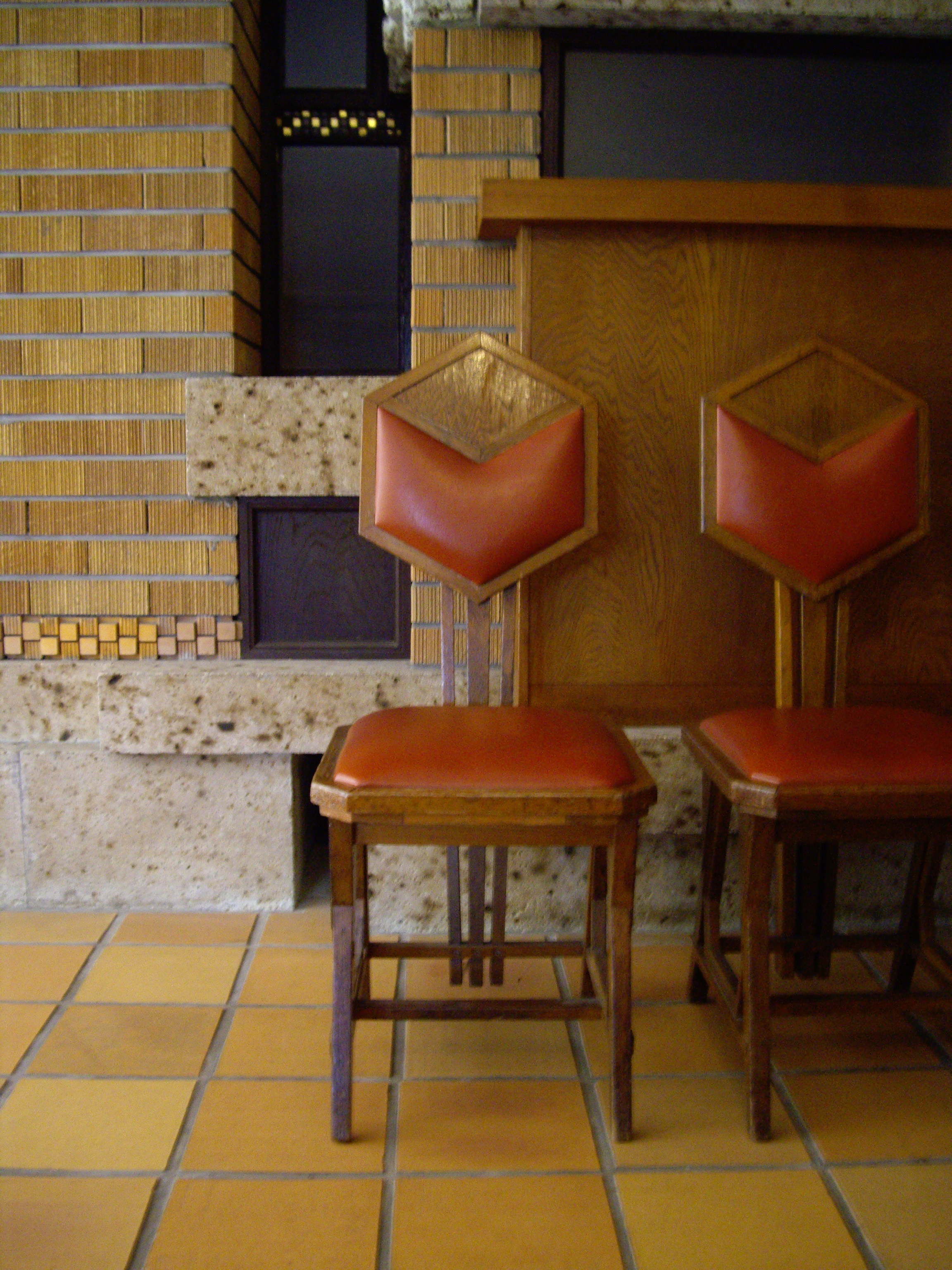
Detail: Originalstühle aus Wrights Imperial Hotel
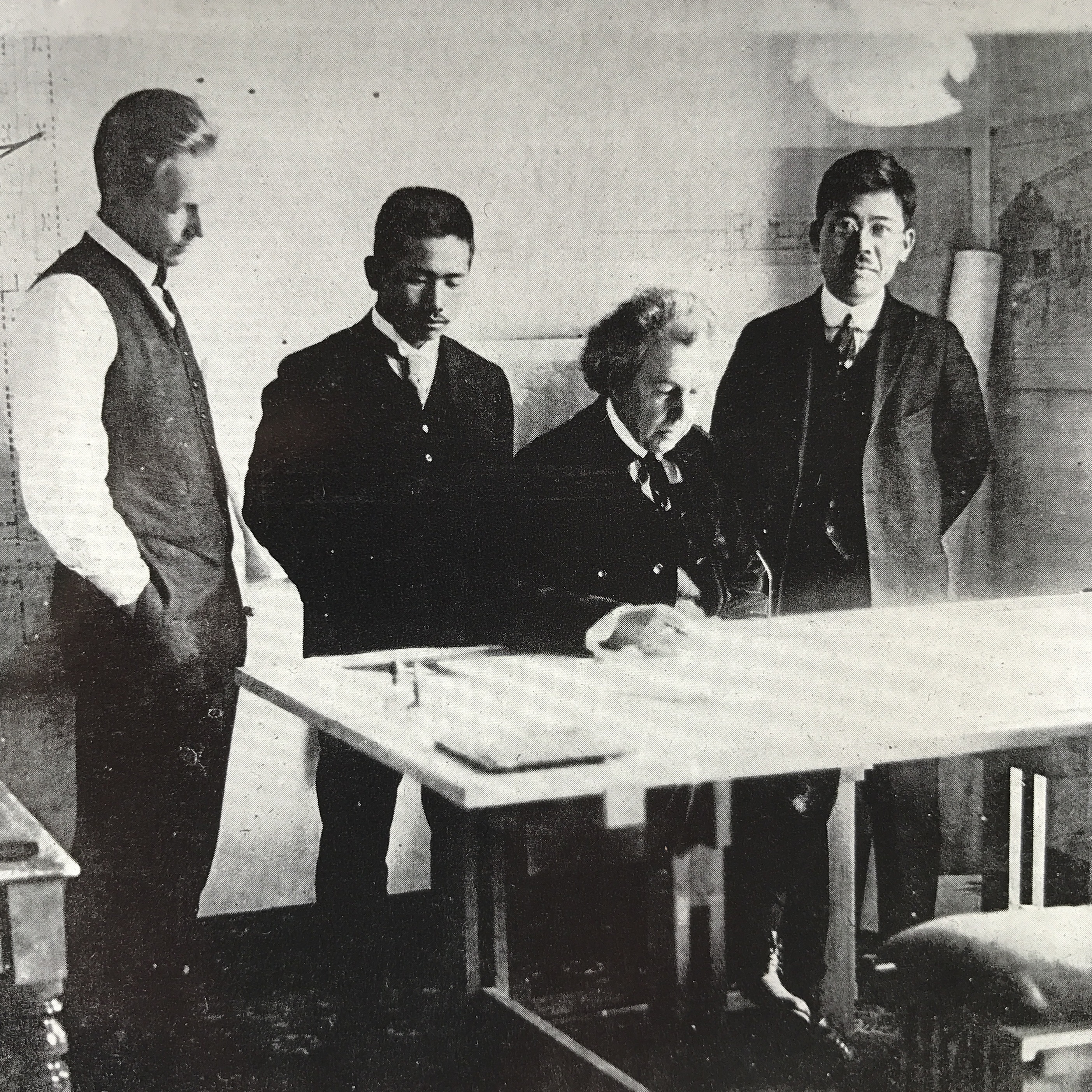
v. l. n. r.: John Lloyd Wright, Arata Endō, Frank Lloyd Wright und Aisaku Hayashi[Anm. 23]

## Gebäude der Shōwa-Zeit (1926–1989)

### Hauptsitz der Kawasaki-Bank (川崎銀行本店)

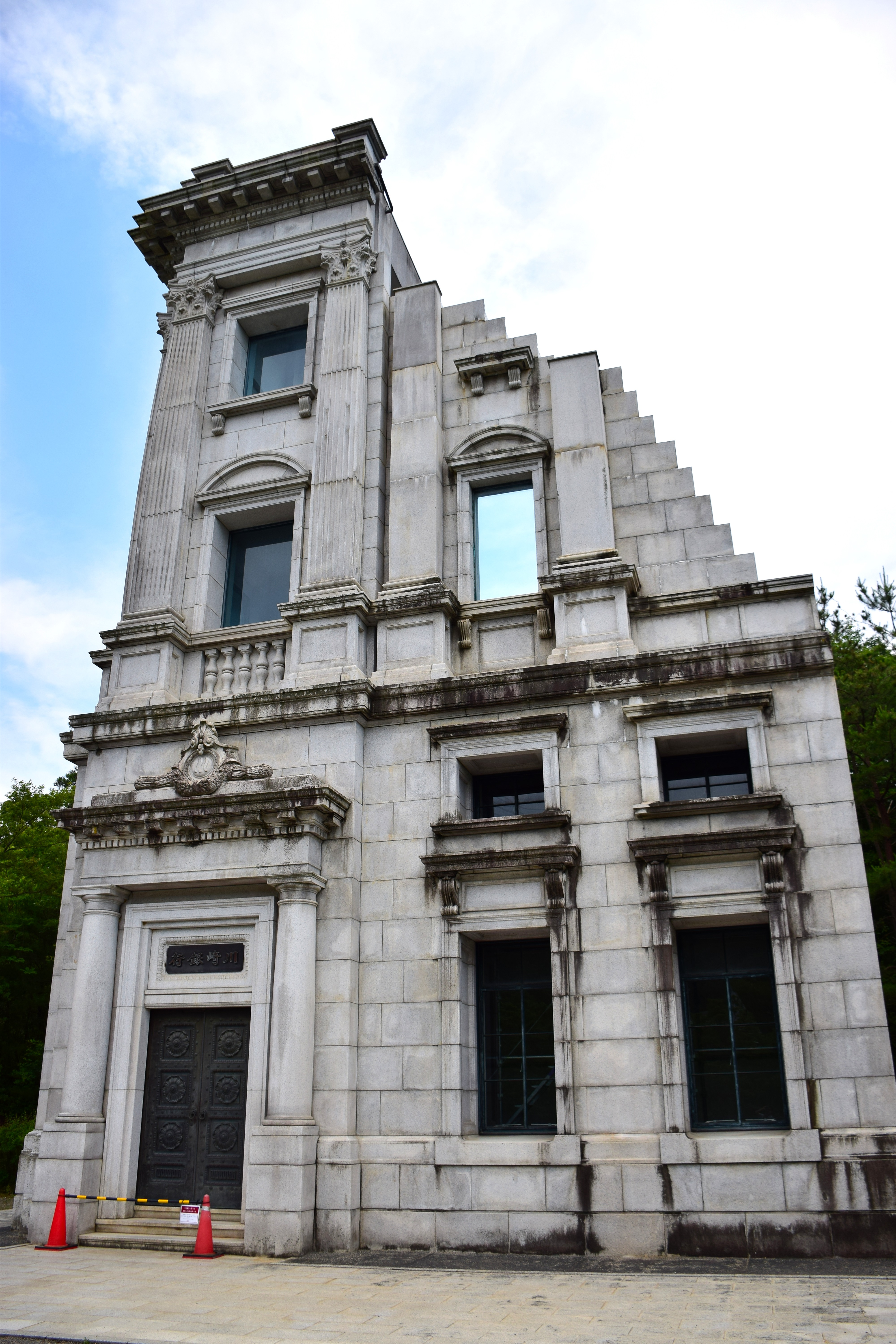
Hauptsitz der Kawasaki-Bank

→ Baujahr: 1927, ursprünglicher Standort: Nihombashi in Chūō, Präfektur Tokio, Standort: Planquadrat 5-57
Der Hauptsitz der Kawasaki-Bank wurde 1927 in Tokio im Renaissancestil auch mit der Funktion einer Bank, also nicht nur zu repräsentativen Zwecken, erbaut. Das Gebäude wurde für die damalige Zeit als monumentaler Stahlbetonbau mit zwei Stockwerken, einem Tiefgeschoss, einer 38 m breiten Front und einer Höhe von 20 m ausgeführt. Die aufwendigen Bauarbeiten begannen 1922, ein Jahr vor dem Großen Kantō-Erdbeben und dauerten fünf Jahre an. Die Planung und Projektleitung oblagen Yabe Matakichi, der an der Technischen Universität Berlin ausgebildet worden war und der viele Bankgebäude in Japan gebaut hat. Die Kawasaki-Bank gilt als sein Hauptwerk.
Die Kawasaki-Bank, die von Kawasaki Hachiemon (川崎 八右衛門), dem Schatzmeister des Mito-han gegründet wurde, zählte zu den einflussreichsten Banken der Meiji-Zeit. 1927 wurde die Bank in Kawasaki Daihyaku umbenannt. Nachdem 1936 der Namensbestandteil Kawasaki entfernt worden war, fusionierte die Daihyaku-Bank 1943 mit der Mitsubishi-Bank. Ebenfalls seit 1936 nutzte die als Bestandteil des Kawasaki-Zaibatsu gegründete Kawasaki-Treuhandgesellschaft gemeinsam mit der Bank das Gebäude. Diese Aktiengesellschaft übernahm die alleinige Nutzung des Gebäudes ab 1953. Die Kawasaki-Bank prägte lange Zeit ähnlich der Nihonbashi-Brücke das Erscheinungsbild des Tokioter Stadtzentrums. 1986 jedoch musste sie für den Bau moderner Bürogebäude weichen und wurde abgerissen. Lediglich ein Teil des Gebäudes, Front und Außenmauer der rechten Seite, wurden nach Meiji Mura gebracht.

## Weitere Gebäude
Weitere Gebäude des Freilichtmuseums in chronologischer Reihenfolge nach Baujahr sind:
- 1877 Teehaus „Ekiraku-an“ (茶室「亦楽庵」)
→ Baujahr: 1877, ursprünglicher Standort: Komatsubara Kitamachi, Kita-ku, Kyōto, Standort: Planquadrat 3-28
- 1887 Wohnhaus für westliche Ausländer in Kōbe (神戸山手西洋人住居)
→ Baujahr: 1887, ursprünglicher Standort: Yamamotodōri in Ikuta-ku, Kōbe, Standort: Planquadrat 3-32

## Bildergalerie

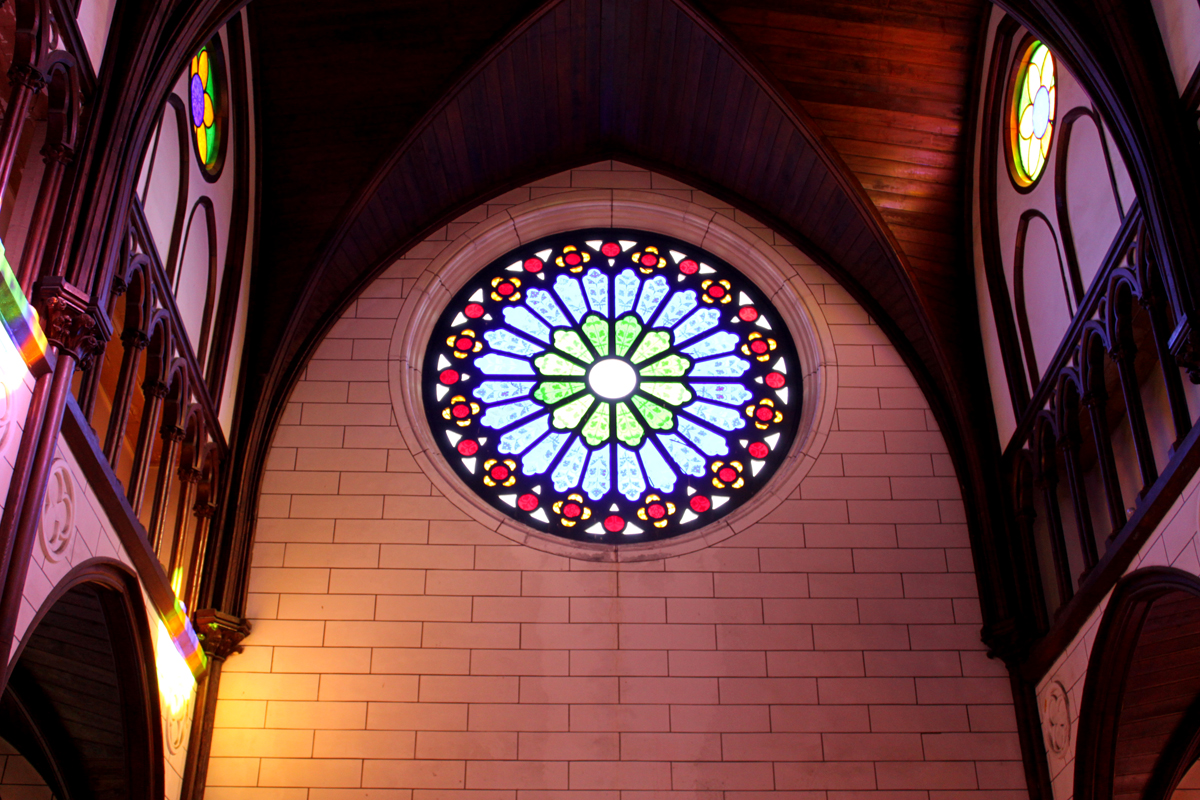
Rosettenfenster in St. Francis Xavier
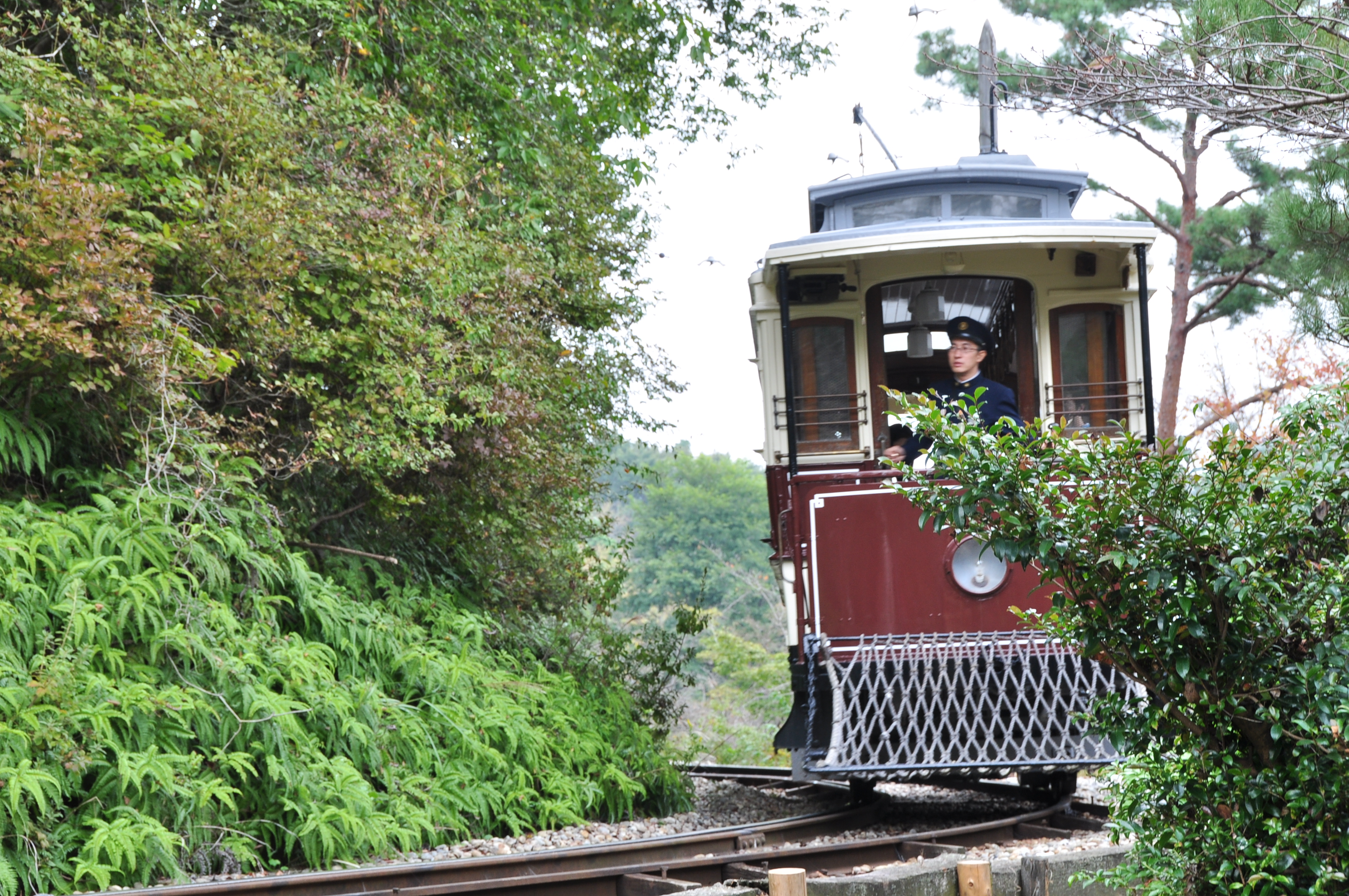
Straßenbahn Kyōto
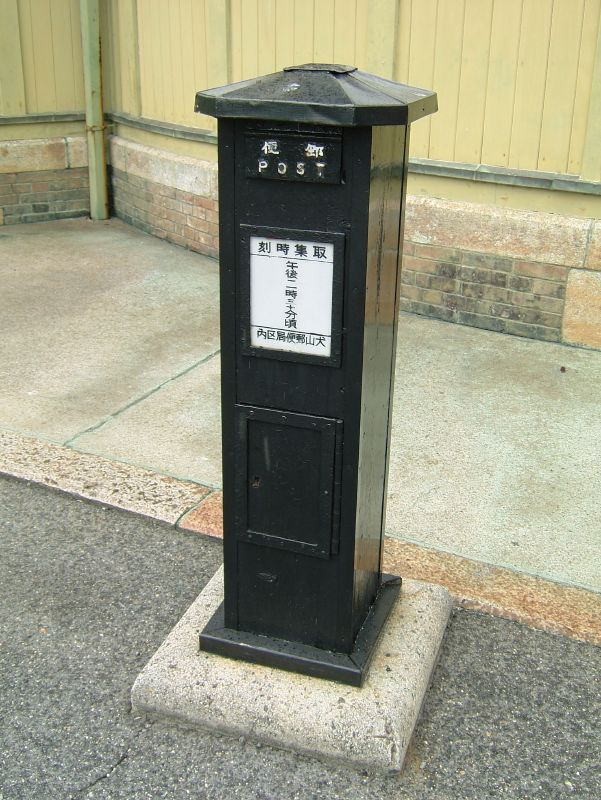
Postkasten vor dem Postamt Ujiyamada
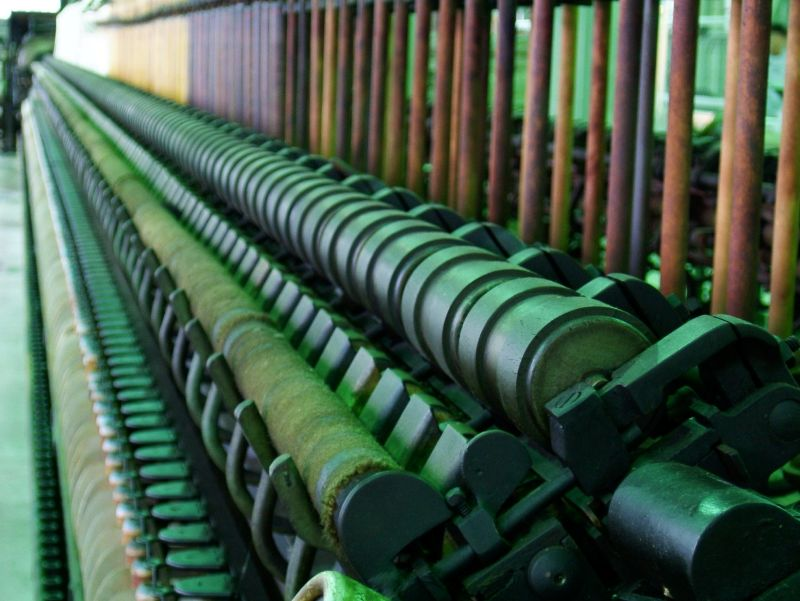
Detail aus der Maschinenhalle der Shimbashi Fabrik
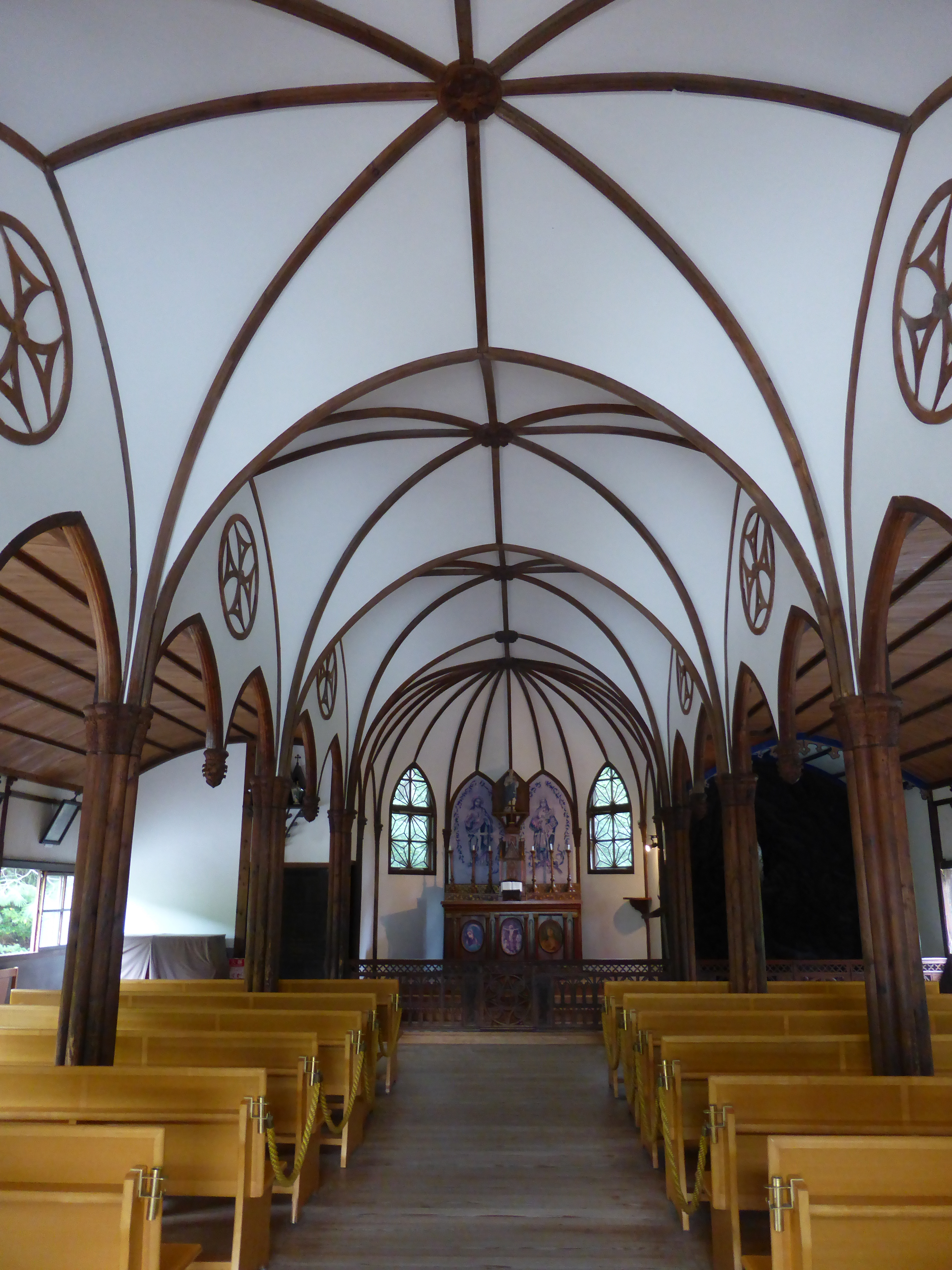
Innenraum der Kirche St. Paul
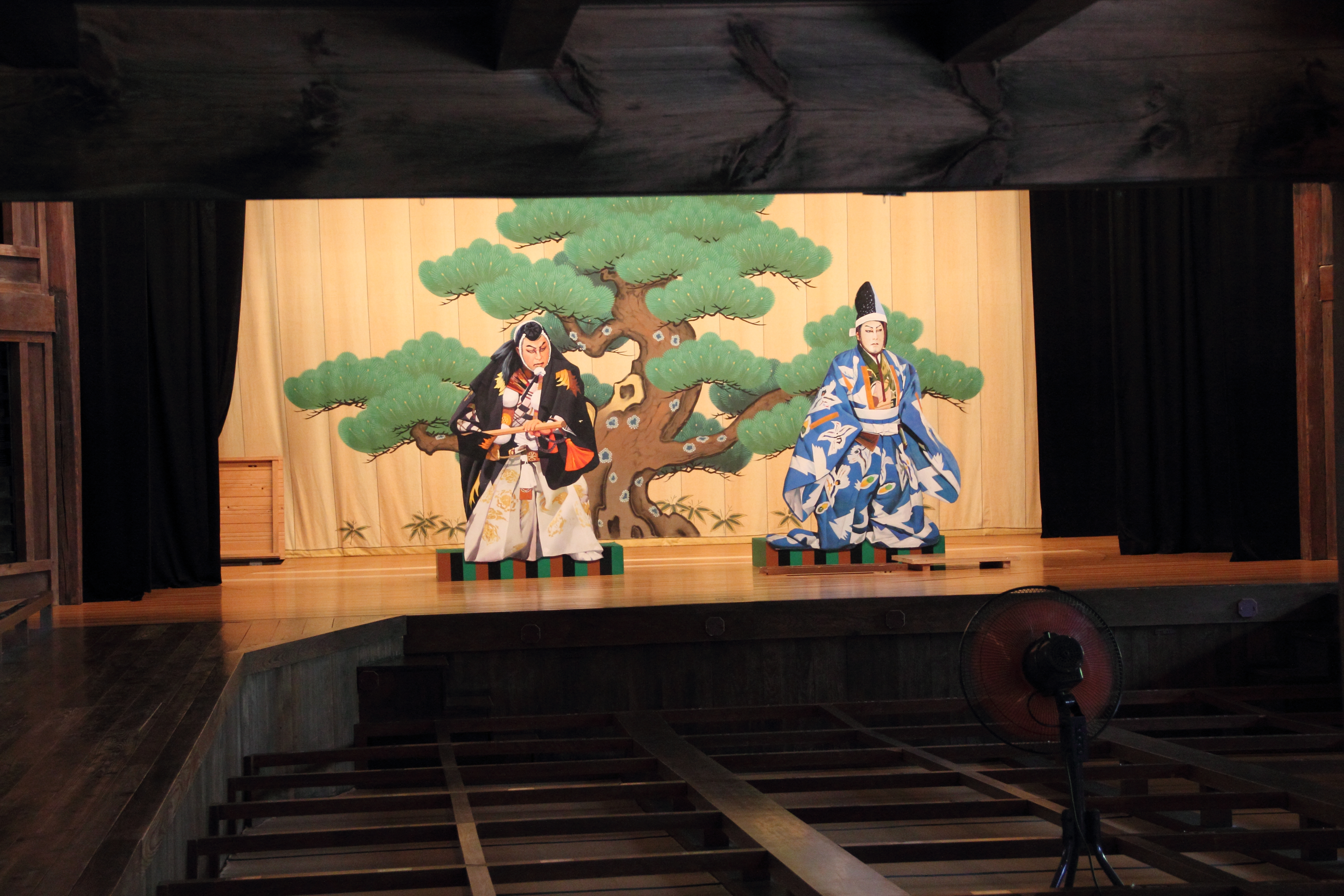
Bühne des Kureha-za-Theaters
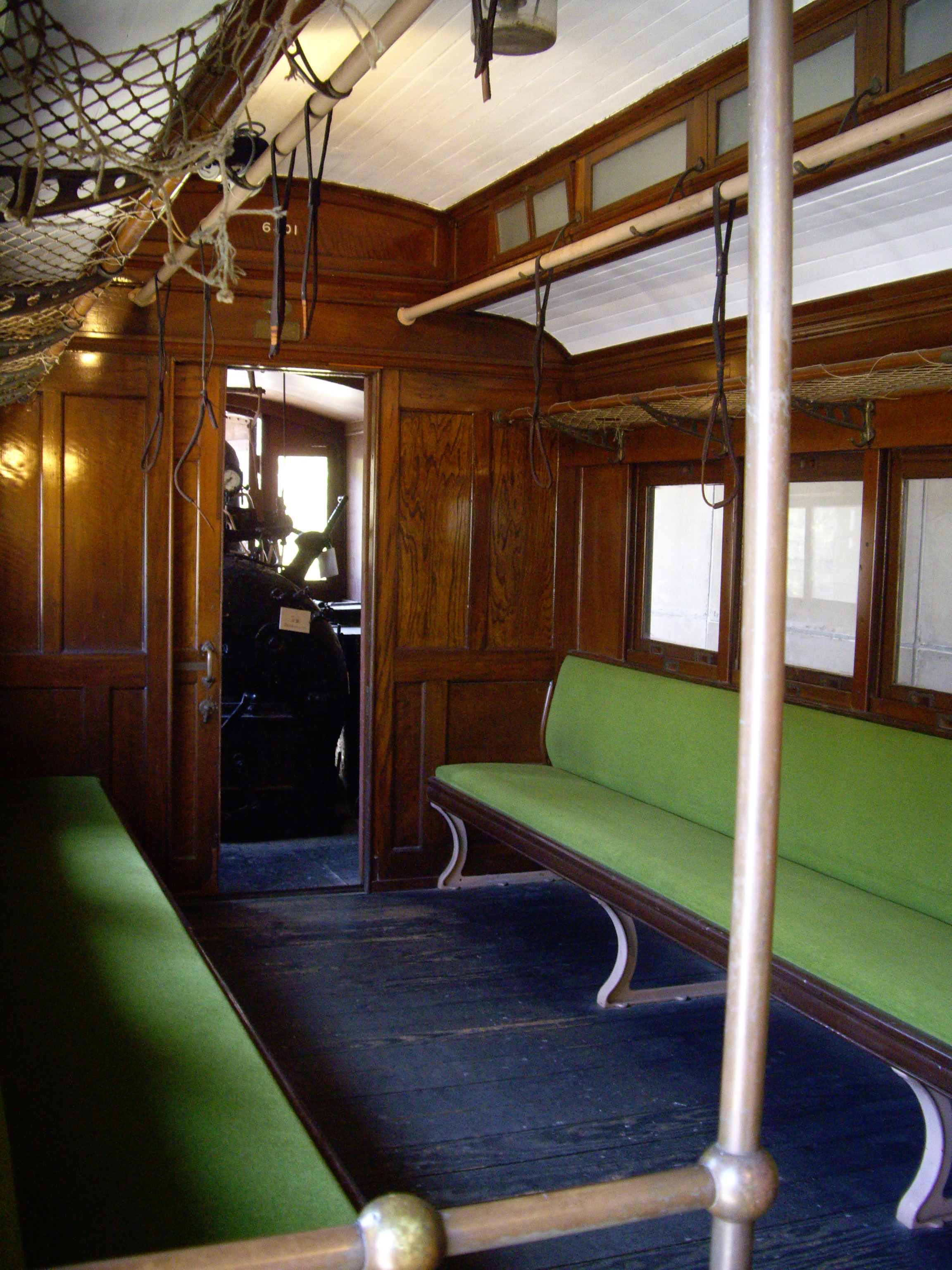
Personenwagen
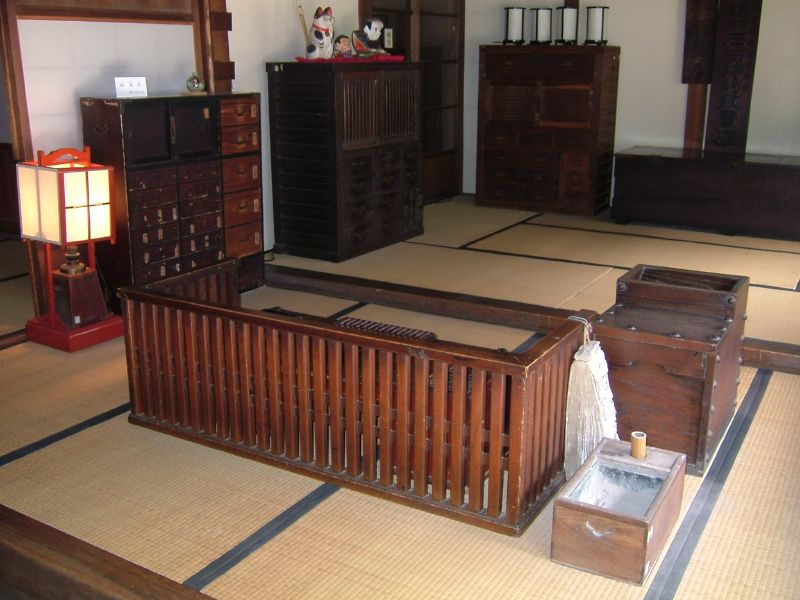
Innenraum des Tomatsu-Hauses

## Meiji Mura als Drehort
Das Freilichtmuseum wird bisweilen auch als Kulisse und Drehort für Film- und Fernsehproduktionen genutzt:
- für den Film Devilman (2004)
- für den Film Tsurugidake: Ten no Ki (劒岳 点の記) (2009)[104]
- für Itsuji Itaos Film König der Ausbrecher (板尾創路の脱獄王, Itao Itsuji no datsugokuō, engl. Itsuji Itao's King of the Escape) (2010)[105]
- für die japanisch-amerikanische Gemeinschaftsproduktion Leonie (2010)[106]
- für die NHK-Fernsehserie Saka no Ue no Kumo (2009)